# John Fitzgerald Kennedy
John Fitzgerald Kennedy (a sajtóban és a köznyelvben gyakran: JFK, vagy Jack Kennedy; Brookline, Massachusetts, USA, 1917. május 29. – Dallas, Texas, USA, 1963. november 22.) az Amerikai Egyesült Államok 35. elnöke 1961 és 1963 között. Kennedy vagyonos, az országos politikába beágyazott családba született, édesapja befolyásos politikus és üzletember volt Franklin D. Roosevelt elnöksége idején. A család gyökerei eredetileg Írországba nyúlnak, de a gyermek Kennedy a massachusettsi Brookline-ban nőtt fel. Tanulmányai a politikai pálya felé orientálták, a Harvard Egyetemen szerzett diplomát politikai stúdiumokból. Diploma után részt vett a második világháborúban, a csendes-óceáni hadszíntéren harcolt, ahol 1943. augusztus 2-án egy csatában hőstettet hajtott végre, amiért később kitüntetést kapott. A háborút követően 1947-ben indult a kongresszusi választásokon, hogy lakhelye, a bostoni körzet képviselőházi képviselője lehessen, amely pozíciót el is nyerte. A megbízatást 1947–1953 között töltötte be. 1953-ban immár felsőházi mandátumért mérette meg magát, ismét sikerrel, így 1953–1960 között Massachusetts állam szenátora volt a Szenátusban. Eközben egyre feljebb emelkedett a Demokrata Párt soraiban. Az 1960-as elnökválasztáson jelöltette magát, teljesítette a párt előválasztási folyamatát, majd megmérkőzött republikánus ellenfelével, Richard Nixonnal, a hivatalban levő Eisenhower-adminisztráció alelnökével. Nagyon kis különbséggel ugyan, de elnyerte az elnöki tisztséget.
1961. január 20-án lépett hivatalba, és ezzel ő lett az első római katolikus vallású amerikai elnök. Elnöki működése a hidegháború idejére esett, ezért külpolitikáját az USA és a Szovjetunió feszült viszonya határozta meg. Személyesen találkozott Nyikita Hruscsov szovjet vezetővel, akivel heves politikai vitákat folytatott. Ezek közül 1962 októberében a kubai rakétaválság atomfegyverekkel vívott világháború kitörésével fenyegetett, a szócsatát végül Kennedy nyerhette meg. Kuba kérdésében azonban volt egy kudarca is a friss elnöknek: 1961-ben a CIA által szervezett disznó-öbölbeli partraszállás – amely a Fidel Castro vezette kommunista hatalom megdöntésére irányult – meghiúsult. Kennedy a kommunizmussal vívott harc egy másik frontvonalán, Délkelet-Ázsiában is exponálta magát: a Vietnámban kiéleződő konfliktusra válaszul jelentősen megnövelte a katonai tanácsadók jelenlétét, ezzel sokan őt tartják a vietnámi háború megindítójának. Kennedy belpolitikai téren is úttörő volt, „New Frontier” néven elindította belpolitikai programját. Nevéhez fűződik kora legnagyobb problémája, a faji megkülönböztetés elleni harc kezdete, ő kezdeményezte ugyanis azt a törvénykezési folyamatot, amelynek révén az USA-ban 1964-ben megszüntették a faji diszkriminációt. A gazdaságot is talpra állította, miután egy rövid recessziós folyamat után az tartós növekedési pályára állt. Elindította az Apollo-programot, amelynek eredményeként 1969. július 20-án Neil Armstrong és Buzz Aldrin sikeres Holdra szállást teljesítettek.
1953. szeptember 12-én elvette Jacqueline Lee Bouvier-t feleségül. Jackie Kennedy önmagában és férjével együtt is a kor divatikonja lett, jelentősen hozzájárulva az elnöki intézmény fényének emeléséhez, amelyet a sajtó tudatos felhasználásával az elnök maga is megpróbált irányítani. A házaspárnak két gyermeke született, Caroline 1957-ben és John 1960-ban.
Kennedy 1963. november 22-én hunyt el, a Dallasban elkövetett merényletben. Az elnök Texas államba látogatott, ahol körútja utolsó állomásán egy autókonvoj élén hajtott át a városon, amikor Lee Harvey Oswald – korábbi tengerészgyalogos és kommunista szimpatizáns – több lövéssel megölte őt. A Kennedy-merénylet körülményeit máig viták övezik, az esetet vizsgáló Warren-bizottság jelentését – miszerint Oswald magányos merénylő volt – az amerikai társadalom nagy része nem fogadta el. Az elnököt 1963. november 25-én helyezték örök nyugalomra az Arlingtoni Nemzeti Temetőben. Halálával derékba tört politikai kezdeményezéseinek többségét utódja vitte tovább, és többnyire sikerrel meg is valósították őket. Kennedy mindmáig az utolsó amerikai elnök, aki hivatali idejében halt meg, sőt merénylet áldozata lett.

## Gyermek- és ifjúkora

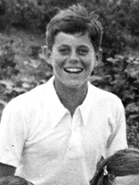
John Kennedy gyermekként

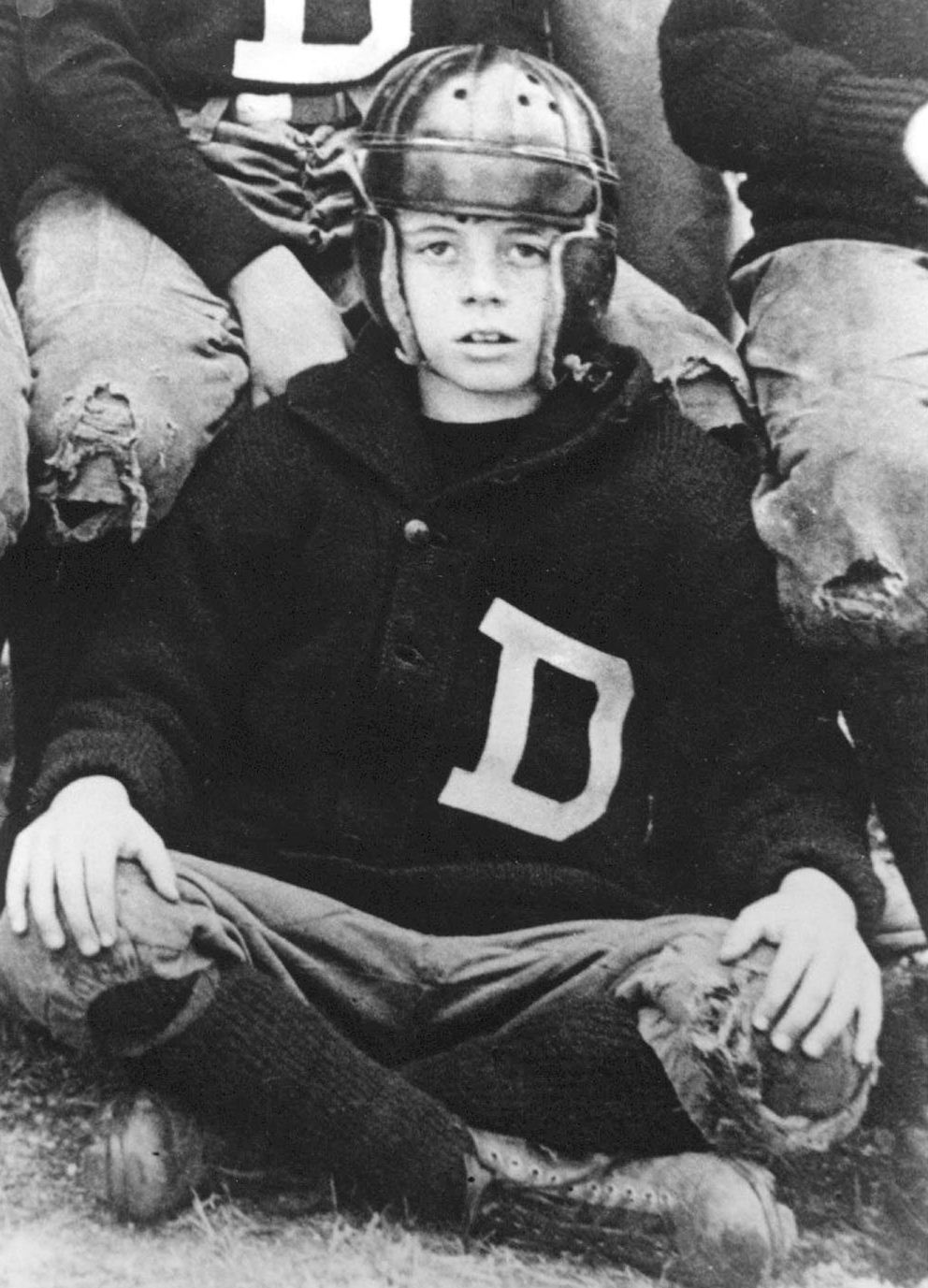
Kennedy a Dexter School futballmezében (1926)

John Fitzgerald Kennedy a Boston melletti Brookline-ban született 1917. május 29-én, Joseph P. Kennedy üzletember, politikus és Rose Kennedy (született Fitzgerald) filantróp második gyermekeként. Összesen nyolc testvére volt, idősebb bátyja Joseph, valamint kisebb testvérei, Rosemary, Kathleen („Kick”), Eunice, Patricia, Robert („Bobby”), Jean, and Edward („Ted”). A család mindkét ágon ír bevándorlók leszármazottaiból állt. Kennedy apai nagyapja Patrick Joseph Kennedy Massachusetts állam törvényhozója volt, anyai nagyapja (aki után a nevét is kapta, John Francis Honey Fitzgerald pedig az Egyesült Államok Kongresszusának tagja, két cikluson át pedig Boston város polgármestere.
Az ifjú John élete első tíz évét Brookline-ban töltötte, itt keresztelték meg a római katolikus egyház rítusa szerint 1917. június 19-én. Édesapja – aki fiait magas politikai pozícióban szerette volna látni – elit képzést biztosított számukra a legkiválóbb iskolákban. Az általános iskola negyedik osztályáig az Edward Devotion School (Edward Vallásos Iskola), majd a Noble and Greenough Lower School, végül a Dexter School diákja volt, amelyek Boston környéki iskolák voltak. A későbbi elnök első emlékei is ebből az időből származnak, ahogy Fitzgerald nagyapja sétálni vitte őt a városban, vagy a családi vacsoraasztalnál élénk politikai viták bontakoztak ki. Ebben az időben alakult ki a történelem és a közélet iránti érdeklődése. Édesapja üzleti ügyei miatt hosszú időszakokat töltött távol a családtól, mivel a vállalkozásai a Wall Streethez és Hollywoodhoz kötötték. 1927-ben a Dexter School bejelentette, hogy a járványos gyermekbénulás fertőzés kitörése miatt októberig nem indítja el az oktatást. A család ezért úgy döntött 1927 szeptemberében, hogy a New York melletti Riverdale-be költöznek. Robert Kennedy későbbi visszaemlékezései szerint a döntést főként az indukálta, hogy Joseph Kennedy egy feliratot látott megjelenni Bostonban: „Írek ne is jelentkezzenek!”. A család innentől kétlaki életre rendezkedett be: a nyarakat a Kennedyek az apa szülővárosában, a massachusettsi Hyannis Portban töltötte, egy Cape Cod közeli kis faluban, ahol úszással, vitorlázással és focival töltötték a Kennedy gyerekek az időt, ahol a játék gyakran versengésbe torkollott, amelyet apjuk még bátorított is, különösen a fiúk között. A karácsonyi és a húsvéti szünetre pedig a család floridai, Palm Beach-beli nyaralójába költöztek. A New York-i évek alatt a fiatal John a Riverdale Country Schoolban – egy kizárólag fiúknak fenntartott magániskolában – folytatta tanulmányait, ahol az 5–7. osztályokat végezte el. Itt csatlakozott a cserkészmozgalomhoz is, ahol a Boy Scout Troop 2 (2-es számú fiú cserkészcsapat) tagja lett. A 8. osztályt ismét új iskolában, Connecticutban a New Milford-i Canterbury Schoolban végezte el. 1931 áprilisában megműtötték vakbélgyulladással, amelynek nyomán szülei kivették a Canterbury Schoolból, és magántanulóként fejezte be az évet.
1931-ben a connecticuti Wallingfordban a Choate Rosemary Hallban, egy főiskolai felkészítő iskolában kezdte a 9. évfolyami tanulmányait, és a 12. évfolyamig ezen iskola diákja volt. Korábban bátyja, Joe Kennedy Jr. is ennek az iskolának a diákja volt, ahol elismert élsportoló és diákvezető volt, így JFK ennek árnyékában kezdte az iskolát, és – részben kompenzációként – az iskola fekete báránya lett, amolyan lázadó szellemként és bajkeverőként. Az iskolai évek alatt egy kisebb klikket alakított Kennedy (amelynek egyik élethosszig tartó barátja, Kirk Lemoyne „Lem” Billings is tagja volt) amelynek legfőbb szórakozása volt, hogy erős tűzijáték gyertyákat dobtak a WC-csészébe, amelytől az felrobbant. Az iskolaigazgató erre a WC-ülőkét lóbálva dühöngött, és „muckersnek” (alávaló frátereknek) nevezte az elkövetőket. Erre válaszul Kennedy a klikkjüknek a The Muckers Club (Az Alávaló Fráterek Klubja) nevet adta. Kennedy egyik későbbi híressé vált mondása („Ne azt kérdezd, hogy mit tehet érted Amerika, hanem azt, hogy Te mit tehetsz Amerikáért”) ebből az iskolából származik, ahol az iskola igazgatója, George St. John mondása volt iskolaszerte (amelyet később St. John jegyzetfüzetében is megtaláltak, és történetírók publikáltak): „azok az ifjak, akik szeretik az alma materüket nem azt kérdezik, mit tehet az iskola értük, hanem azt, hogy ők mit tehetnek az iskoláért”.
Kennedy 1935-ben végzett az iskolában, és az évkönyvben egy szavazás eredményeként az állt a neve mellett, hogy a Legvalószínűbb, hogy sikeres lesz. Eredményei alapján ez azonban csak megelőlegezett bizalom lehetett, mivel az évfolyam 112 diákja között csak a középmezőnyben szerepelt eredményei alapján, mivel 64. lett.
1934-ben, az iskola utolsó előtti évében egészségi problémák merültek fel nála olyannyira, hogy a Yale New Heaven Kórházba került, ahol leukémia gyanújával kezelték. 1934 júniusában átkerült a Mayo Klinikára, Rochesterbe, ahol egy végső diagnózis colitis ulcerosa (fekélyes vastagbélgyulladás) volt. Egészségi gondjai továbbra is elkísérték. 1935-ben, az iskola elvégzését követően első külföldi útjára indult, elkísérve szüleit és Kathleen húgát Londonba, ahol bátyja nyomán a London School of Economics (Londoni Gazdasági Főiskola) első szemeszterére kívánt volna beiratkozni, ám októberben haza kellett térnie az Egyesült Államokba, valamilyen gyomor-bélrendszeri rendellenesség miatt. Iskola helyett még az 1936. év tavasza is lábadozással telt – egy rövid Peter Bent Bingham Kórház-beli bostoni tartózkodás után – amelyet immár a Palm Beach-i nyaralóban töltött. Innen munkába állt az arizonai Bensonba, ahol marhatenyésztéssel foglalkoztak.
1936 szeptemberében Kennedy beiratkozott a Harvard Egyetemre. Tette ezt azért, mert úgy érezte, hogy a Harvard jobb hátteret és jobb liberális oktatást tud adni, mint bármely más egyetem. Ráadásul ugyanabba az iskolába szeretett volna járni, mint az apja. Az egyetemen azonban először ismét sportemberi és szórakoztatói vénájával keltett feltűnést, mintsem tanulmányi eredményeivel. A Harvardon kipróbálta az amerikai footballt, a golfot és az úszást, és végül bekerült az egyetem úszócsapatába. Emellett a vitorlázósportba is belefogott, a Csillaghajó hajóosztályban, és 1936-ban meg is nyerte a Nantucket Csillaghajó Bajnokságot. 1937-ben Kennedy áthajózott Európába, ahová magával vitte nyitott gépkocsiját is, és Franciaországból indulva tíz hét alatt Billings barátjával bejárták Európát.
1938-ban ismét Európába látogatott, bátyjával elkísérte édesapját Londonba, aki megkapta a Roosevelt-kormány megbízását az USA nagy-britanniai nagykövetének pozíciójára (a Court of St James'shez nevezték ki, mivel az Egyesült Királyságban a királyi udvar fogadja a nagyköveteket). Az 1939-es év újra Európában találta. Felkészülvén a Harvardon a diplomamunkájára, Európa országaiban, a Balkánon, a Szovjetunióban és végül a Közel-Keleten utazott végig. Az utazást Berlinben fejezte be, ahol a nagykövetségen egy titkos megbízatást kapott: édesapjához kellett eljuttatnia egy üzenetet Angliába, miszerint a háború kitöréssel fenyeget. Londonból még Csehszlovákiába látogatott – éppen a második világháború kitörésének napján, 1939. szeptember 1-jén – ahonnan két nap múlva visszatért apjához, ahol a House of Commonsban, az angol parlament alsó házában hallgathatta meg a beszédeket, amelyekkel a Németország elleni hadüzenetet jelentették be. Ezen időszak utolsó tevékenységeként édesapja képviseletében az SS Athena elsüllyesztésének színhelyére utazott (a hajó volt a német U-bootok által elsüllyesztett első angol hajó a háború során), ahol az amerikai túlélőket segítette. Dolga végeztével innen utazott haza az Egyesült Államokba, felülvén élete első transzatlanti repülőjáratára.
Kennedy utolsó, Harvardon töltött éveiben még komolyabban vette az addigiaknál a tanulást, és elkezdett orientálódni a politikai filozófia felé. 1940-ben leadta a szakdolgozatát Appeasement in Munchen (A müncheni megbékítés) címen, amely a müncheni egyezmény során folytatott brit tárgyalásokról szólt. Később, apja bátorítására a dolgozatot könyv formába rendezte, amelyet végül Why England Slept (Amiért Anglia elaludt) címen kiadták, és a mű bestsellerré vált. A mű fogadtatása alapján – bírálva Nagy-Britannia vonakodását, hogy erősítse haderejét, amely végül a második világháborúhoz vezetett és kiállva amellett, hogy alakuljon angol–amerikai szövetség a totalitárius rezsimek ellenében – meghatározó hangot ütött meg a közvélemény szemében. Kennedy maga is Amerika nagyobb világháborús szerepvállalását támogatta, miközben édesapját, annak izolációs törekvései miatt visszahívták hazája londoni nagyköveti posztjáról. Ez az aktus később a Kennedy és Roosevelt családok politikai szakításához is vezetett.
1940-ben John F. Kennedy cum laude végzett a Harvardon BA diplomát szerezve államtudományokból, azon belül is a nemzetközi ügyekre szakosodva. A diplomát követően beiratkozott a Stanford Egyetem másoddiplomás képzésére (amely szervezetileg egy különálló iskolában, a Stanford Graduate School of Businessben zajlott), ahol üzleti stúdiumokat hallgatott. 1941-ben azonban félbeszakította tanulmányait, és édesapját segítette annak memoárjának megírásában, amely írás édesapja nagyköveti éveit összegezte. Ezt követően bejárta Dél-Amerikát az útvonal érintette például Kolumbiát, Ecuadort és Perut.

## A haditengerészet szolgálatában (1941–1945)

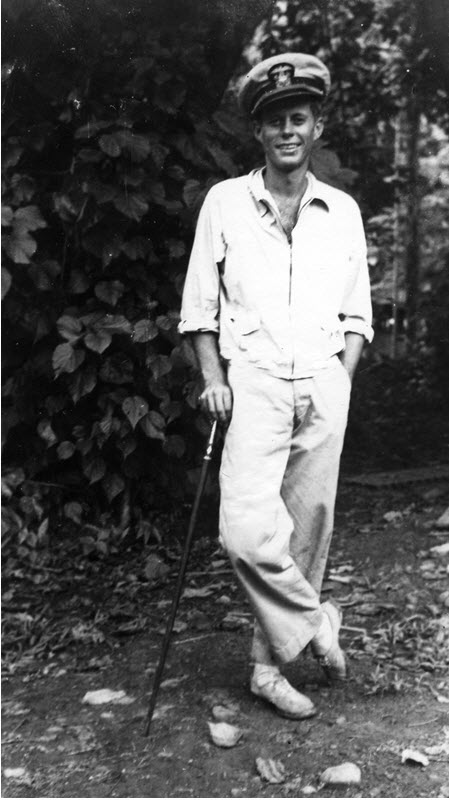
A haditengerészet újdonsült hadnagyaként (1943)

A háború közeledte átírta Kennedy terveit. Eredetileg úgy volt, hogy a Yale Law Schoolban (Yale Jogi Iskola), a Yale Egyetem jogi fakultásán hallgat majd jogi előadásokat, miután a Stanford gazdasági szakán végzett, azonban ezeket feladta, amikor Amerika hadba lépése a küszöbön állt. Már 1940-ben megpróbált jelentkezni a hadsereg Officer Candidate Schooljába (Tisztjelöltek Iskolája), ahol el is kezdte a kiképzést, ám hamarosan egészségi okokból (elsősorban hátproblémái miatt) alkalmatlannak nyilvánították, és kizárták az iskoláról. Ezt követően 1941. szeptember 24-én – édesapja barátja és korábbi londoni katonai attasé Joe Kennedy Sr. alatt, Alan Kirk a Haditengerészeti Hírszerzési Iroda (ONI) igazgatójának közbenjárására – belépett az Egyesült Államok Haditengerészeti Tartalék kötelékébe. Itt 1941. október 26-án alhadnagyi (ensign) rangot kapott, és csatlakozott a hírszerzési irodához Washingtonban.
1942 januárjában áthelyezték a dél-karolinai Charlestonba, az ottani Hatodik Flotta Körzetbe, az ONI helyi irodájába. Innen a Chicagóban, a Northwestern Egyetemen működő Haditengerészeti Tartalékos Tisztképző Iskolára került 1942. július 27. – szeptember 27. között, majd önként jelentkezett a Rhode Island-i Mellville-be, a Motor Torpedo Boat Squadron Training Centerbe (Motorizált Torpedó Hajó Kiképző Központ). 1942. október 10-én előléptették hadnaggyá. Ebben az időszakban érték az első személyes veszteségek. A guadalcanali hadjáratban elesett gyermekkori barátja, a tengerészgyalogság főhadnagya, George Houk Mead (akit később posztumusz a Haditengerészet Keresztjével tüntettek ki bátorságáért). Illetve szintén elhunyt egy másik iskolai barát, későbbi politikai ellenfél Clairborne Pell (aki azidőtájt Kennedy húgával, Kathleennel járt) nevelőapja, a kitüntetett kém, Hugo W. Koehler, akinek Middletownban levő sírjához John el is látogatott egy akkori barátnőjével, hogy az emlékezés virágait elhelyezze rajta. A kiképzéshez december 2-án tért vissza, ahonnan aztán a 4-es számú Motor Torpedo Squadronhoz helyezték.
Első parancsnoki kinevezése a PT-101 jelű hadihajóra szólt 1942. december 7 – 1943. február 23 között. Az egység egy ún. Patrol Torpedo Boat (Torpedóval felszerelt járőrhajó), a haditengerészet besorolásában „PT” volt, amelyet Kennedy települési helyén, Mellville-ben kiképzési célokra használtak, ahol a későbbi elnök kiképzői feladatokat kapott. Később aztán még három különböző hajón teljesített szolgálatot – a PT-98-on, a PT-99-en és a PT-101-en –, amelyeket aztán Mellville-ből a floridai Jacksonville-be helyeztek át a személyzetükkel együtt. Az áttelepülés során kisebb baleset érte, amikor egy beszorult hajócsavar kiszabadítására a hideg vízbe ugrott, emiatt rövid időre kórházba is került. A kiképzési feladatokat követően aztán előbb Panamába, majd a csendes-óceáni hadszíntérre vezényelték, ahol a Salamon-szigeteknél kapott új beosztást újabb PT-hajók parancsnokaként új egységhez, a 2-es számú Motor Torpedo Squadronhoz.

### A PT-109 parancsnokaként
A 2-es számú Motor Torpedo Squadronhoz szóló vezénylését 1943-ban kapta meg, és a Salamon-szigetekre érkezvén április 24-én lett a PT-109 harci egység parancsnoka, amely Tulagi szigetén állomásozott azidőtájt. Augusztus 1-ről 2-ra virradó éjszaka történt az az akció, amely a későbbi elnököt háborús hőssé avatta. A New Georgia hadművelet részeként a PT-109 a 31. bevetésére futott ki másik tizennégy PT-vel egyetemben, és azt a feladatot kapták, hogy megállítsák, vagy akár visszafordítsák azt a négy japán rombolót és repülőgép-anyahajót, amely ellátmányt szállított a 900 tagú japán helyőrségnek Villa Plantationba, a Salamon-szigeteki Kolombangara sziget legdélibb részére. Felderítők jelentették az egységek parancsnokának, hogy egy nagyobb flottacsoport is elhalad augusztus 1. körül a sziget közelében. Bár 24 torpedót kilőttek a konvojra nyolc PT-ről, de egyik sem talált. A sötét, holdvilág nélküli éjszakban hajnali 2 körül Kennedy megpillantott egy japán rombolót északra tartani, hogy visszatérjen Kolombangarára és megkísérelt egy támadást ellene. Ám ekkor a japán Amagiri romboló felöklelte és kettévágta a kisebb hajójukat, megölve két embert a PT-109 legénységéből.
Az ütközést követően Kennedy összegyűjtötte a tíztagú túlélő csoportot a felszínen úszó roncsdarabok mellett és megszavaztatta őket: „harc, vagy megadás”. Kennedy a következőket mondta bajtársainak: „A szabályzatban az ilyesfajta helyzetekről semmi sincs. A legtöbbeteknek van családja, és néhányotoknak gyerekei is vannak. Mit akartok tenni? Nekem semmi vesztenivalóm nincs.” Aztán elutasítván a megadást, augusztus 2-án hajnali 2 óra körül a csoport elkezdett úszni a kb. 5,5 kilométerre levő Plum Pudding-sziget felé. Annak ellenére, hogy a háta megsérült az ütközésnél, a parancsnok az egyik komolyan megégett bajtársát a rajta levő mentőmellény csatját a szájába szorítva végig vontatta az úton. A szigetre érve Kennedy még egy további úszásra is vállalkozott, amikor a Ferguson-átjáróban két-három kilométert úszott, hogy egy esetleg arra elhaladó PT figyelmét magára vonva megmentse társait. A következő kísérletnél átjutott a Naru-szigetre, ahol a vele tartó angol George Ross-szal egy sérült kenut találtak.
Augusztus 4-én a kiéhezett és ivóvíz híján kiszáradt csapat úgy döntött, hogy – Kennedy és helyettese, Lenny Thom segítségével – átúsznak 6 kilométerre levő, a szigetükről látótávolságban levő Olasana-szigetre. Az út egy részét az áramlatok ellenében kellett megtenni, Kennedy pedig újra vontatóra vette a megégett gépészt, „Pappy” MacMahont. Az Olasana-szigeten végre néhány kókuszpálmát találtak, ám ivóvíz itt sem volt. Augusztus 5-én Kennedy és George Ross ismét átúsztak a Naru-szigetre, vízért és segítségért. Itt csak egy kis kenut találtak, amelyben azonban némi keksz, édesség és egy 200 literes ivóvízzel teli hordó is volt, amit a japánok hagyhattak ott. A zsákmányolt csónakkal Kennedy visszaevezett az Olasana-szigetre a legénységhez. Kicsit később helybeli felderítők (Biuku Gasa és Eroni Kumana) fedezték fel a csoportot, majd ők vitték kenun hírüket, hogy végül Reginald Evans hadnagy értesüljön a legénység túléléséről. Augusztus 7-én reggel Evans rádión hívta a PT hajók bázisát, ahonnan „Bud” Liebenow hadnagyot, Kennedy korábbi barátját küldték a PT-157 fedélzetén a csoport megmentésére, amelyet 1943. augusztus 8-án hajtottak végre.

### A PT-59 parancsnokaként

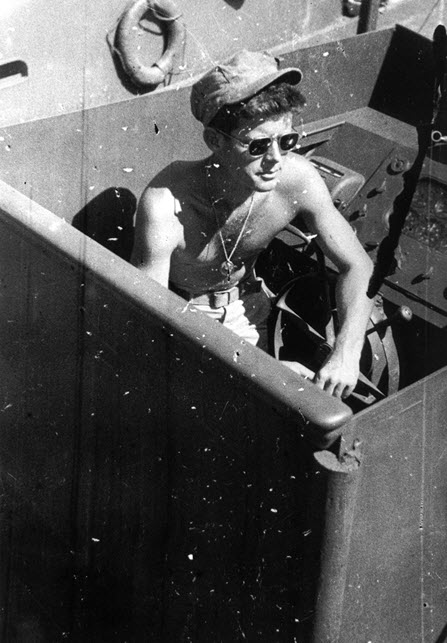
Kennedy hadnagy a PT-109 parancsnokaként

A PT-109 elsüllyesztésekor a parancsnoki állásban álló Kennedy a hátára esett, és sérüléseket szenvedett, ami miatt az incidenst követően gyengélkedőre került. Mindössze egy hónapot vett igénybe a felépülése, amikor újra szolgálatba állt, és a PT-59 parancsnokságát bízták rá. Ez az egység különbözött a PT-109-től: a torpedó vetőcsöveket kiszerelték, és a mélységi bombákat is elhagyták, helyükre két 40 mm-es automata gépágyút és tíz .50-es kaliberű Browning gépfegyvert szerelve ágyúnaszáddá alakították át. Az átalakítások célja az volt, hogy a PT-k bevetésekor a kötelékekben legyen legalább egy ilyen hajó, amely védelmet nyújthat a kisebb hajók, vagy a parti ütegek ellen, amilyen támadásokkal a PT-59 egyébként korábban találkozott. 1943. október 8-án Kennedyt előléptették főhadnaggyá. A PT-59 Kennedyvel a fedélzetén 1943. november 2-án vett részt egy akcióban, amelyben két másik PT bevetésével 50 tengerészt mentettek ki a vízből. A PT-59 afféle pajzsként szolgált a partról érkező tűz ellen, amíg a tengerészek a másik PT-kre menekültek a Choisui-szigetnél, a Warrior River torkolatánál, miközben a PT-59 maga is a fedélzetére vett tíz tengerészt, hogy biztonságba juttassa őket. November 18-án aztán orvosi tanácsra Kennedyt felmentették a PT-59 parancsnoksága alól, és ő maga egy kórházba vonult Tulagi szigetén. Onnan 1944 januárjában visszarepült az Egyesült Államokba a hátfájdalmai további kezelésére. A kezeléseket követően 1944 végén került vissza aktív szolgálatba.
A hátfájdalmaktól gyötört ifjú parancsnok a Chelsea Naval Hospital (Chelsea-i Haditengerészeti Kórház) betege volt a massachusettsi Chelsea-ben 1944 májusától decemberéig. Ezen idő alatt, 1944. június 12-én kapta meg a Haditengerészet és Tengerészgyalogság Kitüntetését az előző év augusztus 1-2-án tanúsított helytállásáért, valamint a Bíbor Szív kitüntetést a sebesüléséért. 1945 elején még további rehabilitáción vett részt az arizonai Castle Hot Springsben, ahol még mindig a hátsérülését kezelték.
Gyógykezelése idején, 1944. augusztus 12-én érkezett a hír, hogy bátyja, Joseph Kennedy Jr., aki haditengerészeti pilótaként szolgált az európai hadszíntéren, bevetés közben elesett. Az idősebb Kennedy testvér egy bombázógépet vezetett, amelyet robbanószerrel raktak meg, és a franciaországi Landrethun-le-Nord közelében a Mimoyecques erődben telepített V-3 többkamrás ágyú ellen küldtek egy különleges bevetésen. A bevetés során a „drónként” használt, robbanóanyaggal dugig tömött bombázógép személyzettel szállt fel, amely később 2000 méteren kiugrott, a bombázót pedig távirányítással vezették célra, hogy az a bombateherrel együtt csapódjon be. Az idősebb Kennedy fiú pedig éppen az ilyen felszállást elvégző, majd ejtőernyővel kiugró legénység, bevetésre önként jelentkező tagja volt. A bevetés során a bombázógépbe tárazott robbanószer – feltehetően a távirányítás hibája miatt – idő előtt felrobbant még a tenger felett, Joe Jr. pedig hősi halált halt.
1945. március 1-jén Kennedy leszerelt a szolgálatból fizikai alkalmatlanság miatt főhadnagyi rangban. Mikor később szóba került, hogy hogyan vált háborús hőssé, önironikusan csak ennyit mondott: „Könnyű volt. Félbevágták alattam a hajómat.”

### Katonai kitüntetései
|  |  |  |
|  |  |  |

| Navy and Marine Corps Medal (Haditengerészeti és tengerészgyalogsági katonai kitüntetés) | Bíbor Szív | American Defense Service Medal (Amerika Védelméért szolgálati kitüntetés) |
| American Campaign Medal (Amerika hadjárataiban részt vettek kitüntetése)                 | Asiatic-Pacific Campaign Medal with three stars (Ázsiai-Csendes-óceáni hadjáratban részt vettek kitüntetése három csillaggal) | World War II Victory Medal (Második világháborús győzelmi kitüntetés)     |

A különböző harci cselekményekben való részvételéért kapott kitüntetések mellett a Haditengerészeti és tengerészgyalogsági katonai kitüntetés, valamint a Bíbor Szív kitüntetés volt a legértékesebb a gyűjteményében, amelyet a hőstettéért és a sebesüléséért kapott.
James Forrestal, az USA haditengerészeti minisztere a következő szöveggel foglalta parancsba Kennedy kitüntetését: „Különösen hősies magatartásáért, amelyet a Motor Torpedo Boat 109 parancsnokaként tanúsított annak összeütközésekor és elsüllyesztésekor a második világháborúban 1943. augusztus 1-2-án a csendes-óceáni háború során. Figyelmen kívül hagyva a személyes veszélyeztetettségét Kennedy hadnagy határozottan és bátran nézett szembe a nehézségekkel és veszélyekkel a sötétségben, hogy levezényelje a mentési műveleteket, órákat úszott hogy segítséget és élelmet szerezzen, miután biztonságban tudta a partra vitt legénységét. Kiemelkedő merészsége, helytállása és vezetése hozzájárult társai életének megmentéséhez, amellyel az Egyesült Államok Haditengerészetének legjobb hagyományaihoz méltó lett”.
A háborút követően Kennedy úgy látta, hogy a kitüntetései nem a harci cselekményeket ismerték el, és kérte, hogy fontolják meg, hogy helyettük a Silver Star Medal (Ezüst Csillag Érdemérem) kitüntetést kapja meg, amelyben apja támogatását is élvezte. 1950-ben felajánlották neki a Bronze Star Medal (Bronz Csillag Érdemérem) kitüntetést a szolgálataiért (és a Silver Star helyett), ám ő ezt visszautasította. Az PT-109-en véghez vitt hősiességéért kapott két eredeti érdemérem ma a John F. Kennedy Presidential Library and Museum (Jonh F. Kennedy Elnöki Könyvtár és Múzeum) kiállítási tárgyai.

## Újságíróként
A háborút követően, leszerelése után Kennedy az előtte álló következő lépést kereste, mivel az egyetemi tanulmányai által kijelölt pályák (jogi és gazdasági tanulmányai) nem voltak kedvére valók. Ebben a helyzetben segített édesapja, aki elindította az újságírás mint lehetséges foglalkozás felé, hogy így szerezzen ismertséget. Ennek érdekében Joe Sr. közbenjárt személyes jóbarátjánál, William Randolph Hearstnél, hogy egy újságírói állást szerezzen fiának, és Hearst szívesen segítette barátját, és alkalmazta az ifjú Johnt a Hearst Lapoknál. Kennedy fontos események forgatagába csöppent, ahol elsőként San Franciscóba utazott, ahol az ENSZ megalakulása zajlott. Később pedig a második világháború utáni rendezési folyamat lényeges történelmi eseményeiről tudósíthatott. Így 1945 májusában Berlinbe utazhatott, és tudósítóként részt vehetett a potsdami konferencián, amelyen a nagyhatalmak vezetésével (amerikai részről az alelnökből elnökké előlépett Harry Truman, brit részről a szintén újonnan megválasztott Clement Attlee, a Szovjetunió részéről Sztálin vett részt) Európa hatalmi viszonyainak rendezését tárgyalták meg.

## Kongresszusi karrier (1947–1960)
A Kennedy családban idősebb Joseph Kennedy ambíciója volt, hogy a legidősebb fiúnak politikai pályát kell befutnia, amelynek csúcspontján indulnia kell az amerikai elnöki posztért, és lehetőség szerint el is kell nyernie azt. Az apai szándék szerint ezt az elképzelést a legidősebb fiúgyermeknek kell beteljesítenie, amely sorban Joe Kennedy Jr. állt egészen annak 1944. augusztus 12-i haláláig. Joe bátyja háború hősi halálát követően ez az apai álom John F. Kennedyre szállt, akinek ráadásul az érdeklődési köre (az egyetemen a politikai tudományok, elsősorban a külpolitika felé orientálódott) egyezett is ezzel, így a rövid újságírói működését követően Kennedy a politikai pályát célozta meg. Ennek első állomása volt, hogy az országos politikába kerülvén a törvényhozás tagja legyen.

### Képviselőház (1947–1953)

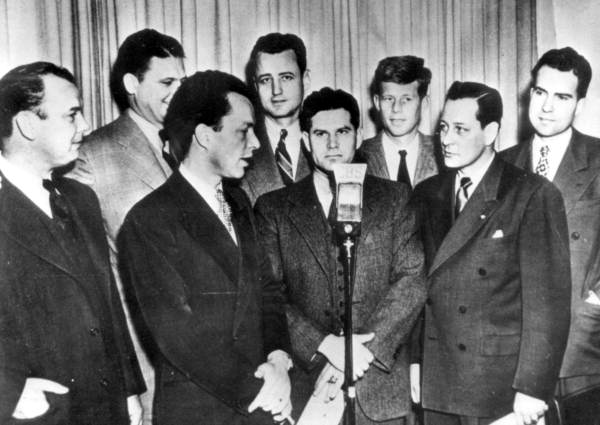
A frissen megválasztott képviselők csoportja (Kennedy balról a harmadik, a hátsó sorban)

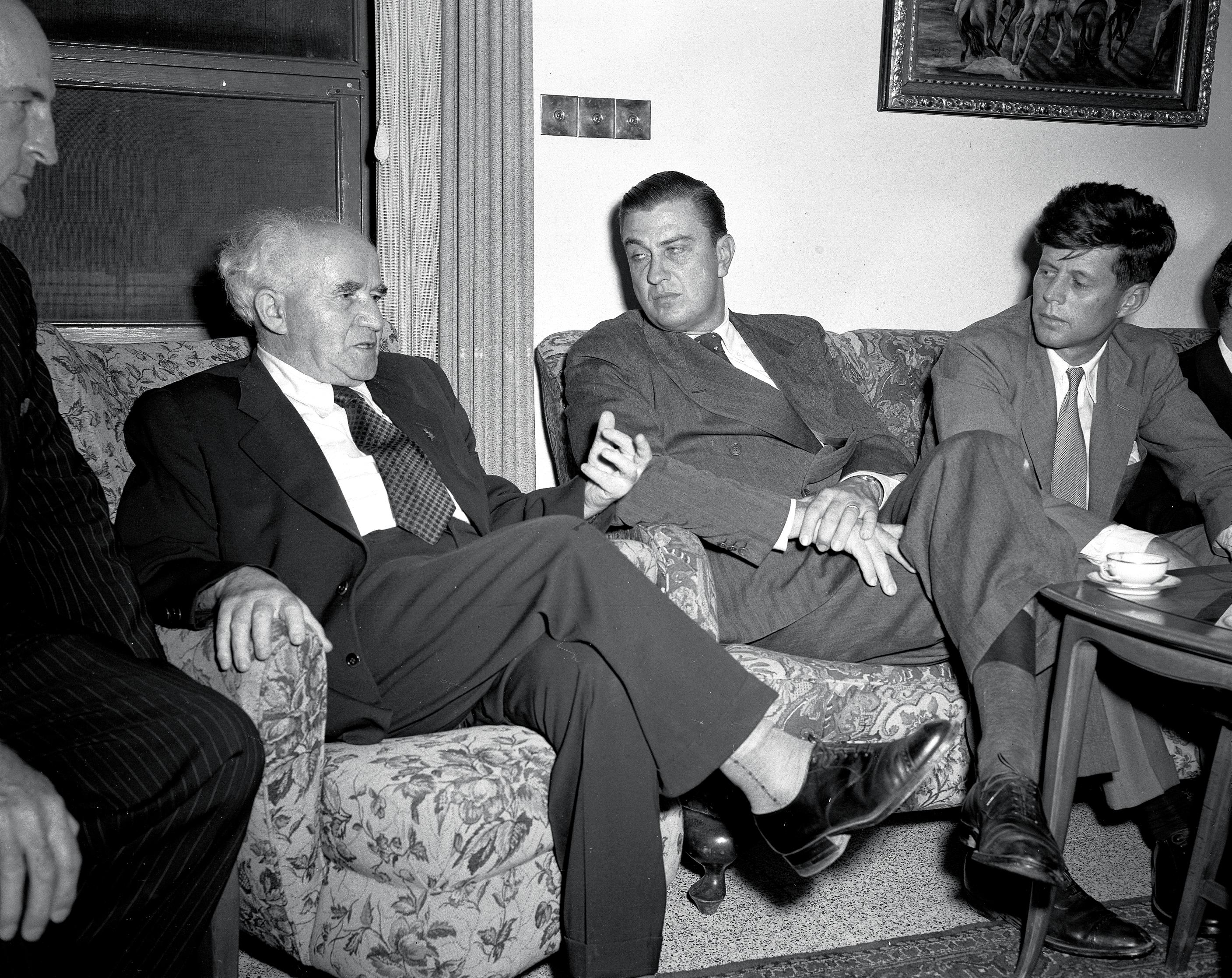
Kennedy Dávid Ben-Gúriónnal, Izrael miniszterelnökével és Franklin D. Rossevelt Jr.-ral a politikus ázsiai túráján

Az idősebb Kennedy sürgetésére James Michael Curley, az erősen demokrata többségű 11. massachusettsi kongresszusi körzet képviselője 1946-ban lemondott mandátumáról, hogy Boston polgármestere lehessen. A megüresedett posztért kibontakozó választási kampányban John F. Kennedy is jelöltette magát. Az édesapja által pénzelt kampányban Kennedy a Bowdoin street 122-ben, a Massachusettsi Állami Hivatallal szemben állította fel kampányközpontját. A kampányának szlogenje a következő volt: „Az új generáció új vezetőt állít”. Kennedy végül a szavazatok 42 százalékával nyerte a demokrata előválasztást 10 másik jelölt ellenében (az idősebb Kennedy pedig azt a viccet sütötte el a sikert követően, hogy „Amennyi pénzt elköltöttem, a sofőrömet is megválasztották volna”. A kampányban Boston környékén Kennedy a veteránok jobb lakáshoz jutásával, mindenki számára jobb egészségügyi ellátással, és jobban szervezett munkához jutási lehetőségekkel, észszerűbb munkaidők, egészségesebb munkakörnyezet iránti igénnyel, illetve a szervezkedéssel, tárgyalásokkal és a sztrájkokhoz való jogok ígéretével kampányolt. Külpolitikai kérdésekben az ENSZ által biztosított világbékével, illetve a Szovjetunió elleni erős ellenállással érvelt a választóinak. Bár végül az 1946-os választásokon a republikánusok kerültek többségbe, Kennedy megverte republikánus ellenfelét, és elnyerte a szavazatok 73 százalékát az általános képviselő-választásokon. Abban az évben Richard Nixonon és Joseph McCarthyn kívül Kennedy volt azon kevés képviselő egyike, akik háborús veteránként kerültek be a Képviselőházba.
Kennedy hat évet töltött el a Képviselőházban, ahol a befolyásos Oktatási és Munkaügyi Bizottság és a Veterán Ügyek Bizottságának tagja volt. Munkája során elsősorban a külpolitikai ügyekkel foglalkozott, támogatva a Truman-doktrinát, amelyet megfelelő válasznak tartott Amerika részéről a kibontakozó hidegháborúra. Belpolitikai kérdésekben szembe helyezkedett az 1947-es Munkaszervezéssel kapcsolatos törvény-nyel, amely korlátozta a szakszervezetek jogait. Világnézetét tekintve nem volt annyira kimondottan kommunistaellenes, mint McCarthy, azonban támogatta az 1952-es Bevándorlási és nemzetiségi törvény-t, amely szerint a kommunistáknak jelentkezni kellett egy állami regiszterbe, illetve sajnálkozását fejezte ki „Kína elvesztésével” (azaz a Kínai Kommunista Párt győzelmével, így a kínai kommunista hatalomátvétellel, így képletesen Kínának a szabad világ számára való elvesztésével) kapcsolatban.

### Szenátus (1953–1960)
Kennedy a politikai pályafutásának következő lépcsőjét az amerikai Szenátus tagságában látta, így már 1949-ben belekezdett az 1952-ben esedékes választások kampányába a már három cikluson át megválasztott republikánus Henry Cabot Lodge Jr. ellenében. A kampányának szlogenje ezúttal „Kennedy többet tesz majd Massachusettsért” volt. A kampány pénzügyi fedezetét ismét az idősebb Joseph Kennedy állta, illetve fontos változás volt, hogy a kampánymenedzseri posztot ezúttal John öccse Robert Kennedy töltötte be. A kampány egyik újítása a női szavazók megszólítása volt, akiknek kedvéért a kampány során egy sor (Kennedy anyja és nővérei által szponzorált és szervezett) teadélutánt tartottak különböző szállodákban és különtermekben. Az elnökválasztásokon a republikánus Dwight D. Eisenhower diadalmaskodott (Massachusetts államban 208 000 fős szavazatkülönbséggel), ám a szenátori széket a demokrata Kennedy nyerte 70 000 szavazatnyi előnnyel.

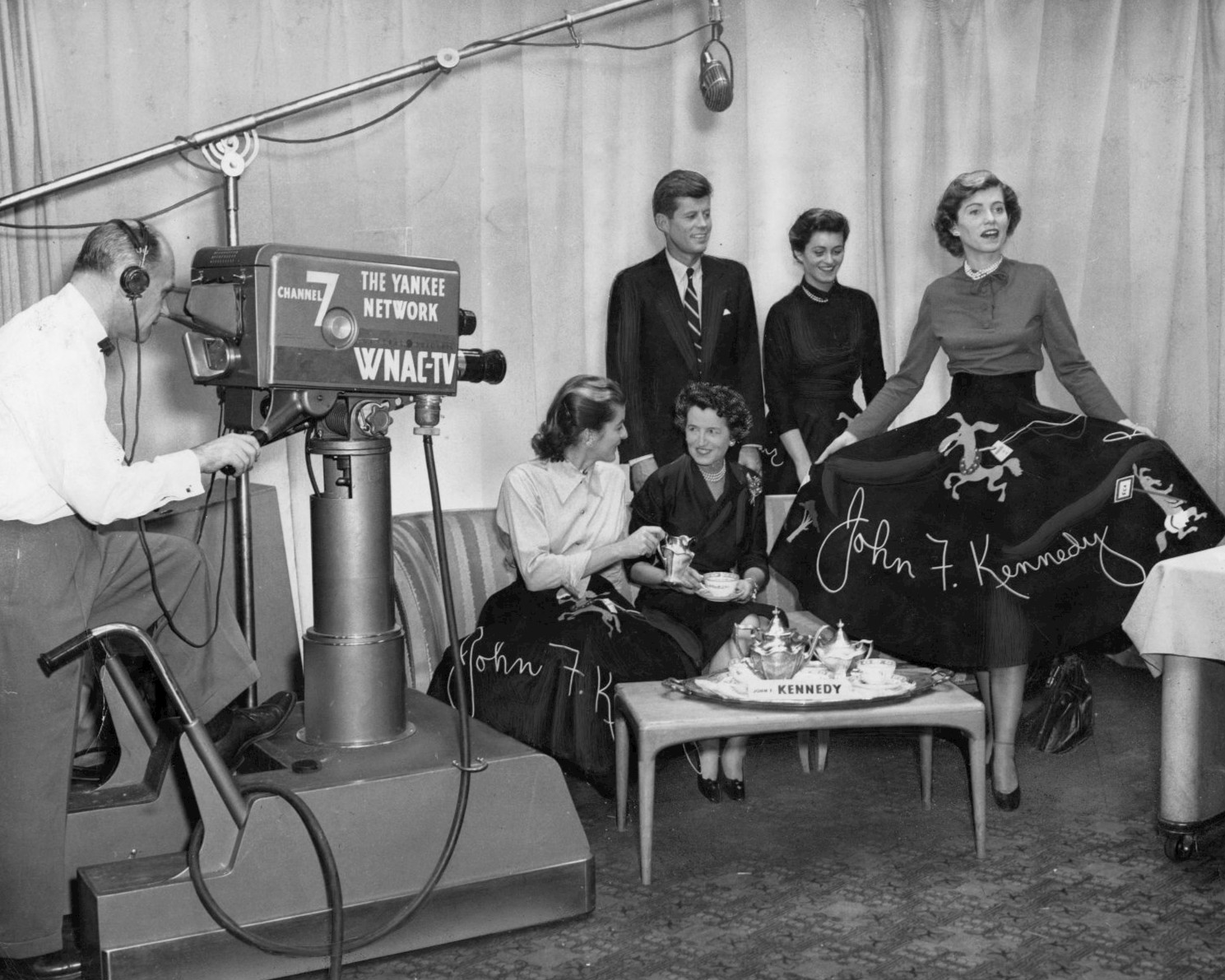
A szenátorrá választása előtti kampányának újítása, egy „teadélután”

A következőkben Kennedyt betegsége igencsak hátráltatta. A szenátori terminusa első két évében több gerincműtéten is átesett, ami többször is távol tartotta a szenátusi munkájától. Betegsége olyan komolyra fordult, hogy feladták neki az utolsó kenetet. Lábadozásának idejét írásra fordította, és 1956-ban jelent meg tollából Profiles in Courage (Profilok a bátorságban) című könyve, amelyért 1957-ben neki ítélték a Pulitzer-díjat. A mű az Egyesült Államok szenátorairól szól, akik a saját egyéni hitük szerint kockára teszik a karrierjüket. Később szóbeszéd támadt arról, hogy a könyv nem is (teljesen) Kennedy írása, hanem közeli barátjával és beszédírójával, Ted Sorensennel együtt írták (amely utóbb híresztelést maga Sorensen egy 2008-as önéletrajzi írásában meg is erősített).
Az első ciklusa kezdetén Kennedy a Massachusettset érintő ügyekre koncentrált leginkább, így a halászat, textilgyártás, vagy az óragyártással kapcsolatos törvényeket támogatta. 1954-ben mégis szembekerült állama több politikusával, amikor megszavazta a Szent Lőrinc-víziút fejlesztéséről szóló törvényt, amely a Nagy-tavakat kívánta összekötni az Atlanti-óceánnal, amely ellen a massachusettsiek azzal érveltek, hogy majd tönkreteszi a New England-i hajógyárakat, köztük a bostoni kikötőt is. Három évvel később Kennedy tagja volt egy bizottságnak, amely az öt legnagyszerűbb amerikai szenátort választotta ki a történelemből, hogy azok képe díszítse később a Szenátus fogadótermét. Még ugyanezen év végén fajsúlyosabb témában is munkához látott, amikor beválasztották a Munkaügyi Visszaélések Szenátusi Bizottságába (ahol öccse Robert tanácsadóként dolgozott), hogy felderítsék a szakszervezetek bűnözői befolyásoltságát. 1958 januárjában Kennedy benyújtott egy törvényjavaslatot (S. 3974), amely a legnagyobb terjedelmű munkaügyi szabályozás volt az 1947-es Taft–Hartley-törvény óta. A javaslat főként a szakszervezeti jogsértésekkel foglalkozott, amelyeket a bizottság működése során sikerült feltárni, bár végül az ezekre nyújtott megoldásokat nem vezették át a Taft–Hatley-szabályozásain Eisenhower elnök kérésére, majd a Képviselőház el is vetette.
Az 1956-os ciklusra Kennedy szintet lépett. Egyrészt az 1956-os demokrata elnökjelölő konvención ő mondta a jelölő beszédet Adlai Stevenson II. demokrata elnökjelölt mellett. Aztán Stevenson a konvencióra hagyta, hogy alelnökjelöltet válasszanak mellé, amely szavazáson Kennedy a második helyet érte el, Estes Kefauver tennesseei szenátor ellenében. A veresége egyben azt is jelentette, hogy országos ismertséget szerzett, és bejelentkezett az lehetséges elnökaspiránsok csoportjába.

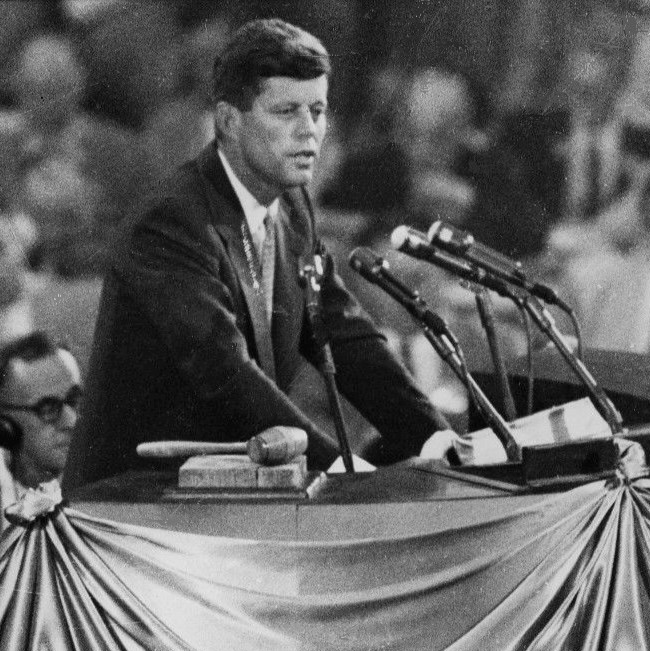
Kennedy pártja jelölő gyűlésén Adlai Stevenson II. melletti beszédét mondja

A ciklus elején a legfontosabb ügy, amely megragadta Kennedy figyelmét, az Eisenhower elnök által benyújtott 1957-es Emberi jogi törvény volt. Kennedy kijárta, hogy a törvényről részletes név szerinti szavazás döntsön, amelyet sokak véleménye szerint a déli államok demokrata ellenzőivel való megbékélés célja vezetett. Kennedy a Lyndon B. Johnson vezette demokrata többség ellen is szavazott a törvényjavaslat egyik részét támogatván, majd az egész törvényt gyengítő módosító indítványt is megszavazta, amelyekkel a törvény végül átment 1957 szeptemberében. Ugyanebben az évben Kennedy támogatta az algériai erőfeszítéseket, hogy elszakadjanak Franciaországtól. A következő évben a bevándorlási politika kezdte foglalkoztatni a szenátort: A Nation of Immigrants (Bevándorlók nemzete) címmel könyvet írt, amelyben elemezte a bevándorlás jelentőségét az ország történetében, ahogy a Bevándorlási törvény-hez tett javaslatokat is.
Az 1958-ban kezdődő ciklusra újraválasztották Kennedyt. Republikánus ellenfele Vincent J. Celeste, bostoni ügyvéd volt, a választások eredménye pedig Kennedy elsöprő győzelmét hozta, 874 608 szavazatnyi különbség volt a későbbi elnök javára, Massachusetts állam történetében a legnagyobb különbség. A kampány része volt, hogy a szenátor sajtótitkára, Robert E. Thompson egy filmet állított össze The US Senator John F. Kennedy Story (Az Egyesült Államok szenátora, John F. Kennedy története) címmel, amely Kennedy egy napját ábrázolta, ahogy az irodában a napi munkát végzi, vagy a családjával tölti a szabadidejét, vagy éppen Massachusettsszel kapcsolatos ügyekkel foglalkozik. Az idő tájt ez volt a legátfogóbb film, amely Kennedyvel foglalkozott. Az újraválasztását követően Kennedy tudatosan elkezdett készülni az elnökjelöltségre, amely azt jelentette, hogy elkezdte beutazni az országot, hogy felépítse általános ismertségét az 1960-as választásokra.
Ebben az időben Kennedy a környezetvédelemmel is elkezdett foglalkozni, a Massachusetts Audubon Társaság tagja lett – amely szervezetet John James Audubon ornitológusról kapta nevét, és madárvédelemmel foglalkozott elsősorban – és síkra szállt azért, hogy a Cape Cod környéki tengerpart zónájától távol tartsák az azt beszennyező ipari tevékenységet. Ennek érdekében Kennedy társbenyújtója lett a Cape Cod National Seashore (Cape Cod nemzeti tengerpart-törvény)-nek, amelyet republikánus társával, Leverett Saltonstall-lal nyújtottak be kétpárti egyetértésben.
Ezen időszakban Kennedy egyik kudarca a mccarthyzmushoz kapcsolódott. Kennedy apja erős támogatója volt Joseph McCarthynak, akihez még számos családi szál is fűzte a Kennedy klánt. Robert Kennedy McCarthy szenátusi albizottságának dolgozott, míg McCarthy maga az egyik Kennedy lánnyal, Patriciával járt. Kennedy politikai okokból (egyszer azt mondta, hogy „A pokolba, a választóim fele hősként tekint McCarthyra!”) maga is McCarthy felé húzott. 1954-ben, amikor McCarthy keresztülvitte a Szenátuson a kommunisták feketelistázását, Kennedy is beszédet akart mondani a témában, ám ez elmaradt amikor betegágynak esett, ahogy magán a szavazáson sem tudott részt venni. A beszéd tartalma azonban kiderülhetett mások számára is, és bár soha nem derült ki igazán, hogy végül hogyan szavazott volna a listázás kérdésében, sokak számára nyilvánvaló volt a támogatása, ezért a liberális közösségben nagyot romlott Kennedy megítélése – és köztük volt a még mindig befolyásos Eleanor Roosevelt – rontva az esélyeit az 1960-as elnökválasztásokon.

## Az 1960-as elnökválasztások

### Demokrata elnökjelölő konvenció

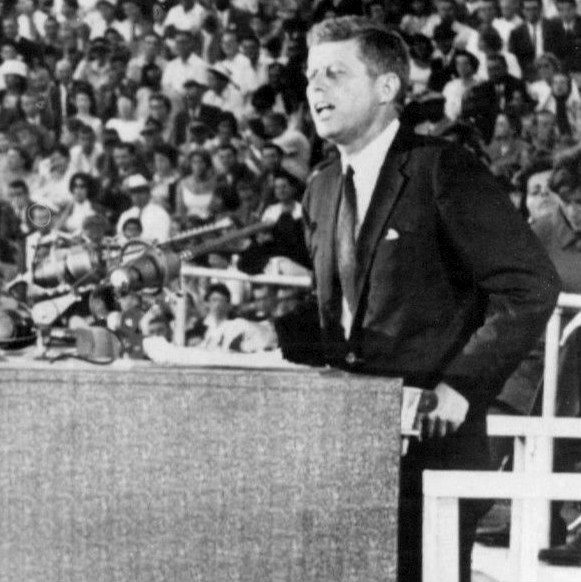
Kennedy beszéde a Demokrata Párt elnökjelölő konvencióján, amellyel elfogadta a jelölését

Kennedyt még meglepetésként érte, amikor az 1956-os demokrata elnökjelölő konvención pártja második helyen szavazott rá mint alelnökjelöltre, ám az ambiciózus politikus ebből kiindulva az első adandó alkalommal meg kívánta méretni magát az elnökjelöltséggel. Ebbéli igyekezete 1959. december 17-én kezdődött, amikor Kennedy környezetéből „valahogy” kiszivárgott egy levél tartalma, amelyet Kennedy készült kiküldeni minden „aktív és befolyásos demokratának”, miszerint jelöltetni kívánja magát az 1960-as elnökjelöltségre. 1960. január 2-án a pletyka hivatalossá vált, Kennedy bejelentette, hogy indulni kíván a demokrata elnökjelölő konvención. A versenyben először is arról kellett meggyőznie a szavazóit, hogy nem túl fiatal és elég tapasztalattal bír (mivel ezek voltak a fő ellenérvek ellene), amelyben segítette karizmája és kiváló szónoki képességei, amelyek máris sok támogatót szereztek neki. A második akadálynak katolikus gyökerei látszottak. Sok amerikai táplál ellenszenvet a katolikusokkal szemben, amely ellen azzal küzdött Kennedy, hogy beszédeiben sokszor hangsúlyozta, hogy az államot és az egyházat (a közéletet és a hitéletet) szét kell választani, ugyanakkor furcsa mód sok híve is lett katolikus volta miatt ebből a kisebbségből.
Az elnökjelöltségért folytatott versenyben több demokrata ellenfele is volt Kennedynek: Lyndon B. Johnson, Adlai Stevenson II és Hubert Humphrey.

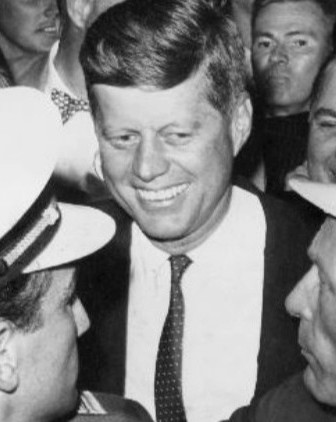
Kennedy a Demokrata Párt elnökjelölő gyűlésének nyerteseként Los Angelesben (1960)

A demokrata párti kampány a már a kongresszusi kampányoknál bejáratott módon családon belüli ügy maradt: Joseph Kennedy Sr. szponzorálta – a család karitatív alapítványán keresztül – a kampányt, míg a kampánymenedzser Robert Kennedy volt. A kampánycsapat felállításában John kissé apja ellenében haladva a massachusettsi politikusokból verbuvált csapat helyett inkább egy írek dominálta csapatot állított össze. Maga Kennedy a kampány során rengeteget utazott, hogy demokrata támogatókat nyerjen. Elvileg a legtöbb helyen a delegátusok szavaztak, de néhány államban előválasztásokat tartottak, amelyeket Kennedy meg is célzott mint megnyerendő versenyeket, miközben az ismertsége is egyre nőtt a többi delegátus szemében. Az első ilyen teszten Kennedy megnyerte a wisconsini előválasztást, amellyel jelentősen csökkentette Hubert Humprey későbbi esélyeit. Ezt követte a nyugat-virginiai előválasztás, amelyet szintén sikerült megnyernie, határozott üzenetet küldve a későbbi nagy demokrata konvencióra, igaz az esemény előtt senki nem tudta volna megmondani, hogy ki az esemény igazi esélyese.
Egy héttel a Demokrata Párt elnökjelölő gyűlése előtt vált hivatalossá Johnson és Stevenson indulása, amikor mindketten bejelentették, hogy jelöltetik magukat, ám még ekkor sem volt komolyabb előnye egyik jelöltnek sem a másikkal szemben. Ekkor hívta ki Johnson Kennedyt egy nyilvános (televíziós) vitára a texasi és a massachusettsi küldöttség közös ülésén. A vitát végül Kennedy nyerte, és a szakértők szerint az is nyilvánvalóvá vált, hogy Johnson nem lesz képes kiterjeszteni támogatottságát a déli államokon túlra.
A konvenciót Los Angelesben tartották 1960. július 11–15. között. Amikor végül a konvenció elkezdődött, semelyik jelöltnek nem volt nagyobb előnye: Kennedynek rengeteg delegátusa volt, de mégsem elég, hogy az egész előválasztást megnyerje, Stevenson – aki az 1952-es és 1956-os demokrata elnökjelölt volt Eisenhower ellenében – még mindig rendkívüli népszerűségnek örvendett demokrata körökben, és Johnsonnak is jó esélyei voltak. Ráadásul Kennedynek szembe kellett néznie a ténnyel, hogy Harry Truman korábbi elnök nem támogatta őt, mondván a vele kapcsolatos sztereotípiát, miszerint nincs elég tapasztalata. Kennedy tudta, hogy csak akkor lesz esélye, ha az első szavazási fordulóban nyer, mert ha második fordulóra kerül sor, akkor valószínűleg Johnson söpri be a jelöltséget. Kennedy ekkor egy váratlan húzással – Johnsonnal való egyeztetését követően – bejelentette, hogy Johnsont választja alelnök jelöltjének, így próbálván kiterjeszteni a szavazói bázisát a déli államok választóira. A döntést saját kampánycsapata rosszallása övezte, akik nem értettek egyet a választással. Később Kennedy elmondta híres New Frontier beszédét, amelyben a következőket mondta: „A problémák közül nincs még mind megoldva, és a csatákat sem nyertük meg még mindet – és mi éppen egy új határvonalon állunk...De az új határvonal, amelyről éppen beszélek, nem egy ígéret halmaz – inkább egy sor kihívást rejt. Ezek nem azt summázzák, amit az amerikaiaknak szándékozok ajánlani, hanem azt, amit inkább kérni szeretnék tőlük.”
A konvenció végül a Kennedy–Johnson párost jelölte, hogy versenybe szálljon a Richard Nixon–Henry C. Lodge republikánus párossal.

### Általános választások

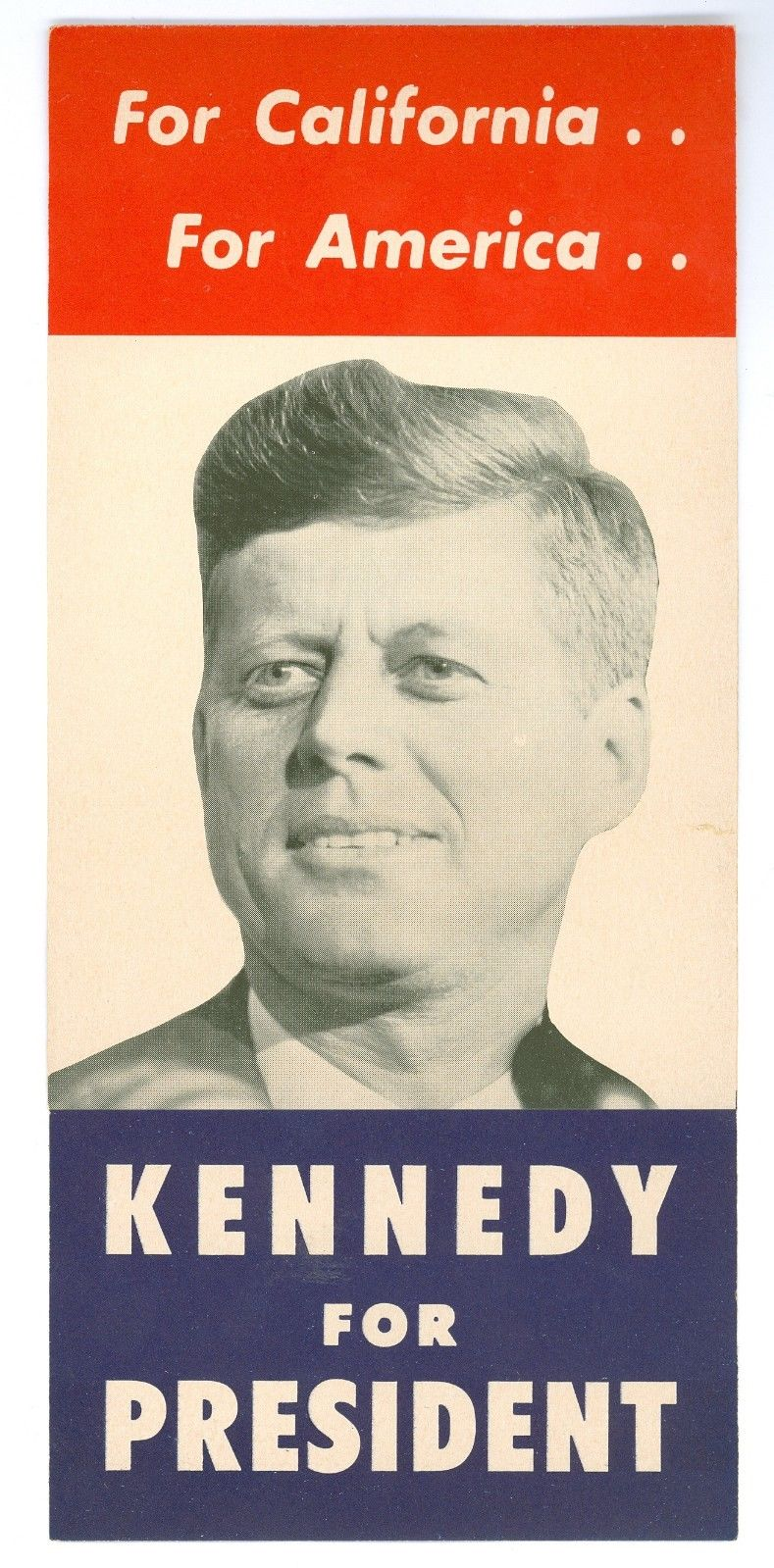
Kennedy for President

Az általános választásokon a Kennedy–Johnson páros és a Richard Nixon–Henry C. Lodge párossal mérkőzött a szavazatokért. Nixon a hivatalban lévő Eisenhower adminisztráció alelnöke volt (míg Lodge ugyanezen adminisztráció által az ENSZ-hez akkreditált nagykövet). A választások előtt Nixon némi előnyt élvezett a közvélemény kutatások szerint (bár mindkettejük mögött tömegek álltak), tekintettel arra, hogy Eisenhower rendkívül népszerű volt a választók körében második ciklusa végére (olyannyira, ha az amerikai alkotmány módosítása nem tiltotta volna, egy harmadik ciklusra is jó eséllyel indult volna), az amerikai gazdaság remekül prosperált. Ezekre a republikánus erősségekre reagálva Kennedy két szlogennel épített kampányt: „Get America Moving Again” (Hozzuk mozgásba ismét Amerikát) és „To Seek a New Frontier” (Húzzunk egy új határvonalat) –. Ezek a jelmondatok azokra a problémákra reflektáltak, hogy Eisenhower alatt az USA elkényelmesedett és kezdett lemaradni a Szovjetunió, vagy áttételesen a kommunizmus mögött. Ehhez új stílusú, energikus vezetésre volt szükség Kennedy szerint. Nixon tarsolyában éppen az elmúlt évtized látványos eredményei álltak, illetve azzal is érvelhetett, hogy ellenfelének kevesebb tapasztalata van a kormányzásban (egyszerűbben szólva túl fiatal az elnöki hivatalhoz), míg neki a tapasztalatai és képességei is megvannak, hogy harcoljon a kommunizmus ellen. Ráadásul Nixonnak rendelkezésre áll még a katolikus kártya is, amelyet kijátszhatott Kennedy ellen (katolikusnak lenni hátrány volt Amerikában, amely miatt Kennedy rendre magyarázkodásra kényszerült). Ezért például egy 1960. szeptember 12-i beszédében, Houstonban Kennedy azt mondta: „Én nem a katolikusok jelöltje vagyok az elnökségre, én a Demokrata Párt jelöltje vagyok, aki történetesen katolikus. És ilyenként én nem az egyházam érdekében beszélek a közügyekről, és az egyházam sem beszél hozzám ez ügyben”. Kennedynek végig meg kellett küzdeni a katolikusokkal szembeni bigott hozzáállással, és egy alkalommal azt is mondta, hogy „senki sem kérdezte a vallásomat, amikor a Csendes-óceánon szolgáltam [a haditengerészetnél]”.
A kampány során Nixon állt nyerésre, ám néhány kisebb hibát vétett, amely alkalmat adott Kennedynek a felzárkózásra. Az egyik ilyen incidens akkor történt, amikor a Nixonnal szemben vegyes érzelmeket tápláló Eisenhowert megkérdezték Nixon – egyébként maga által gyakran hangoztatott – képességeiről és tapasztalatairól, amelyek értékesek lehetnek egy későbbi elnökség alatt, amelyre Eisenhower (szándéka szerint viccként) azt válaszolta, hogy „adjanak egy hetet, és majd kigondolok egyet”. A tréfának szánt jellemzés visszaütött. Máskor Nixon saját vállalása, miszerint a kampánykörútja során minden amerikai államba ellátogat, bosszulta meg magát. Először Észak-Karolinában látogatva egy lábsérülést szenvedett, amely elfertőződött és ami miatt kórházi kezelésre is szorult, két hétre kivonva magát a kampánykörút alól, amely idő alatt Kennedy sok helyet tudott maga is lelátogatni, csökkentve a hátrányát. Máskor pedig stratégiailag fontos utolsó időszakban a ígérete miatt Alaszkába látogatott (amely mindössze 3 elektori szavazattal bírt), mialatt Kennedy a sokkal fontosabb államokat (New Jersey, Ohio, Michigan és Pennsylvania) látogathatta végig.
A döntő változást azonban a televízió kampánybeli alkalmazása hozta meg Kennedy számára. Az 1950-es évek elején mindössze az amerikai háztartások 11 százalékban volt tévékészülék, míg 1960-ra ez a szám 88 százalékra duzzadt, Kennedy pedig briliánsan ismerte fel ennek jelentőségét, hogy ezen a médiumon keresztül szólíthatja meg az amerikai választók döntő többségét.
Kennedy kezdeményezésére a felek többször is televíziós nyilvános vitában csaptak össze az elnökjelöltségért vívott küzdelem témáiban. Összesen négy ilyet szerveztek:
| sorszám | Dátum                      | Tévétársaság                    | Helyszín                | Fórumtagok                                                   | Moderátor       | Résztvevők                                     | Nézőszám (millió) |
| ------- | -------------------------- | ------------------------------- | ----------------------- | ------------------------------------------------------------ | --------------- | ---------------------------------------------- | ----------------- |
| P1      | 1960. szeptember 26. hétfő | WBBM-TV                         | Chicago, Illinois       | Sander Vanocur Charles Warren Stuart Novins                  | Howard K. Smith | John F. Kennedy szenátor Richard Nixon alelnök | 66.4              |
| P2      | 1960. október 7., péntek   | WRC-TV                          | Washington              | Paul Niven Edward P. Morgan Alan Spivak Harold R. Levy       | Frank McGee     | John F. Kennedy szenátor Richard Nixon alelnök | 61.9              |
| P3      | Thursday, October 13, 1960 | ABC Studios Los Angeles (Nixon) | Los Angeles, California | Frank McGee Charles Van Fremd Douglass Cater Roscoe Drummond | Bill Shadel     | John F. Kennedy szenátor Richard Nixon alelnök | 63.7              |
| P3      | Thursday, October 13, 1960 | ABC Studios New York (Kennedy)  | New York City, New York | Frank McGee Charles Van Fremd Douglass Cater Roscoe Drummond | Bill Shadel     | John F. Kennedy szenátor Richard Nixon alelnök | 63.7              |
| P4      | 1960. október 21., péntek  | ABC Studios New York            | New York City, New York | Frank Singiser John Edwards Walter Cronkite John Chancellor  | Quincy Howe     | John F. Kennedy szenátor Richard Nixon alelnök | 60.4              |

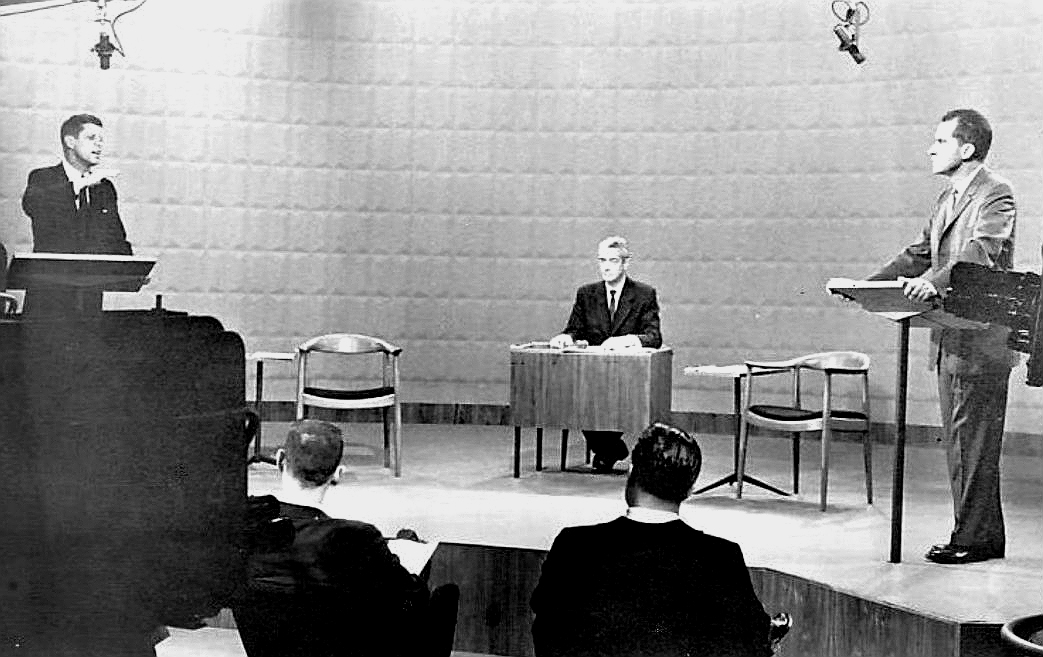
A később döntőnek bizonyuló televíziós vita Kennedy és Nixon között

Későbbi elemzések azt mutatták, hogy az első tévévita sorsdöntő hatással bírt a választásokra. Az USA történetében ez volt az első elnökjelölti vita, és ez volt az első alkalom, hogy ehhez a televíziót használják platformként (amely tény hatalmas publicitást teremtett a választási küzdelmen belül). Furcsa módon ezt a vitát a külsőségek döntötték el elsősorban. Nixon nem épült még fel a lábsérüléséből, azért fura tartással állt kamerák elé, fáradt, vagy éppen beteg benyomást keltve (amelyen az sem segített, hogy ragaszkodott hozzá, hogy a vita előtti utolsó percekig kampányoljon, így nem is sikerült viszonylag pihenten érkeznie a stúdióba). Rontotta még a képet az, hogy nem sminkelték ki a felvételre, míg Kennedy ragyogó sminkkel az arcán lépett fel, emellett Nixon egy világosszürke öltönyben jelent meg, amely beleveszett a háttérbe, elhalványítva viselője megjelenését a képernyőn, míg Kennedy a fekete-fehér képernyőkön ragyogó kontrasztot teremtő fekete öltönyt vett fel. A két vitapartner stílusa, viselkedése is különbözött: Kennedy inkább a kamerának beszélt, mintegy megszólítva így is a választókat, Nixon ezzel ellentétben, mint azt egy vita alkalmával szokás, az ellenfelével szembefordulva, azzal vitázva beszélt, nem pedig a nézőkhöz. Később elemzők vonták le a következtetést, hogy a fentiek miatt Kennedy egyértelmű győzelmet aratott tévénézők között, ám az a kisebbség, aki rádión hallgathatta a két felet, Nixont hozták volna ki győztesként.
A tévévita eredményeként az addigi Nixon vezetés átfordult Kennedy előnyébe. A később még lebonyolított három tévévita, amellett, hogy már kevesebben látták azokat, mint az elsőt, nem hozott lényegi változást a választási eredmények előjelzését illetően.
Amikor elkövetkezett a választás napja 1960. november 8-án, közel 70 millió választó (68 832 483 fő) járult az urnákhoz. A szavazás a valaha volt egyik legszorosabb eredményt hozta (Kennedy a szavazatok 49,72%-át, Nixon pedig 49,55%-át kapta), amelyen mindössze 112 827 szavazat volt a különbség. Az – amerikai választások sajátos működés miatt – elektori kollégiumban természetesen már másképpen alakult a végeredmény. Kennedy 303, Nixon 219 szavazatot kapott (269 volt a győzelemhez szükséges) úgy, hogy 15 elektor végül sem Kennedyre, sem Nixonra, hanem a szavazáson nem is indult Harry F. Byrdre adta le a szavazatát. A választások megnyerésével Kennedy lett az első római katolikus amerikai elnök, s a legfiatalabb, aki választások útján lett az USA elnöke, mindössze 43 évesen. (Theodore Roosevelt csak 42 éves volt ugyan amikor beiktatták, de elődjét, McKinley elnököt meggyilkolták, így választás nélkül lett elnök.)

## Elnöksége (1961–1963)

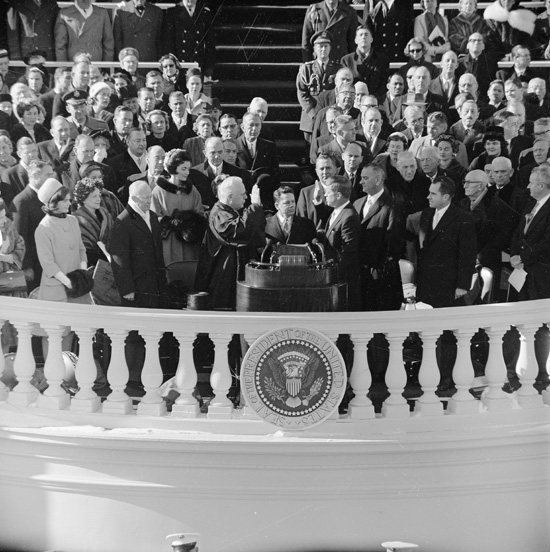
John Fitzgerald Kennedy felesküszik az Egyesült Államok 35. elnökeként

John Fizgerald Kennedy elnöksége 1961. január 20-án kezdődött, amikor aznap délben az Egyesült Államok 35. elnökeként felesküdött, és beiktatták. Beiktatási beszédében felhívást intézett amerikai polgártársaihoz, arra kérte őket, hogy legyenek aktív polgárok. Ekkor hangzott el egyik híres felhívása: „Ne azt kérdezd, hogy az országod mit tehet érted, hanem azt, hogy Te mit tehetsz az országért.” A beiktatásán a külvilághoz is szólt, felhívta a világ nemzeteit, hogy csatlakozzanak a közös harchoz, amelyet „az ember közös ellenségei ellen vívunk, a zsarnokság, az éhezés, a betegségek és maga a háború ellen”. Majd még hozzátette: „Mindezt nem fogjuk befejezni az első száz napra. Sőt nem fogjuk befejezni az első ezer napra sem, de még ennek a kormányzatnak az idejére sem, vagy akár a mi Földön eltöltött létünk végéig sem. De legalább hadd kezdjünk hozzá.”
Beiktatási beszédében az új elnök optimista hangot próbált megütni, és próbálta sugározni azt a magabiztosságot, amellyel mind a bel-, mind a külpolitika terén irányítani kívánja az országot. Ez az optimista vízió azonban éles ellentétben állt a napi valósággal, amikor akár belföldön, akár külföldön éles feszültségekkel kellett napi szinten szembenézni és menedzselni azokat. Ehhez a munkához Kennedy a mandátuma kezdetén azonnal átalakította a kormányzatának munkaszervezetét és döntéshozatali mechanizmusát az Eisenhower adminisztráció módszereihez képest. Az új folyamatábra szerint az ügyek intézése egy kerékhez hasonlított, amelyben a küllők egyetlen személyhez, az elnökhöz futottak be döntéshozatalra. Ehhez természetesen alkalmasnak s hajlandónak kellett lennie a megnövekedett döntéshozatali terhek viselésére, amelyet a fiatal Kennedy természetesen magára vállalt. Ennek a metódusnak a segítségére Kennedy egy hatékony döntés előkészítési stábot állított össze, amely tapasztalt és kormányzati munkában tapasztalatlan emberek elegyéből állt, akiknek Kennedy azt mondta: „Majd együtt megtanuljuk a munkát”.
1962-ben a munka segítésére – és legvalószínűbb okként későbbi emlékirataihoz forrásként – Kennedy egy titkos lehallgatórendszerrel szereltette fel a Fehér Házat. A rögzítőrendszer Kennedy és kabinetének beszélgetéseit rögzítette magnóra, ebben például kiemelt helyet foglaltak el a kubai rakétaválság alatti viták.
A Kennedy adminisztráció egy turbulens időszakban került hivatalba. Külpolitikai téren a hidegháború és a Szovjetunióval szembenállás indukálta a legtöbb témát, de a vietnámi háború kezdeti erőfeszítései, vagy egy nukleáris háború megnövekedett esélye, illetve a kommunizmus latin-amerikai előretörése, vagy iraki, izraeli, írországi események is sok munkát adtak a kabinetnek. Belpolitikai oldalon első helyen állt a gazdaság egészséges működésének és fejlődésének fenntartása, illetve a recesszió jelei miatt visszaállítása növekedési pályára, a polgári jogi küzdelmek, a bevándorlási kérdések és kitüntetett helyen a hidegháború miatt elindult űrprogramok menedzselése adták a súlyponti megoldandó feladatokat.
A Szovjetunióval való kapcsolatban Kennedy és Hruscsov csúcstalálkozója emelkedett ki az események sorából (amely az 1960-as U–2 incidenst követően a kapcsolatok újrafelvételét jelentette), amelyet szorosan követett az új világháború kitörésével fenyegető kubai rakétaválság kezelése és megoldása a két fél között. Délkelet-Ázsiában a vietnámi háború is Kennedyvel lépett szintet, amikor a dél-vietnámi kormány amerikai támogatása és és partnersége tényleges amerikai katonai jelenlétbe váltott. Gazdasági téren pedig sikerült egy látványos fellendülést elérni az amerikai GDP növekedésével, tröszt és kartell ellenes intézkedésekkel, adóemelésekkel az állami költségvetés kiegyensúlyozásával. A polgárjogi mozgalmak kiterjedése okán Kennedy tett elnökként először komolyabb lépéseket a faji diszkrimináció megszüntetéséért az Egyesült Államokban. Politikai örökségét képezte az Apollo-program elindítása, amelynek keretében halála után 6 évvel ember szállt le a Holdon.

### Külpolitikája

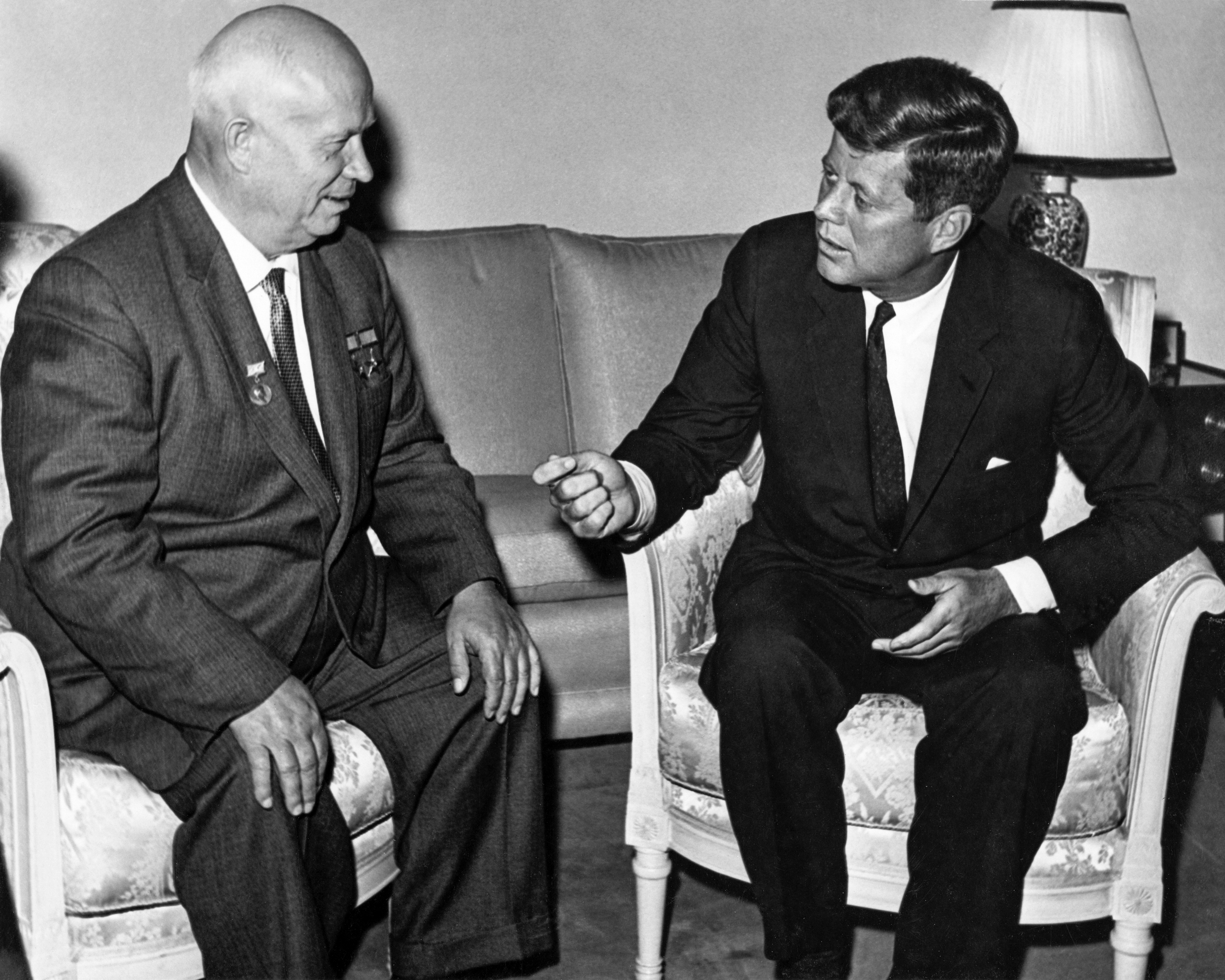
A Kennedy–Hruscsov-csúcstalálkozó Bécsben, 1961-ben

A Kennedy adminisztráció külpolitikáját a Szovjetunióval szembeni viszony, illetve a hidegháború eszkalálódása dominálta. Az utolsó komolyabb fejlemény ezen a téren még Eisenhower elnökségének ideje alatt következett be, amikor 1960. május 1-jén a szovjet légvédelem lelőtt egy U–2 felderítőgépet, fedélzetén Gary Powers pilótával Szverdlovszk (ma:Jekatyerinburg) felett, ahol a gép felderítő repülést végzett. Ennek hatására a hidegháborús feszültség nagymértékben növekedett, olyannyira, hogy a május közepére megszervezett Eisenhower–Hruscsov-csúcstalálkozó kudarcba fulladt, amikor 1960. május 16-án a szovjet pártfőtitkár elhagyta a genfi találkozó helyszínét. Kennedy hivatalba lépésével a nem enyhülő feszültség miatt ismét felmerült a csúcs szükségessége. 1961 elején Hruscsov beszédet mondott – a szándék szerint – „kizárólag belső használatra”, azaz a Szovjetunió polgárai számára a hidegháborús konfrontáció hangnemében, amelyet Kennedy félreértelmezett, és agresszíven válaszolt az egyébként rutinszerű Hruscsov beszédre. Kennedy személyes kihívásnak értelmezte a beszédet, hibásan, agresszíven reagált rá, amely elvezetett oda, hogy a felek megszerveztek egy találkozót a két vezető között Bécsbe, 1961 júniusára.
A találkozóra utazva Kennedy megállt Franciaországban, ahol találkozott Charles de Gaulle francia elnökkel, aki figyelmeztette őt, hogy ne vegye magára Hruscsov érdes stílusát. De Gaulle féltette az elnököt a találkozástól, ahol Amerika európai befolyása volt a tét. A találkozó másik fénypontját a First Lady, Jacqueline Kennedy szolgáltatta, első külföldi utazásán. Az elnöki pár franciaországi utazása előtt a Fehér Ház kertjében egy beharangozó jellegű tv-felvételt készítettek az asszonnyal – francia nyelven (apai ágon az elnök felesége francia származású volt). Ezzel elnyerte a francia emberek, sőt Charles de Gaulle szimpátiáját is. A látogatás során – többek között – a Time magazin is el volt ragadtatva a first ladytől, és megjegyezte, hogy „Ott volt vele a párja is”. Ehhez Kennedy elnök is csak humorral viszonyulhatott: „Én vagyok az a férfi, aki Jacqueline Kennedy utazótársa voltam Párizsban, élveztem”.
1961. június 4-én az elnök és a pártfőtitkár találkozott Bécsben. Kennedy csalódottan és dühösen távozott a találkozóról, ahol meglátása szerint feleslegesen hagyta, hogy Hruscsov kikezdje, mivel figyelmen kívül hagyta de Gaulle ez irányú figyelmeztetését. A másik oldalon Hruscsovra nagy hatással volt Kennedy, elismerte kiemelkedő intelligenciáját, de mindemellett gyengének tartotta tárgyalópartnerét. Kennedy a találkozón sikeresen közvetítette az amerikai álláspontot, és egyértelművé tette azt a határvonalat, amelyet Amerika nem enged átlépni a legérzékenyebb ügyekben. Ezek között az amerikai elnök egy megegyezést ajánlott Kelet-Berlin ügyében, ami mellett világossá tette, hogy bármilyen olyan jellegű egyezményre, ami megkérdőjelezné az amerikaiak Nyugat-Berlinbe jutását, háborús cselekedetként tekintenének. Erre válaszul a találkozót követően a Szovjetunió bejelentette, hogy egyezményt kíván kötni Kelet-Berlinnel, amely megszüntetne, minden háromhatalmi megszállási jogot a város bármelyik szektorára vonatkozóan. Kennedy dühösen úgy értékelte a helyzetet, hogy egyetlen útja maradt, felkészítenie az országát egy nukleáris háborúra, amelynek bekövetkeztére személy szerint egy az öthöz esély adott.

#### A kubai Disznó-öbölbeli kudarc
1959. január 2-án (hosszas gerillaháborút követően) a Fidel Castro vezette erők megdöntötték Kubában a Fulgencio Batista vezette rezsimet, és kommunista rendszert vezetett be a szigetországban, az Egyesült Államok tőszomszédságában. Részben amiatt, hogy ilyen közel az országhoz került kommunista uralom alá egy ország, részben az államosításokban elvesztett amerikai befektetések miatt az Eisenhower-adminisztráció előkészített egy tervet a Castro-rezsim megdöntésére. A CIA által kidolgozott terv szerint egy – az USA-ban kiképzett félkatonai és amerikai parancsnokok vezette – ellenforradalmi csoport partraszállása után ellenforradalmat szítottak volna a kubaiak között, amely megdöntötte volna Castro uralmát. Az invázió helye a szigetország déli részén elterülő Disznó-öböl lett volna. A terv végrehajtása már az új adminisztrációra maradt. Kennedy 1961. április 4-én hagyta jóvá a tervet.
A Disznó-öbölbeli invázió 1961. április 17-én vette kezdetét. Összesen 1500 kiképzett kubai diverzáns (a magukat 2506-os dandárként nevező alakulat) szállt partra Kubában, amelyhez nem vettek igénybe amerikai légi támogatást (Allen Dulles CIA igazgató azt mondta később, hogy úgy gondolták, hogy az elnök minden további felhatalmazást megad majd, amint a szárazföldre léptek). A kubai erők vagy megölték, vagy fogságba ejtették a diverzánsokat, így Kennedy tárgyalásokra kényszerült az 1189 életben maradt ember kiszabadítása érdekében. Kuba végül 53 millió dollár értékű gyógyszer és élelmiszer ellenében szabadon engedte a kudarcot vallott betolakodókat. Az incidens figyelmeztette Castrót az USA általi fenyegetett helyzetére, és meggyőződése volt, hogy később újabb akciók követik majd a kudarcot vallott partraszállást.
Kennedyt érzékenyen érintette a kudarc. Egyes források szerint az elnök kizárólag a terv politikai hatásaira (a rendszer visszarendeződésére) koncentrált, és nem törődött a terv katonai vonatkozásaival. Amikor a kudarc bekövetkezett, azt gondolta, hogy az egész csak arra volt jó, hogy rossz színben tüntesse őt fel. A közvélemény előtt felvállalta a felelősséget mondván: „Kaptunk egy jó nagy rúgást a hátsónkba, és meg is érdemeltük. De talán tanulunk is belőle valamit”. Majd kijelölte öccsét, Robert Kennedyt, hogy vezetésével álljon fel egy bizottság, amely kivizsgálja a kudarc okait. Ennek nyomán 1961 végén a Fehér Ház létrehozta a Különleges Csoportot, Robert Kennedy vezetésével és olyan tagokkal, mint Edward Landsdale vezérőrnagy, katonai szakértő, Robert McNamara védelmi miniszter és mások. A csoport által kidolgozott célt (a kubai rendszer kémtevékenység, szabotázsok és egyéb fedett tevékenység általi megdöntését) soha nem ültették a gyakorlatba. Ahogy végül 1962 márciusában Kennedy azt a Northwoods hadművelet című tervet is elvetette, amelyben hamis kubai zászló alatt megtámadták volna az amerikai erőket és civil célpontokat, amelyért a kubai kormányt tették volna felelőssé, hogy felhatalmazást kapjanak a Kongresszustól egy Kuba elleni háborúra és invázióra 1962 nyarán.

#### A kubai rakétaválság
1962-ben bontakozott ki az Egyesült Államok és a Szovjetunió között egy politikai konfliktus, amely a hidegháború nukleáris elrettentési politikájának aránytalanságaiból fakadt. Egyrészt, bár a Szovjetunióban is eredményes munka folyt a rakétatechnológia és a nukleáris fegyverek célba juttatásának fejlesztésében, az amerikai fél előrébb járt, elsősorban a hosszabb hatótávolságú hordozóeszközök területén. A szovjet elemzők szerint az amerikaiak utolérése egy lassabb folyamat lett volna, ezért gyorsabb eredménnyel kecsegtetett ha a rakéták hatótávolságának fejlesztése helyett közelebb viszik a kisebb hatótávolságú fegyverek indítóhelyét a lehetséges célpontokhoz. Erre a megoldásra jött kapóra Fidel Castro kérése a szovjetek felé, aki a Disznó-öbölbeli események után félt, hogy újabb akciók következnek Kuba ellen amerikai részről, ezért szovjet katonai segítséget kért. Így megnyílt a – készségesen segítséget ígérő – szovjetek számára egy USA közeli indítóhely lehetősége. Másrészt főként Eisenhower alatt az USA a NATO és a SEATO keretei között kiépített egy Szovjetuniót körülölelő támaszponthálózatot (Angliában, Törökországban, Iránban és Pakisztánban) a hozzá lojális szövetségesei területén, ahonnan könnyedén fenyegethette a Szovjetuniót nagy számban telepített, különböző hatótávolságú, atomtöltet célba juttatására is alkalmas fegyver rendszereivel. Harmadrészt Hruscsov belpolitikailag is kényszerhelyzetbe került, mivel több tényező is balszerencsésen alakult a számára, ami miatt félthette pártfőtitkári székét, ezért lépéskényszert érzett, hogy eredményeket mutasson fel.

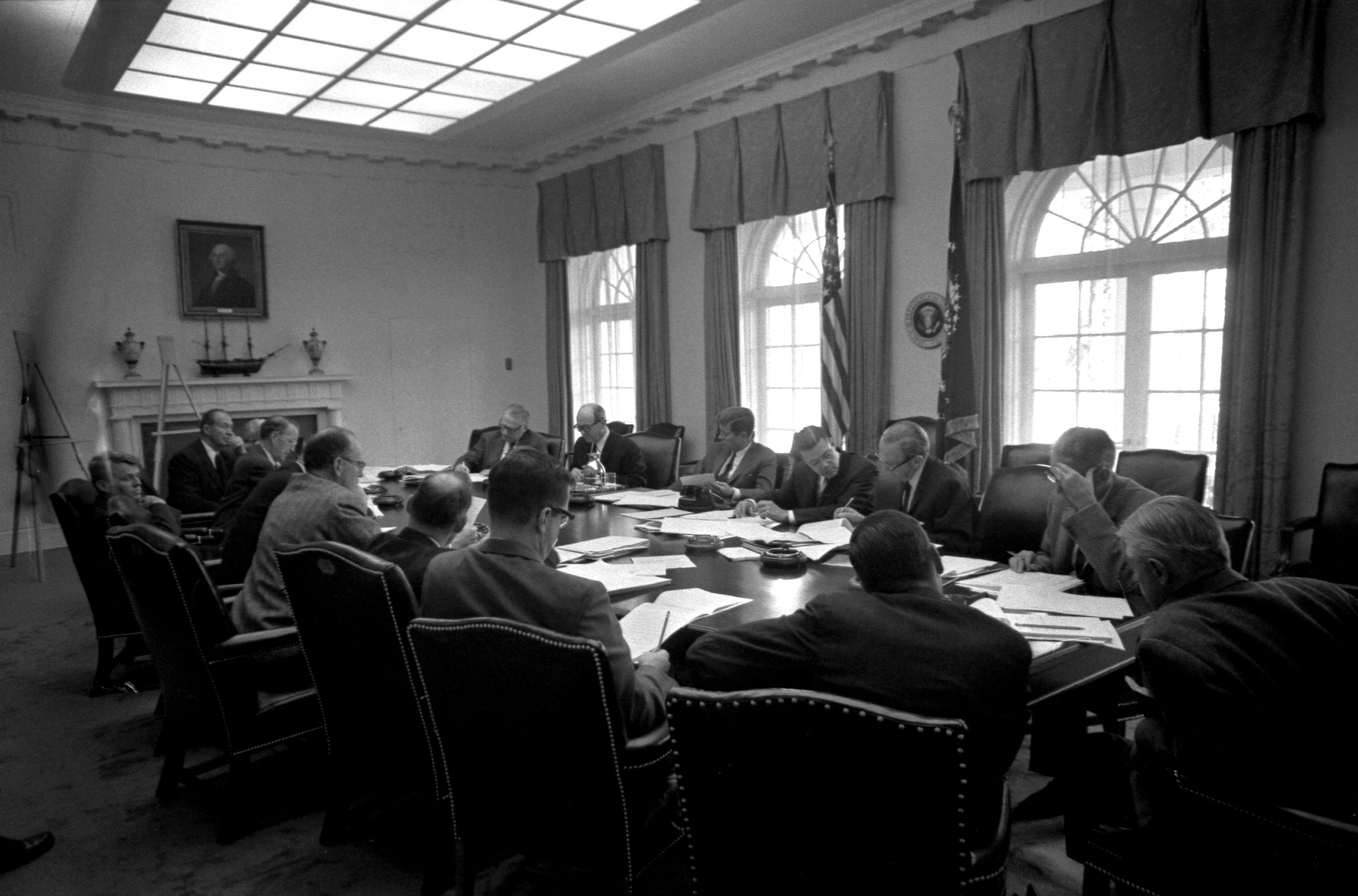
Az elnöki különbizottság, az EXCOMM ülése a kubai rakétaválság idején

Az USA a Disznó-öböl eseményei óta folyamatosan végzett felderítő repüléseket a kubai légtérben, ám 1962 nyarán ez egy időre – a világ más tájain történt incidensek – egy a szovjet légteret a Szahalin sziget felett megsértő U–2-es, illetve egy tajvani ugyanilyen gép lelövése – miatt abbamaradt, amíg a botrányok elülnek és át nem szervezik a felderítő repüléseket a CIA égisze alól a US Air Force feladatai közé. Ezt az időszakot nevezték el az amerikaiak „Photo Gap”-nak (Fotó-rés), amikor az amerikaiak nem jutottak friss hírszerzési adatokhoz Kubából 1962 nyarán. A repülések felújítását követően aztán előbb egy szovjet teherhajón az Il–28 repülőgép törzséhez hasonló tárgyat láttak Kubába behajózni – amely bizonyítékkal szolgált, hogy hadianyag áramlik a Szovjetunióból a kommunista országba –, majd 1962. október 14-én olyan felvételeket készítettek az U–2-essel, amelyeken a Szovjetunióbeli R–12 Dvina (Nato-kódja szerint: SS–4) rakéták indítóhelyeihez hasonló létesítmények építése folyt. Másnap a CIA National Photographic Interpretation Center (Nemzeti Fénykép Értelmezési Központ) fényképelemzői pedig felfedezték magukat a rakétákat is a képeken. A CIA még aznap este értesítette a Hadügyminisztériumot, ahol azt a döntést hozták, hogy mivel McNamara egy tárgyaláson volt, csak másnap értesítik Kennedyt.
Az elnök 1962. október 16-án reggel értesült a CIA felfedezéséről, és összehívta a Nemzetbiztonsági Tanácsot, illetve megvitatta a helyzetet öccsével, Robert Kennedyvel, aki ezután felkereste a szovjet nagykövetet, Anatolij Dobrinyint. Kennedy „aggodalmát fejezte ki a történtekkel kapcsolatban”, mire Dobrinyin biztosította őt, hogy „a Nyikita Szergejevics Hruscsovtól kapott instrukciók alapján nyugtassa meg Kennedyt, hogy nincs szó föld-föld rakétafegyverekről, vagy más támadó fegyverekről, amiket Kubában telepítettek volna”, illetve „Hruscsov a továbbiakban biztosította Kennedyt, hogy a Szovjetuniónak nincs szándékában a két ország kapcsolatait rombolni”.
A következő napokban a lehetséges szcenáriók kidolgozása folyt, amely a következő végeredményt hozta:
1. Nem tenni semmit: az amerikai sebezhetőség a szovjet rakétáktól nem volt újdonság
2. Diplomácia: diplomáciai nyomást helyezni a Szovjetunióra, hogy vonja vissza a rakétáit
3. Titkos művelet: Castrónak két opciót ajánlani, vagy szakít a szovjetekkel, vagy egy amerikai inváziónak néz elébe
4. Invázió: teljes erejű katonai akcióval megdönteni Castrót
5. Légicsapás: a Légierő bevonásával megtámadni minden ismert rakéta telepítési helyet
6. Blokád: a haditengerészet bevonásával lezárni a kubai felségvizeket és nem engedni be egyetlen további rakétaszállítmányt Kubába

Rengeteg megfontolás volt a válság megoldásával kapcsolatban (például hogy a légicsapás azért nem jó, mert válaszul a szovjetek azonnal elfoglalnák Berlint, miközben a világ többi része azt mondaná, hogy a „ravaszon viszkető ujjú cowboyok” inkább elvesztették Berlint, mintsem békés megoldást találtak volna a kubai helyzetre), de két fő megoldás emelkedett ki, a katonák által erősen preferált teljes erejű katonai invázió, illetve az elvileg szintén háborús cselekedetnek számító blokád Kuba körül. A helyzet nehézségét egyben az is jelentette, hogy a két nagyhatalom közötti nukleáris egyenlőtlenség erősen az USA felé billent, és a kubai rakétatelepítéssel az egyensúly nem változott volna meg jelentősen, legfeljebb kissé az egyensúly irányába billent volna, így nem volt védhető egy inváziós lépés. A blokád kérdését pedig George Whealan Anderson admirális oldotta meg Kennedy számára, aki azt javasolta, hogy ne hívják blokádnak (amely mindenféle áru bejutását megakadályozta a célpontjára), hanem csak „karanténnak” (amely viszont kifejezetten csak a támadófegyverek áthaladását gátolta meg), így tengerjogilag ki tudtak bújni a háborús cselekedet felelőssége alól.
A válság 1962. október 22-én hágott a tetőfokára. Kennedy előbb találkozott a Kongresszus vezetőivel, és bejelentette nekik a blokádot (akik viszont elutasították a blokád megoldását, és erősebb válaszlépéseket sürgettek), majd időben párhuzamosan elküldte Foy D. Koehler moszkvai nagykövetet, hogy tájékoztassa Hruscsovot a blokád érvénybe helyezéséről, valamint a Kennedy által az amerikaiakhoz intézett beszédről. Kennedy a kongresszusi találkozója után televíziós beszédet intézett az amerikaiakhoz. Ebben a következőket mondta: „Ennek az országnak olyan politikát kell követnie bármilyen Kubából indított nukleáris rakétával kapcsolatban, amelyet bármely, a nyugati féltekén fekvő ország ellen indítanak, mint a Szovjetunió támadását az Egyesült Államok ellen, amely a teljes megtorlást maga után vonó választ von maga után a Szovjetunióra nézve”.
1962. október 24-én a haditengerészet érvénybe helyezte a blokádot, és átvizsgált minden Kubába érkező szovjet hajót. Ezután diplomáciai úton is elkezdődött a kapcsolatfelvétel, Kennedy két levelet is írt Hruscsovnak, de egyikre sem érkezett válasz. Eközben más diplomáciai csatornán U Thant az ENSZ főtitkára is kérését tolmácsolta a felek felé, hogy vonják vissza döntéseiket, és egy megnyugvási periódust iktassanak be a probléma megoldására (Hruscsov ezt elfogadta, de Kennedy nem).
Közben az amerikaiak megállítottak és elfoglaltak egy szovjet hajót, míg Kubából lelőttek egy amerikai katonai gépet. A háttérben pedig titkos tárgyalások indultak, amelyeken a KGB részéről puhatolóztak, hogy az amerikai fél hajlandó lenne-e tárgyalásos úton rendezni a helyzetet. Ekkor egy nagyon érzelmes levél érkezett telexen a Külügyminisztériumba.
Tehát Hruscsov volt az, aki először engedett. Közben a titkos levélen kívül más forrásból is értesültek az amerikaiak a lehetséges szovjet lépésekről, illetve álláspontról. Október 27-én például a moszkvai rádióban elhangzott egy üzenet Hruscsovtól, miszerint visszavonják a rakétáikat, ha az amerikaiak is leszereli a Törökországban és Olaszországban állomásozó Jupiter rakétáikat. Ugyanezen a napon Robert Kennedy és Dobrinyin nagykövet között titkos tárgyalások kezdődtek. A megegyezés alapja lassan körvonalazódott: MINDKÉT félnek ki kell vonnia rakétáit az egymás fenyegető lokációkból. Kennedyt végül meggyőzte öccse az egyezségről, és a következő levelet írta Hruscsovnak:
A következő napon a szovjetek és a Kennedy kabinet között megindult – Robert Kennedy és Dobrinyin nagykövet közvetítésével végbement – tárgyalásokon Kennedy még vállalta, hogy kivonja Törökországból és Olaszországból az USA rakétáit – persze tudván, hogy a legújabb technológia, a tengeralattjáróról indítható UGM–27 Polaris rakéták miatt már nincs szükség rájuk –, amellyel végleg körvonalazódott a megegyezés.
Október 28-án – amelyet az amerikaiak „fekete szombatnak” neveztek el – a politikai konfliktus kis híján igazi nukleáris összecsapássá szélesedett ki. Ezen a napon az amerikai haditengerészet, érvényt szerezve a blokádnak, mélységi tölteteket (amelyek kb. kézigránát nagyságúak voltak) dobott le figyelmeztetésül és hogy érvényt szerezzenek a blokádnak. A tölteteket a blokád határvonalán egy szovjet tengeralattjáróra a B-59-re dobták, nem tudván, hogy az nukleáris robbanófejjel felszerelt torpedókkal van ellátva. A szovjet egységnek tűzparancsa volt érvényben arra az esettre, ha akár mélységi bombákkal, akár felszíni fegyverekkel megtámadnák. A tengeralattjáró ahhoz mélyen volt, hogy rádióadást vehessen, így a kapitány Valentyin Grigorjevics Szavickij megítélésére volt bízva a helyzet, aki úgy gondolta a feje feletti robbanásokból, hogy kitört a háború, így a tűzparanccsal a birtokában ki akarta lőni a torpedóit. A nukleáris fegyverek alkalmazásához azonban az érvényes szabályok szerint a kapitány és a politikai tiszt egybehangzó parancsára volt szükség. Ezen a hajón tartózkodott Vaszilij Arhipov a tengeralattjáró dandár vezérkari főnöke is, így az ő jóváhagyására is szükség volt, ám ezt ő megtagadta. Így végül a legfelsőbb vezetés szintjén játszott politikai játszma így múlott egyetlen, alsóbb szintű résztvevő higgadtságán.
Október 28-án Hruscsov a moszkvai rádióban bejelentette, hogy felhagynak a kubai rakétaindító berendezések építésével és visszavonják onnan a rakétáikat. Válaszul Kennedy is kivonta az USA rakétáit az ígért módon. Ezzel a válság elhárult. Kennedyt győztesként üdvözölték, Hruscsov vereséget szenvedett, és az ügy nem kis mértékben járult hozzá 1964-es elmozdításához.

#### A kommunizmus előretörése Latin-Amerikában
A kommunista eszmék latin-amerikai előretörése fejfájást okozott az elnöknek, amelynek békés úton való rendezésére és visszaszorítására azt az utat látta járhatónak, ha támogatja ezt a térséget, és segíteni próbál az életkörülmények, az iskolázottság és más hangulati tényező javításával. Az ideológiai veszélyről azt mondta: „Aki a békés forradalmat lehetővé teszi, az az erőszakos forradalmat teszi elkerülhetetlenné”, azaz a forradalmi gondolatokat már megszületni sem szabad hagyni. A problémára válaszul az Alliance for Progress (Szövetség az Előrehaladásért) szervezet felállítását indítványozta, amelyben az USA dollármilliárdokat nyújtott a latin-amerikai országok számára gazdasági támogatás formájában, amiért cserébe emberi jogi könnyítéseket várt el az adott országok vezetésétől. A munkában leginkább Luis Muñoz Marín, Puerto Ricó-i kormányzó segítette, akivel a legfőbb latin amerikai tanácsadója lett, és együtt dolgoztak Puerto Rico autonómiáján.
A segítségnyújtás mellett egy másik út is állt Kennedy előtt a kommunizmus visszaszorítására. Még az Eisenhower-adminisztráció idején dolgoztak ki terveket Fidel Castro kubai és Rafael Trujillo dominikai, már hatalomra jutott kommunista vezető meggyilkolására. Amikor Kennedy hivatalba lépett, tudomást szerezvén a tervekről, arra instruálta a CIA-t, hogy bármilyen tervet is készítsenek, annak tartalmaznia kell egy hihető cáfolatot is, amellyel elhárítják az amerikai vezetésről a gyilkosság vádját. Castro uralmát végül sohasem sikerült megdönteni. Trujillót ezzel ellentétben lázadók megölték 1961 júniusában.

#### Békehadtest

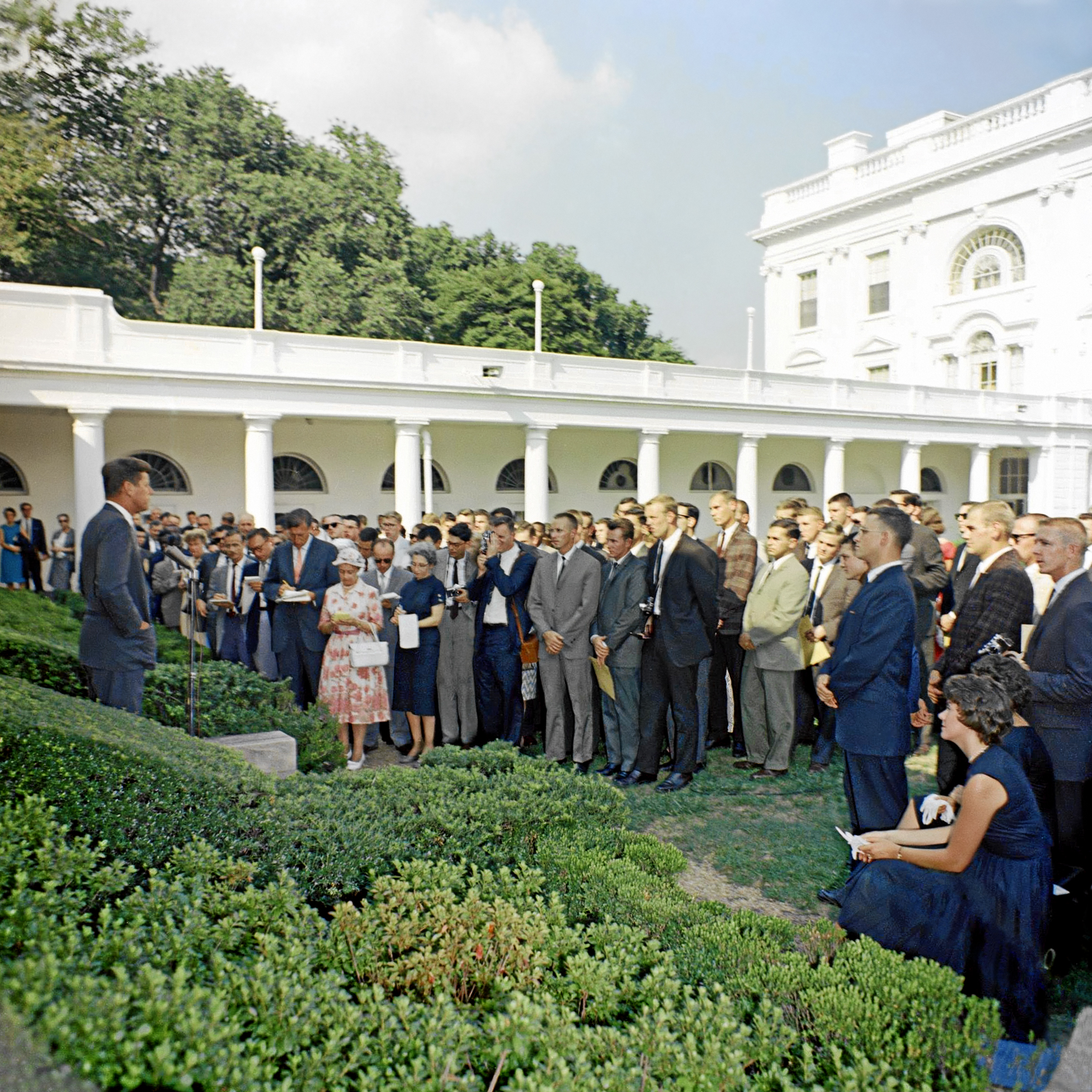
Kennedy és a Békehadtest első csoportja

Kennedy egyik első elnöki ténykedése volt 1961. március 1-jén a Békehadtest (Peace Corps) felállítása. E szervezet keretében főként magasan képzett önkéntesek vállalják, hogy idegen országokba kihelyezve nyújtanak oktatási, egészségügyi, üzleti, IT, mezőgazdasági és környezetvédelmi szolgáltatásokat, amellyel segítik a világ más területeinek fejlődését, az ott élők körülményeinek javítását. A szervezet első vezetőjéül Kennedy sógorát, Sargent Shrivert nevezte ki. Kennedy életében a szervezet 5000 fősre, később 10 000 fő fölé növekedett, és a megalakulás óta közel 200 000 amerikai vett részt benne, amely közel 140 országban végzett tevékenységet.

#### Délkelet-Ázsia
Délkelet-Ázsia az 1950-es, 1960-as években fokozatosan vált a Amerika kommunizmus elleni harcának egyik fő színterévé. Kennedy többször is találkozott a problémával pályafutása során. Először 1951-ben, még mint képviselő járta végig Ázsiát és a Közel-Keletet egy nagy tényfeltáró túra keretében, amelynek összegzéseként egy rádióbeszédet is mondott, és sürgetőleg lépett fel „a kommunizmus déli terjedése ellen”. Öt évvel később, 1956-ban már szenátorként lépett fel az USA nagyobb vietnami szerepvállalása mellett. Az elnöki átadás-átvételkor azt a tanácsot kapta Eisenhowertől, hogy a kommunizmus délkelet-ázsiai előretörése prioritást kell kapjon az amerikai politikában (bár némileg tévesen a leköszönő elnök azt mondta, hogy „a dugó a palackban Laosz”. Kennedy azonban 1961 márciusában megváltoztatta délkelet-ázsiai politikáját, és Laosz helyett (amelyet úgy jellemzett, hogy egy szabad Laosz helyett megelégszik egy semleges Laosszal) Vietnámot állítva a kommunizmus terjedése elleni harc homlokterébe. Májusban ezért elküldte Johnson alelnököt Vietnámba, hogy az tárgyalásokat folytasson Ngô Đình Diệm elnökkel, az Amerika nyújtotta megemelt összegű segélyekről, illetve annak formájáról (amelyet katonai segítség formájában nyújtottak volna, hogy harcolni tudjanak a kommunistákkal). Kennedy a tárgyalások nyomán be is jelentette a támogatás változását a támogatás helyett immár partnerségben öltött testet.
Kennedynek azonban külön elképzelése volt a délkelet-ázsiai jelenlétről, szerette volna megőrizni a képet, miszerint az USA nem a térség új gyarmatosítója, hanem egy segítő partner a közös ellenséggel szemben. Erre a következőket mondta:
„Manapság 1 millió amerikai katona szolgál az Egyesült Államokon kívül. Nincs másik ország a történelemben, amelyik hasonló terhet vállalt volna. Más országoknak is van külföldre kihelyezett haderejük, amelyik az anyaországon kívül szolgál, de mindegyik a hódítás céljával. Nekünk két hadosztályunk is van Dél-Koreában, de nem azért, hogy ellenőrizzük Dél-Koreát, hanem hogy megvédjük. Egy csomó amerikai van Dél-Vietnámban. Nos egyetlen másik ország sem másért tette ezt a világ kezdete óta, kezdve az ókori Görögországtól, Rómától, Napoleontól kezdve, mint mindig is a hódítások érdekében. Nekünk egymillió emberünk van az országon kívül, és ők próbáljak megvédeni ezeket az országokat.”
Kennedyt a vietnámi események megítélésében mindvégig az a prekoncepció vezette, hogy bár az emberek szemében [az USA] egyre inkább az új gyarmatosítóként tűnik fel, elkerülje ezt, és az USA-t ne tekintsék az újabb leigázónak. ennek ellenére, amikor a Vietkong egyre dominánsabban lépett fel 1961-ben, és el is foglalta Phước Thành tartomány székhelyét Phước Vĩnht, Kennedy 1963-ig fokozatosan 11 000 főről 16 000 főre növelte a katonai tanácsadók létszámát az országban, de elutasította, hogy direkt katonai erőket küldjön Vietnámba. (Erre végül már Kennedy halála után, 1965-ben került sor, amikor utóda Lyndon B. Johnson elnök rendelte az első harcoló amerikai alakulatokat Vietnám földjére, honnak aztán az amerikai beavatkozás megállíthatatlanul eszkalálódott egészen az 1968-as 536 000 fős amerikai kontingens szintjéig.)

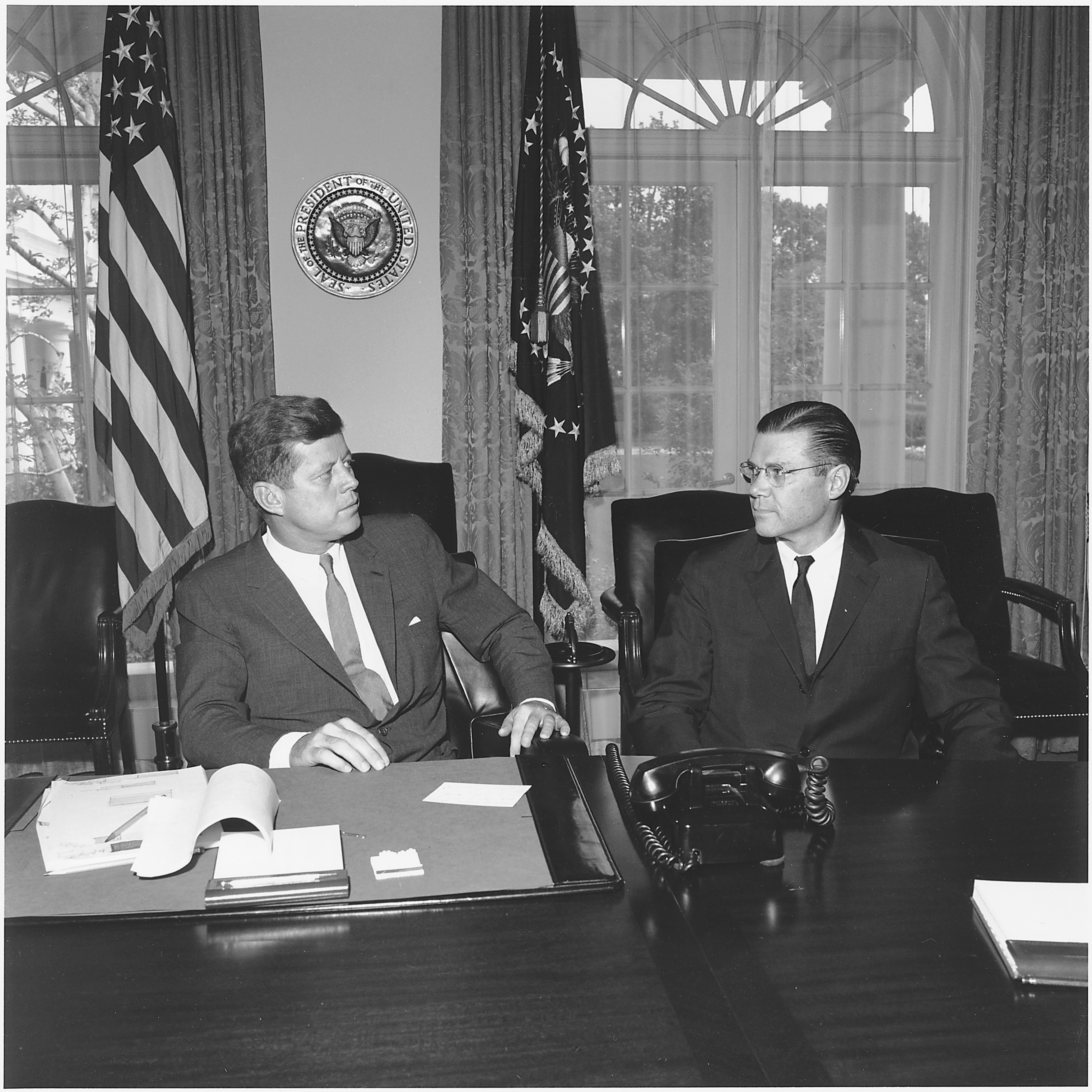
Kennedy és McNamara tárgyal a délkelet-ázsiai helyzetről

1961 végén Kennedy elküldte Roger Hilsmant, a Külügyminisztérium Hírszerzési és Kutatási Irodájának igazgatóját Vietnámba felmérje az ottani helyzetet. Odaérve Hilsman találkozott Sir Robert Grainger Ker Thompsonnal, a Brit Tanácsadó Misszió Dél-Vietnámba kinevezett vezetőjével, amelynek eredményeként megalapították a Stratégiai falu programot, amelynek célja az volt, hogy a vidéki parasztságot pacifizálja, amelyet azáltal értek volna el, hogy áttelepítettek volna közösségeket, vagy akár internáltak volna falusiakat, hogy azok aztán a mezőgazdasági munkára koncentrálhattak volna, elszeparálva őket a kommunista befolyástól. A programot 1962-től indították be, a vietnámi elnök Ngô Đình Diệm támogatása mellett és az várták tőle, hogy növekszik a kötődés a falusi népesség és a kormány között. A program aztán 1963 végére elhalt, és 1964-ben meg is szüntették.
1962 elején Kennedy elfogadta a National Security Action Memorandum – Subversive Insurgency (War of Liberation) (Nemzetbiztonsági Akcióterv – Felforgató Lázadás [Felszabadító háború]) c. dokumentumban leírt Operation Ranch Hand (Napszámos hadművelet), amelyben amerikai légi támogatással a utak mentén a levegőből az erdő lombjait irtották volna, hogy jobban áttekinthető legyen a kommunista erők mozgása. A terv végül nem hozott sikert, mivel a kommunista agresszió mértéke megnövekedett amellett, hogy (legalábbis azon a szinten, ahogy Kennedy jóváhagyta) az amerikai beavatkozás mértéke is jócskán megemelkedett.
1963-ra a helyzet romlott, legalábbis ami Kennedy szándékait illeti. Az elnök így összegezte a helyzetet: „Értünk senki sem imádkozik, hogy Vietnámban maradjunk. Azok az emberek utálnak bennünket. Bármikor kihajítanák a valagunkat onnan. De nem adhatom fel azt a területet a kommunistáknak, és nem hagyhatom, hogy az amerikaiak így válasszanak meg megint.”
1963. augusztus 21-én új amerikai nagykövet, Henry Cabot Lodge érkezett Vietnámba, ahol a helyzet ismét rosszabbra fordult. Ngô Đình Diệm elnök és öccse Ngô Đình Nhu elfojtott egy buddhista demonstrációt, amelynek nyomán az elégedetlenség az egekbe szökött, és államcsíny fenyegetett, amely elsöpörte volna Diệmet és Nhut (egyes vélemények szerint akár Nhu is lehetett volna a puccs szervezője). Lodge arra kapott utasítást, hogy beszélje rá a két dél-vietnami vezetőt. hogy mondjanak le, és inkább távozzanak az országból, akik ezt elutasították. 1963. augusztus 24-én Lodge arra kapott utasítást a Cable 243 jelű táviratban Washingtonból, hogy gyakoroljon nyomást Diệmre, hogy távolítsa el a hatalomból Nhut. Lodge arra jutott, hogy erre csak úgy van mód, ha talál egy vietnámi tábornokot, aki átveszik a hatalmat a testvérpártól. A helyzet súlyosságát jelzi, hogy utasítás érkezett Washingtonból, hogy semmisítsenek meg minden puccsra vonatkozó táviratot.
A zavaros helyzetben 1963 szeptemberében Kennedy egymásnak ellentmondó adatokat kapott a helyszínre kiküldött hadügyi és külügyminisztériumi képviselőktől Victor Krulaktól és Joseph Mendenhalltól. Krulak tábornok azt jelentette, hogy a kommunisták elleni harc jól áll, és lényegében megnyertnek tekinthető. Mendenhall viszont azt jelentette, hogy az ország polgári tekintetben elveszett az USA számára. Erre Kennedy dühösen fakadt ki: „Uraim, maguk ketten ugyanabban az országban jártak?” 1963 ősze aztán ismét a helyzetkép tisztázásával telt amerikai részről, amelynek érdekében Kennedy a helyszínre küldte Robert McNamara hadügyminisztert és Maxwell D. Taylor tábornokot, hogy Lodge nagykövettel kiegészülve tisztázzák a helyzetet, és „a lehető legkisebbre szorítsák le az USA képviselői által küldött jelentésekben jelentkező differenciákat”. A Ngô Đình Diệmmel való tárgyalások során a vietnami elnök elutasította, hogy kormányzati kérdésekben egyeztessen, így McNamara megelőlegezett optimizmusa is alaptalannak bizonyult felé, ezért aztán egy új szereplő felé fordultak Diệm lehetséges utódaként, az alelnök Nguyen Ngoc Tho felé. Tho segített kitisztázni a képet, amelyből az bontakozott ki, hogy a vidéki országrészben megnyert háború csupán álomkép. Kennedy ragaszkodott hozzá, hogy a jelentésben szerepeljen egy menetrend az amerikai jelenlét kivonására, amely 1000 fővel csökkentette volna a létszámot év végére, és a teljes kivonásig 1965-re jutottak volna el (amely terv aztán szintén stratégiai álomképnek bizonyult).
1963. október végére fordulni látszott a kocka Vietnámban. Hírszerzési jelentések érkeztek, hogy egy puccs készülődik a Diệm-kormány ellen. Az információ forrása, Duong Van Minh tábornok tudakozódott, hogy mi lenne az USA álláspontja egy ilyen esemény esetén. Kennedy úgy instruálta Lodge nagykövetet, hogy ajánljon fedett segítséget a puccshoz, kivéve a megdöntött kormány tagjainak kivégzéséhez. 1963. november 1-jén a Minh vezette vietnámi tábornokok megdöntötték a Diệm-rezsimet, letartóztatták, majd kivégezték Diệmet és Nhut. Kennedyt mélyen lesújtották a tilalma ellenére kibontakozó fejlemények.
A puccs kedvező hatással volt a kommunizmus elleni vietnámi csata megnyerésére, mind az USA-ban, mind Vietnámban kedvezőbben látták az esélyeket. Kennedy meg is bízta McGeorge Bundy nemzetbiztonsági tanácsadót, hogy állítson össze egy Nemzetbiztonsági Akciótervet addigra, miután visszatér Dallasból. A terv sorra vette a kommunizmus elleni harc lehetőségeit Vietnámban a megnövelt katonai és gazdasági segélytől kezdve a harcok Laoszra és Kambodzsára való kiterjesztéséig. Kennedy ki is tűzte a feladatot Michael Forrestalnak, Bundy jogi tanácsadójának, hogy újév után...mélységében megvizsgáljuk az összes lehetőséget...beleértve azt is, hogyan jutunk ki onnan, átnézzük ezt az egész dolgot az aljától a csúcsáig.
A vietnami háború volt talán az egyetlen elnöki téma, amelyet Kennedy halálakor rosszabb helyzetben vett át az őt követő elnök, mint ahogy azt Kennedy átvette elődjétől. Az elnöknek a teljes ügyet érintő szándékait azonban jól jelzi az az 1963. október 11-i rendelet, amelyben 1000 fő katonai tanácsadó kivonását rendelte el az év végéig, majd a nagy többségéét 1965-ig. Ezt fordította visszájára Johnson, immár elnökkénti NSAM 273 számúrendelete 1963. november 26-án – mindössze négy nappal Kennedy halála és egy nappal a temetés]e után – melyben visszájára fordította Kennedy kivonási elképzeléseit, és egyre mélyebbre vonta bele Amerikát a vietnámi háborúba.

#### Beszéd az Amerikai Egyetemen

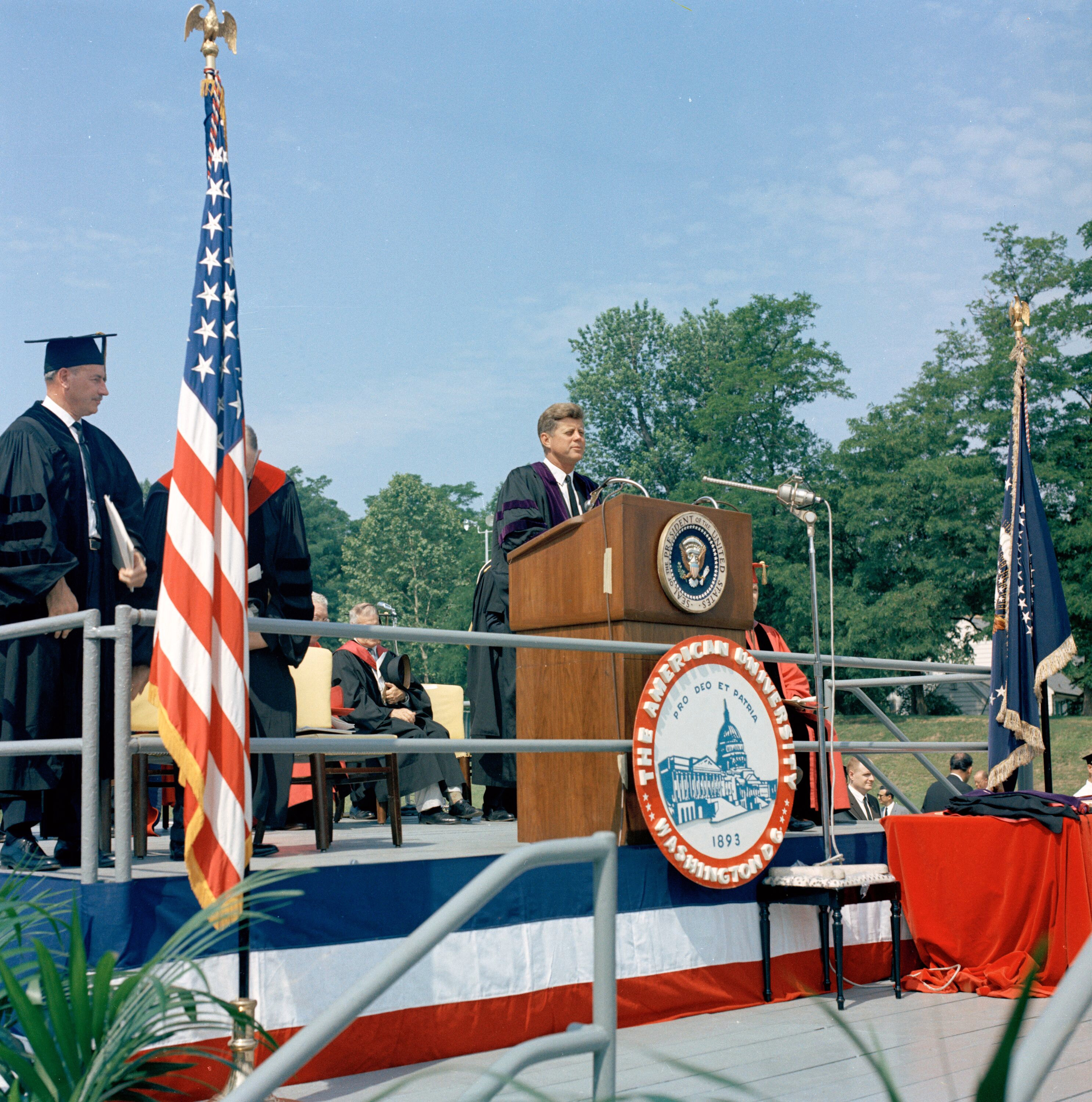
Kennedy beszédet mond az Amerikai Egyetemen

1963. június 10-én, Kennedy – amikor elnöki hatalma során elérte retorikai munkája csúcsát – beszédet mondott az Amerikai Egyetemen, Washingtonban, amely beszéd a Békestratégia címen került a köztudatba. Ebben az elnök nemcsak a nukleáris fegyverkezés megfékezéséről beszélt, hanem lefektetett egy reményteli, mégis realisztikus utat a világbéke számára, abban az időben, amikor az USA és a Szovjetunió éppen a nukleáris fegyverkezési verseny eszkalálódásának fázisában volt. Az elnök ebben a következőket fejtette ki:
„beszéljünk egy témáról, amely túl gyakran burkolózik tudatlanságba, és az igazságot túl ritkán vesszük észre – és mégis ez a legfontosabb téma a világbéke tekintetében…–. A békéről beszélek a háború egy új arca miatt…egy olyan korban, amikor egyetlen nukleáris fegyver tízszer olyan nagy erőt hordoz, mint amit az összes szövetséges csapat ledobott a második világháború során … egy olyan korban, amikor egy nukleáris ütésváltás halálos mérgeket tudna a szél és por által terjeszteni a a világ legtávolibb sarkaiba ültetve el és a még meg sem született generációkat mérgezve … a békéről beszélek, ezzel a racionális ember szükségszerű racionális végéről…a világbékéről, vagy a közösségek békéjéről, amihez nem kell, hogy minden egyes ember szeresse a szomszédját – mindössze annyi szükséges hozzá, hogy mindenki közös toleranciában éljen – … a problémáink ember alkotta problémák, és nekünk is kell megoldani őket. És az ember olyan nagy tud lenni ebben, amilyen nagy csak akar.”
Az elnök a beszédben két dolgot jelentett be:
1. A szovjetek kifejezték abbeli óhajukat, hogy tárgyalások kezdődjenek a nukleáris fegyverek tilalmáról
2. Az USA erre elhalasztja a légköri nukleáris tesztjeit.[183]

#### Nyugat-berlini kérdés

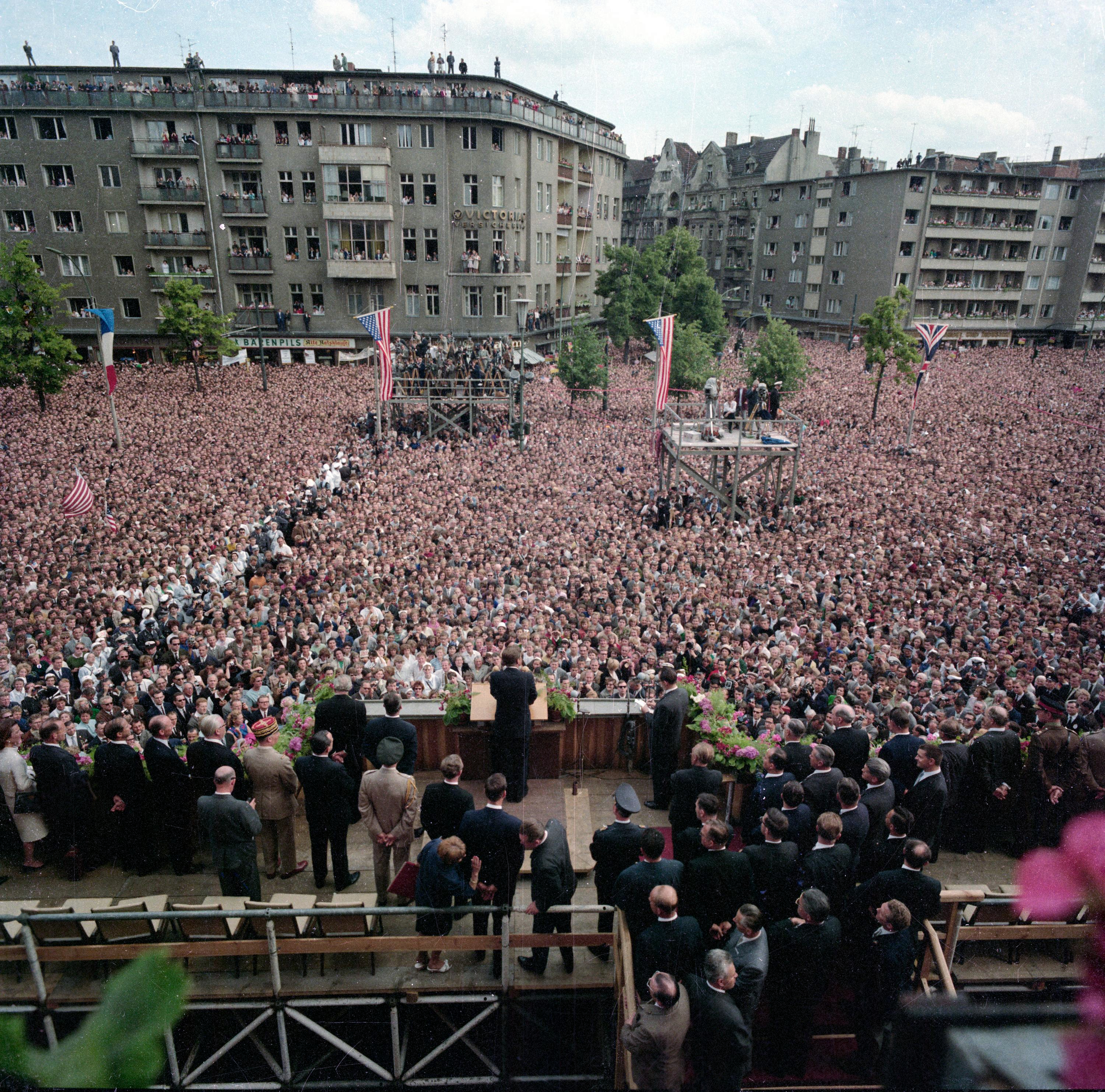
„Ich bin ein Berliner” („Berlini vagyok”) néven vált híressé az 1963. június 26-án Berlinben a Brandenburgi kapunál tartott beszéde

A második világháborút követő németországi megszállás Berlin kérdésében még 1960 után is hullámokat vetett. Kezdődött mindez Kennedy számára az 1961-es Hruscsovval folytatott csúcstalálkozó tárgyalásaival, amelyet követően a szovjetek megpróbálták megkérdőjelezni a megszállást és a két részre osztott egykori német főváros esetében a nyugat-berlini szektor ellenőrzésének megnehezítését. Ennek jegyében előbb kb. 20 000 ember érkezett Kelet-Berlinből Nyugat-Berlinbe a Szovjetunió a várossal kapcsolatos tervei nyomán, Kennedy intenzív tárgyalásokba kezdett a berlini ügy kapcsán. Ezek alapján Dean Acheson, korábbi külügyminiszter javaslatára meg kívánta emelni a NATO-csapatok jelenlétét, biztosítandó a szabad bejutást az amerikai szektorba. Egy 1961 júliusi beszédében az elnök bejelentette, hogy 3,25 milliárd dollárral emeli a védelmi költségvetést, és 200 000-rel növeli a katonai kontingens létszámát Németországban, illetve bejelentette, hogy egy támadást Nyugat-Berlin ellen, az Egyesült államokkal szembeni támadásnak fognak venni (a beszéd mellett közvélemény kutatások 85%-os támogatást rögzítettek).
Kicsit később a szovjetek és a kelet-berlini hatóságok elkezdték blokkolni a kelet-berliniek átjutását Nyugat-Berlinbe, és szögesdrót kerítést húztak ennek érvényesítésére, amelyet később felváltott a hírhedt berlini fal. Kennedy kezdetben nem vette ezt figyelembe, mindaddig, amíg nyugatról nem akadályozták a Nyugat-Berlinbe bejutást. Ez azonban megváltozott, amikor a nyugat-berlini közhangulat úgy alakult, hogy a lakók már nem bíztak benne, hogy az USA megvédi őket. Ekkor Kennedy elküldte Johnson alelnököt és Lucius D. Clayt, hogy rangos katonai vezetőkkel az oldalukon egy konvojjal hajtsanak át az NDK-n keresztül (beleértve a szovjet ellenőrző pontokat is), hogy demonstrálják az USA Nyugat-Berlin iránti elkötelezettségét.
1963-ban ismét előkerült a nyugat-berlini kérdés a szovjetek keleti agressziója és Konrad Adenauer kancellár közelgő nyugalomba vonulása kapcsán. Ebben a helyzetben egy újabb tényező is fellépett, amikor Charles de Gaulle francia elnök megpróbált megteremteni egy francia–nyugatnémet ellensúlyt az amerikai és szovjet szféra ellenében. Kennedy szemében ez a francia–nyugatnémet tengely direkt támadás volt a NATO nyugat-európai befolyása ellenében. Kennedy erősítendő a USA szövetségét Nyugat-Németországgal, 1963 júniusában Nyugat-Berlinbe utazott. 1963. június 26-án végigjárta Nyugat-Berlint és a városház előtt százezres tömegnek mondott beszédet. Ebben megerősített az amerikai eltökéltséget Nyugat-Németország mellett és a kommunizmus ellenében, a berlini falat a kommunizmus kudarcának bélyegezve: „A szabadság sok bajjal jár, és a demokrácia nem tökéletes. De nekünk sosem kellett falat emelnünk a saját népünk otthon tartásáért, hogy ne szökjenek meg előlünk.” A beszéd Kennedy német nyelven elmondott egyetlen mondatáról – Ich bin ein Berliner (Berlini vagyok) – lett nevezetes.

#### Izrael

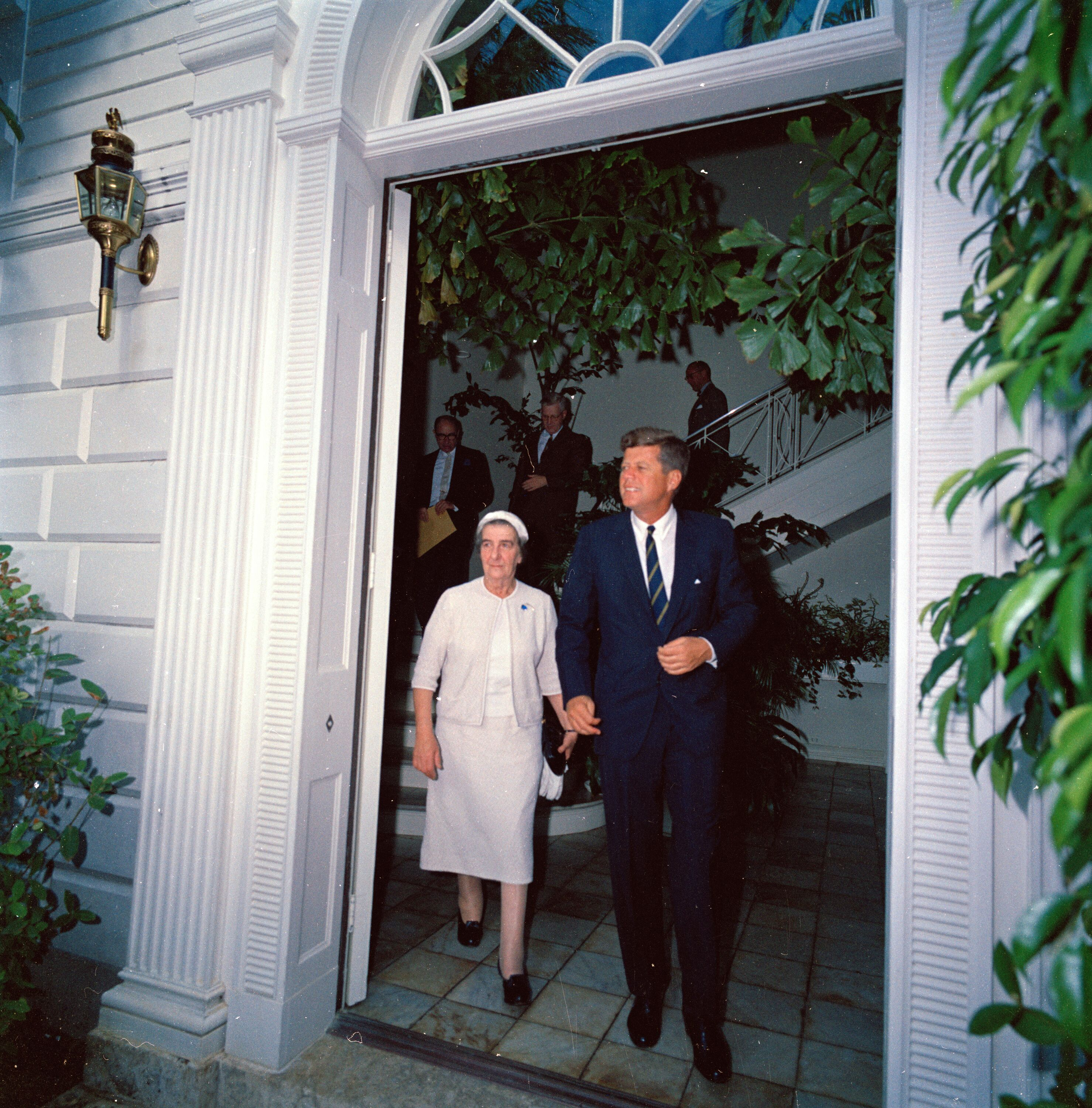
Az elnök Golda Meirrel tárgyal

John F. Kennedy elnöksége idején született meg az USA egyik máig működő stratégiai partnersége, amelyet Izrael állammal kötöttek. Kennedy már 1960-ban, megválasztása előtt nagyrabecsülését fejezte ki az ifjú állammal szemben: „Izrael bírni fogja és virágozni fog. Ezek az emberek a remény gyermekei és a bátorság hazája. Nem fogják letörni a csapások sem de a siker sem fogja demoralizálni. Ez a nép a demokrácia pajzsát hordozza, és a szabadság kardjával van övezve”. Persze a szépen csengő politikai retorika mellett fontos szempont volt, hogy egy szilárd szövetségest nyerhetett az Egyesült Államok a Közel-Keleten a folyton változó és nem feltétlenül állhatatos arab államokon kívül.
Elnökként Kennedy egy biztonsági együttműködést kezdeményezett Izraellel, így őt tartjuk az USA-Izrael közötti katonai szövetség megalapítójának (amelyet aztán kivétel nélkül az összes későbbi amerikai elnök idején fenntartottak). Első lépéseként Kennedy feloldotta a Truman és Eisenhower által érvénybe helyezett fegyverszállítási embargót. Izrael védelmére a kormányzat kidolgozott egy – Kennedy által „speciális partnerségnek” nevezett – programot, amelyet Golda Meir izraeli külügyminiszterrel hoztak tető alá a két ország között. A terv részeként Kennedy biztonsági garanciákat nyújtott a zsidó államnak 1962-től, majd 1963-ban engedélyezte, hogy fejlett fegyvereket adjon el az USA Izraelnek a MIM–23 Hawk légvédelmi rakétarendszer képében, illetve diplomácia támogatást nyújtott szövetségesének a tiltakozó arab országokkal szemben és az izraeli vízgazdálkodási projekt mellett a Jordán folyón.
A formálódó kapcsolatra rögtön az elején árnyékot vetett az a feszültség, amelyet az izraeliek Dimona atomlétesítményében termelt – a gyanú szerint fegyver előállítására is alkalmas – nukleáris anyagok váltottak ki, amelyek a közel-keleti térségnek a nukleáris fegyverkezési versenybe való bevonását jelentette volna. Kezdetben a nukleáris üzem létét is tagadta Izrael. Dávid Ben-Gúrión, izraeli miniszterelnök egy 1960 decemberi beszédében a Kneszetben azt állította, hogy „a kutatások a sivatagi flóra és fauna problémáinak megoldására” folynak. Amikor Ben-Gurion New Yorkban találkozott Kennedyvel, akkor is megerősítette az amerikai elnöknek, hogy a nukleáris erőforrásokat sótalanításra és egyéb békés célú felhasználásra szánják.
1963-ban az amerikai kormányzat diplomáciai holtpontra jutott az izraeli vezetéssel. 1963 májusában egy Ben-Gurionnak írt levelében Kennedy kétségeit fejezte ki az izraeli atomprogrammal kapcsolatban, és kijelentette, hogy Izrael veszélybe sodorja magát, ha nem kap Amerika megfelelő információkat a nukleáris programról. Ben-Gurion válaszában ismét megerősítette a korábbi állításait, hogy Dimonában békés célú kísérletek zajlanak, és emellett az izraeli vezetés elutasította azt az amerikai nyomást, amely a létesítményeknek a Nemzetközi Atomenergia Ügynökség általi ellenőrzését sürgette. 1962-ben aztán az izraeli vezetés beleegyezett, hogy felállítsanak egy éves menetrendet a létesítmények felülvizsgálatára. a vizsgálatok nyomán a tel-avivi amerikai követség tudományos attaséja azt jelentette, hogy a dimonai létesítmények egyes részeit leállították átmenetileg, valószínűleg a helyszínre érkező amerikai tudósok félrevezetésére.
Később megjelent elemzések feltárták a téma körüli amerikai és izraeli álláspont és tevékenység ambivalens módját. Seymour Hersh amerikai oknyomozó újságíró feltárta, hogy például az izraeliek külön erre a célra felállított, hamis irányítótermekbe vitték az amerikai szakértőket. Hersh megállapította, hogy a vizsgálatok úgy mentek végbe, hogy azok garantálják, hogy „az egész procedúra csak egy kicsit legyen több, mint egyszerű szerecsenmosdatás, az elnök és a vezető tanácsadóinak egyetértésével”. Az amerikai ellenőröknek jó előre be kellett jelentenie az érkezésüket, amelyhez az izraeliek beleegyezésére volt szükség. Egy másik dokumentumban Marc Trachtengerg professzor, politikai szakértő összegezte, hogy „[habár] pontosan tudatában volt, hogy az izraeliek mit csinálnak, Kennedy úgy döntött, hogy ezt az egészet megnyugtató bizonyítéknak tekinti az izraeliek hozzájárulásaként az amerikai nukleáris fegyverek elterjedésének megakadályozásáról szóló politikához”. A dokumentum a továbbiakban megállapítja, hogy a Kennedy adminisztráció komolyan aggódik Dimona miatt, ami mellett Kennedy megértette, hogy az USA és a nemzetközi közösség nem képes megakadályozni Izraelt, vagy bármelyik másik nemzetet, hogy atomfegyvert hozzon létre, de így sem volt nyugodt, amikor megtudta, hogy Izrael mire használja Dimonát. Fontos megállapítás volt még, hogy az amerikai csoport vezetőjének fő célja az volt, hogy „a vizsgálatok olyan módon menjenek végbe, amely nem éri el azt a pontot, hogy bármilyen akciót kelljen foganatosítani az izraeli nukleáris fegyver program ügyében”.

#### Irak
1958. július 14-én Irakban megdöntötték a monarchiát, és megalakult Abd el-Kárim Kászim dandártábornok vezetésével egy köztársasági kormány. Az események feszültté tették a viszonyt az USA és Irak között. Három évre rá, 1961. június 25-én Kászim mozgósította a hadseregét, és a kuvaiti határra vezényelte csapatait, deklarálva, hogy Kuvait „Irak elidegeníthetetlen része”, ezzel kirobbantva a „kuvaiti válságot”. Nagy-Britannia – amely éppen csak kinyilvánította Kuvait függetlenségét június 19-én – erre válaszul (és mert gazdasága nagy mértékben függött a kuvaiti olajtól) 5000 katonáját rendelte oda, megvédendő az országot és elhárítandó az iraki inváziót. Ezzel párhuzamosan Kennedy a Haditengerészet egyik kötelékét rendelte Bahreinbe, emellett arra sarkallta Nagy-Britanniát, hogy tárja az ENSZ Biztonsági Tanácsa elé az ügyet. Ezen a fórumon a Szovjetunió megvétózta az Irak elleni fellépést. A helyzet végül októberben oldódott meg, amikor kivonták az 5000 angol katonát, akiket 4000 jól kiképzett katona váltott fel az Arab Liga képviseletében, akik aztán határvonalat képeztek a két arab állam között.

Kennedy és Reza Pahlavi iráni sah

A Kászim-kormány 1961 decemberében törvénybe iktatta, hogy korlátozza a részben amerikai tulajdonú Iraq Petroleum Company (IPC – Iraki Olajtársaság) koncesszióját azokon a területeken, ahol annak kitermelése folyt, így az lényegében elvesztette a koncessziójának 99,5%-át. Az USA vezetése érzékenyen reagált erre, illetve ezzel párhuzamosan az ENSZ előtt szereplő másik ügyre, amelyet Egyiptom terjesztett elő Kuvait ENSZ tagságáról és amelyet a Szovjetunió megvétózott. A két ügyet Amerikában összefüggésbe hozták. Robert Korner nemzetbiztonsági tanácsadó kifejezte abbéli félelmét, hogy ha az IPC kitermelése leáll, talán kialakul egyfajta tetszhalott hiányállapot a közel-keleti olajkitermelésben, és Kászim ezért Kuvait elfoglalását fontolgatja majd, vagy a szovjetek karjaiba veti magát. Korner egyúttal figyelmeztetett azokra a pletykákra, miszerint nacionalista puccs készülődhet Kászim ellen, amellyel Irak talán egy semlegesebb irányt vehet.
1962 áprilisában a Külügyminisztérium kiadott egy iránymutatást Irakra vonatkozóan, hogy növelni kell az amerikai befolyást. Ezzel egyidőben Kennedy úgy instruálta a CIA-t, hogy kezdjenek bele egy katonai puccs előkészítésébe Kászim ellen.
1963. február 8-án az antiimperialista és antikommunista Baasz Párt megdöntötte a Kászim-rezsimet, és kivégeztette az elnököt. Bár voltak olyan pletykák, miszerint a CIA vezényelte a puccsot, a titkosítás alól kivont dokumentumok és korábbi CIA ügynökök vallomásai tanúsítják, hogy nem volt közvetlen amerikai beavatkozás az ügyben, mivel a CIA csak a puhatolózás fázisában volt, hogy találjanak egy megfelelő jelöltet Kászim helyett az iraki hadsereg körében, és csak információik voltak egy lehetséges Baasz-párti puccsról. Mindenesetre a Kennedy adminisztráció elégedett volt az események kimenetelével, és végül engedélyeztek egy 55 millió dolláros fegyverüzletet Irakkal.

#### Nukleáris tilalmi egyezmény

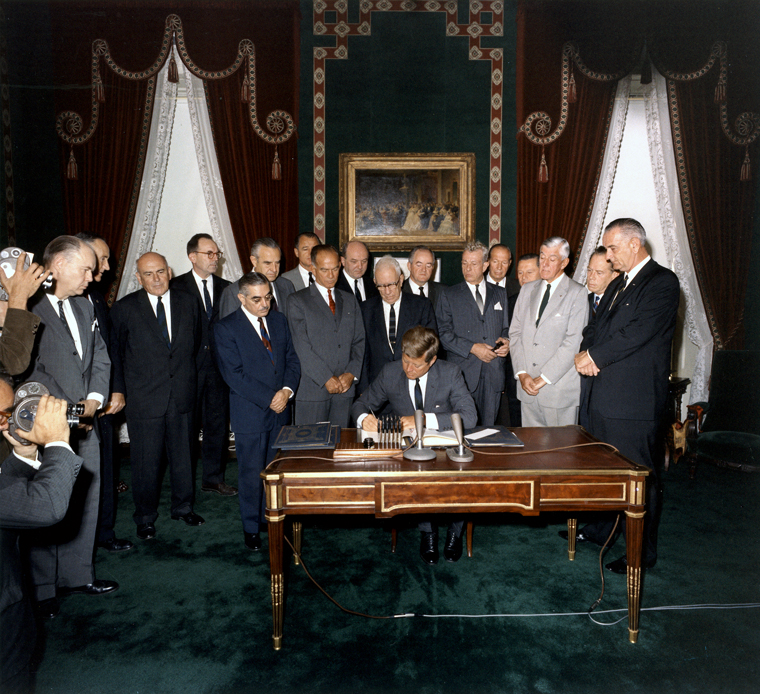
Az elnök aláírja a Nemzetközi atomcsendegyezményt

A nagyhatalmak elég hamar felismerték, hogy a nukleáris fegyverek tesztelése (az első időkben felszíni, légköri, víz alatti és feletti robbantásokra került sor) rendkívüli környezetszennyezéssel járnak, így már Adlai Stevenson demokrata elnökjelölti kampányának része volt egy egyezmény a Szovjetunióval, hogy korlátozzák a kísérleteket. Kennedy is érdekelt volt ebben a témában, és már elnöksége kezdetén, a Hruscsovval való 1961. júniusi, bécsi találkozójukon nem hivatalos egyezségre jutottak, hogy lépnek a nukleáris tesztek ellen. Ám a találkozóról hazatérvén, kis idő múlva, 1961. szeptemberben a Szovjetunió újabb kísérleti robbantást végzett. Válaszul az USA öt nap múlva maga is kísérleti robbantást hajtott végre. Nem sokkal ezután a vadonatúj amerikai kémműholdak adatai azt mutatták, hogy az USA jelentős előnyben van a szovjetekkel szemben a fegyverkezési versenyben, így a tesztek nem hoznak számukra különösebb előnyt.
1963 júliusában Kennedy elküldte W. Averell Harriman külügyminiszter helyettest Moszkvába, hogy kezdjen tárgyalásokba a nukleáris teszt tilalomról. A kezdeti tárgyalásokon maga Hruscsov is részt vett, majd később Andrej Gromikot, a szovjet külügyminisztert delegálta maga helyett a tárgyalásokra. A tárgyalásokon hamar kiderült, hogy egy teljes és megnyugtató teszt tilalomról nem lehet szó, nagyrészt a szovjetek ellenállása miatt az ellenőrzés témakörében. Végül azonban az Egyesült Államok, Nagy-Britannia és a Szovjetunió elsőként csatlakozott egy korlátozott egyezményhez, amely megtiltotta az atomkísérleteket a földfelszínen, a légkörben és a víz alatt, de a föld alatti robbantásokat engedélyezte. Az USA Szenátusa ratifikálta az egyezményt, majd Kennedy egyik utolsó ténykedéseként 1963 októberében törvénybe is iktatta. Franciaország volt az egyetlen atomhatalom, ahol még fejlesztési fázisban voltak az ország atomfegyverei, így nem csatlakozott az egyezséghez. Később fél éven belül több mint 100 ország írta alá az egyezményt.

### Belpolitikája
John Fitzgerald Kennedy „New Frontier” (Új Határvonal) néven hirdette meg belpolitikai törekvéseit, amellyel számos területen kívánta megújítani az USA életét. A program része volt, hogy szövetségi forrásokat ígért az oktatás felfuttatására, egészségügyi ellátást az időseknek, gazdasági segítséget vidéki, mezőgazdasági régióknak és kormányzati közbeavatkozást, amellyel megállítható volt a recesszió. Emellett ellenlépéseket kínált a faji megkülönböztetés ellen, amelyet elsősorban a Voter Education Projecten (Választói továbbképzési program) keresztül kívánt elérni (a faji diszkrimináció Amerikában főként azon az előítéleten múlott, hogy – elsősorban – a színes bőrűek, képzetlenek, „buták” és így nincs helyük a közéletben). A VEP fogadtatása azonban vegyes volt, nehezen haladt előre, különösen az olyan területeken, mint Mississippi, ahol „a VEP abba a végkövetkeztetésbe ütközött, hogy a diszkrimináció nagyon mélyen beágyazódott”.
Kennedy a gazdaság egyik nagy megújítói közé is tartozott, 1963-ban (év eleji State of the Union beszédében) adóreformot sürgetett, amelyben az egyéni jövedelemadókat a 20–90%-os sávból 14–65%-ra kívánta csökkenteni, míg a társasági adót is 52%-ról 47%-ra redukálni. Ez a meggyőződése abból a felismerésből táplálkozott, amelyet az 1963-as Economic Club of New York-beli (New York-i Gazdasági Klub) beszédében tett közzé: „a paradox igazság az, hogy az adómértékek túl magasak és a jövedelmek túl alacsonyak, és a legjobb módja, hogy növeljük a jövedelmeket az az, ha csökkentjük az adókat”. A folyamat azonban lassabb volt, így Kennedy életében nem történt jelentősebb előrelépés, a Kongresszus csak 1964-ben léptette életbe az új szabályokat, amely az egyéni adómértékeket 70%-ban, a cégekre vonatkozó adókulcsokat pedig 48%-ban maximalizálták. Kennedy kezdeményezései csak lassan öltöttek testet, és zömüket csak 1964-ban, vagy 1965-ben iktatták törvénybe.

#### Gazdaság

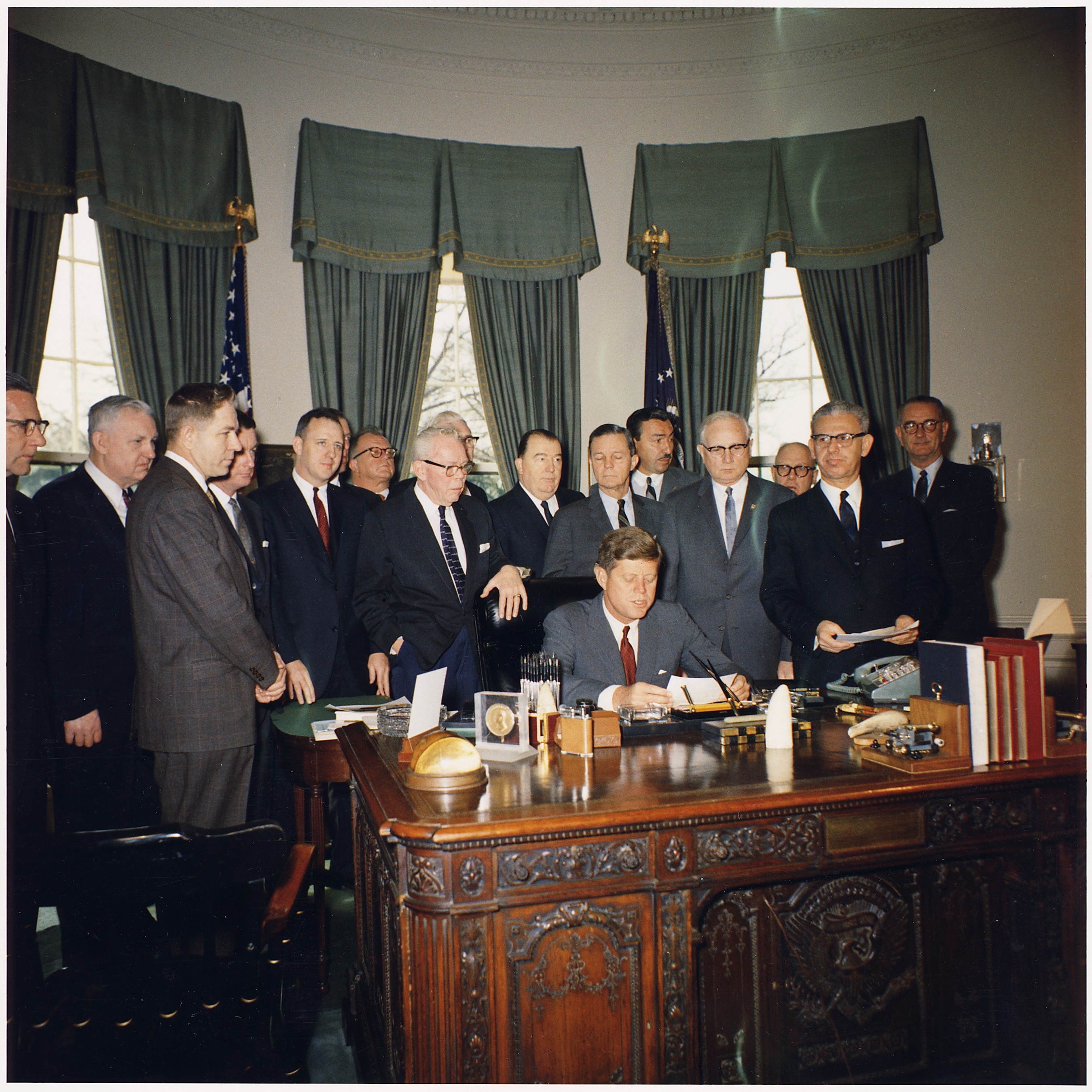
Kennedy aláírja a Munkaerő-fejlesztési és képzési törvényt (1962)

Az új elnöknek azzal a problémával kellett szembesülnie hivatala átvételekor, hogy a gazdaság éppen recesszióban volt. Az Eisenhower-kormányzat ideje alatt a GDP – alacsony infláció és alacsony mértékadó kamatlábak mellett – éves átlagban 2,2%-os (a népesség növekedési rátájánál magasabb mértékű) növekedésben volt, ám a legutolsó évben ez átfordult 1%-os csökkenésbe. Kennedy erre a kihívásra a fiskális politika lazításában találta meg a megoldást. Az első általa benyújtott költségvetés deficites volt (egyes elemzők szerint az ország történetének első nem háborús és nem válság alatti deficitje volt).
Az intézkedések eredményesek voltak, a gazdasági ismét növekedésbe váltott – statisztikák szerint 1961 eleje és 1963 vége között a GDP 5,5%-kal emelkedett – miközben az infláció stabilan alacsony (1% körüli) volt, és a munkanélküliség is csökkent. Az ipari termelés látványosan növekedett (kb. 15%-kal), és a gépjárművek eladása 40%-os növekedést ért el. Ez a növekedési pálya egészen 1969-ig stabilan folytatódott.
A gazdasággal kapcsolatos másik intézkedéscsomag lényege az ármegállapodások és illegális kartellezés letörése volt a Kennedy kabinet számára. Az erre irányuló akciókat Robert Kennedy vezette, aki arra a gyanúra, miszerint az acélgyártók illegálisan megállapodtak az áraik fixálásában, azt nyilatkozta: „Le fogjuk törni...a költség megállapodásukat, amiben benne vannak és amit csinálnak...az FBI mindegyiküket ki fogja hallgatni...ezen nem veszíthetünk”. A kormányzat beavatkozása arra sarkallta a U.S. Steel vállalatot, hogy visszavonja az árnövelését. Ezt vegyes fogadtatás követte. A The Wall Street Journal azt kifogásolta, hogy a kormányzat „nyers erővel, fenyegetésekkel és titkos ügynökökkel bírja rá” a gazdasági szereplőket döntéseik meghozatalára, és még a Yale Egyetem professzora, Charles Reich is azt mondta egy a The New Republic újságban megjelent véleménycikkében, hogy az adminisztráció megerőszakolja a szabadságjogokat, amikor versenybírósági vádakkal bírja rá a U.S. Steelt, hogy olyan gyorsan vonja le a következtetéseket. Ugyanakkor a The New York Times üdvözölte a kormányzat akcióját, mivel úgy vélte, hogy az acélipar árnövelése „veszélybe sodorja az ország gazdasági jólétét, az infláció árhullámának megidézésével”. A költségvetési tanács nem osztotta a lap véleményét, mivel szerintük az áremelés növelte volna a GDP-t, és költségvetési többletet is hozott volna. Mindenesetre a tőzsde, amely Kennedy 1960-as győzelmét követően folyamatosan esésben volt, 10%-os ugrással reagált a kartellellenes intézkedésekre.

#### Halálbüntetés
1963. március 15-én kivégezték Victor Feguert mint az utolsó szövetségi elítéltet az országban bevezetett szövetségi kivégzési moratórium bevezetése előtti utolsó bűnözőt, akit Iowa állam bírósága ítélt el gyilkosságért. Ezt követően Kennedy áttekintette a korábbi kivégzettek ügyeit, és a halálbüntetés reformját kezdeményezte. Elsőként Kennedy a katonai bíróság által elítélt Jimmie Henderson tengerészgyalogos 1962. február 20-án meghozott halálos ítéletét változtatta börtönbüntetésre.
1963. március 22-én Kennedy törvénybe iktatta, hogy betiltsák az Egyesült Államokban egyedüliként a Columbia körzetben érvényben lévő szabályozást, miszerint a bíró köteles halálbüntetést kiszabni amennyiben a gyanúsított az angolszász jog szerint ún. „első rendű gyilkosságot” (előre megfontolt, kitervelt, szándékos emberölést) hajtott végre. Eszerint a szabályozás szerint 1957-ben hajtottak végre utoljára halálos ítéletet, amely az új szabályozás szerint többé nem volt érvényes.

#### Polgári jogi mozgalmak
Kennedy elnökségének egyik legnagyobb belpolitikai kihívása az országnak saját afroamerikai polgáraihoz való viszonya volt, mivel éppen forradalmi változások zajlottak le a faji megkülönböztetés ügyében az 1960-as évek kezdetétől. A változások fő indukálója egy 1954-es legfelsőbb bírósági döntés volt egy Kansas államból indult ügyben (amelyben egy helybéli színes bőrű lakos perelte Topeka város Képzési Hivatalát, mivel az megakadályozta, hogy lánya egy közeli iskolába járjon, mivel az fehér diákoknak volt fenntartva), amikor a testület kimondta, hogy a faji alapú szegregáció alkotmányellenes az iskolák esetében. Ez forradalmi változást jelentett a déli államokban, ahol a Jim Crow-féle szegregációs törvényt alkalmazták a 19. század végétől, amely éppen a szegregációt ösztönözte a közösségi helyeken és szolgáltatások során. Később ez a bírósági döntés kiegészült más közintézményekben, vagy közszolgáltatásoknál (így buszokon, éttermekben, színházakban, bíróságokon, fürdőkben és strandokon) alkalmazott megkülönböztetés alkotmányellenesnek nyilvánításában. A változás elkezdődött, ám főként az USA déli államaiban sok helyütt nem voltak hajlandóak alkalmazni az új szabályokat.

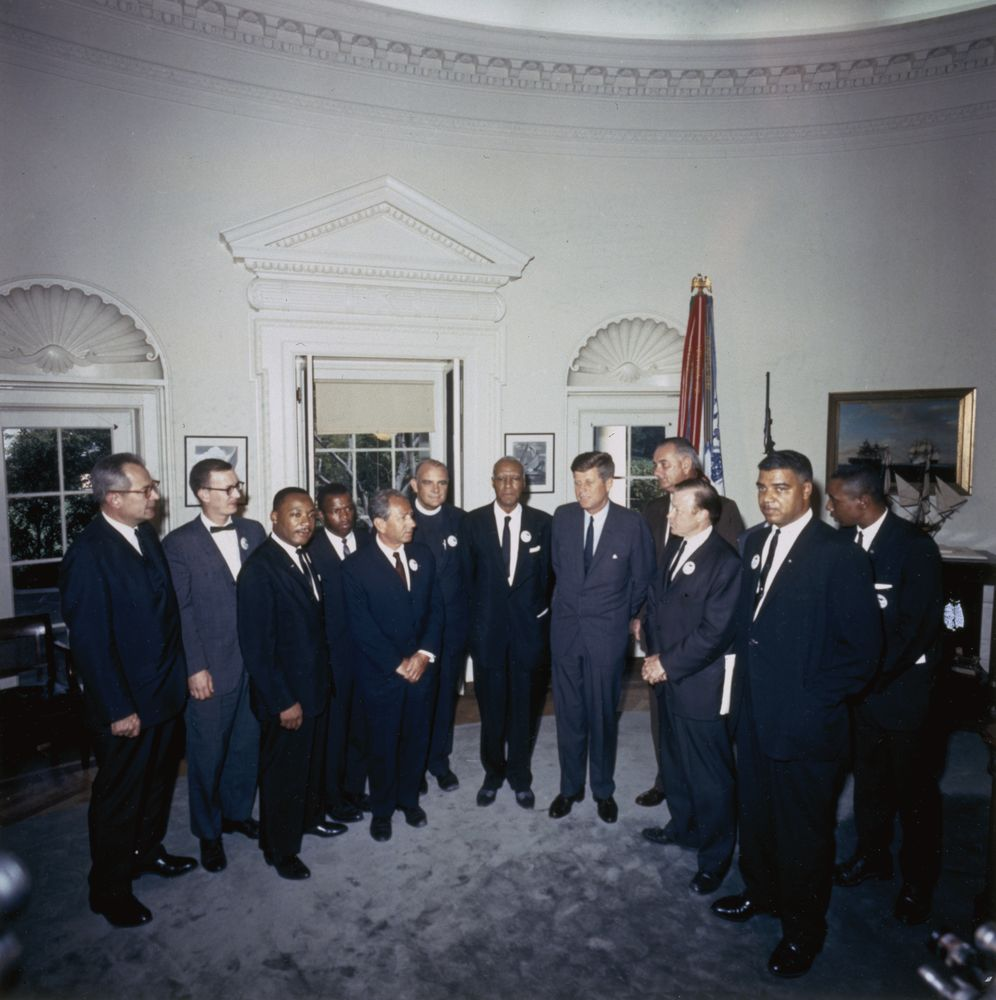
John F. Kennedy és Lyndon B. Johnson találkozik Martin Luther Kinggel és a Washingtoni Menet más vezetőivel a Fehér Házban

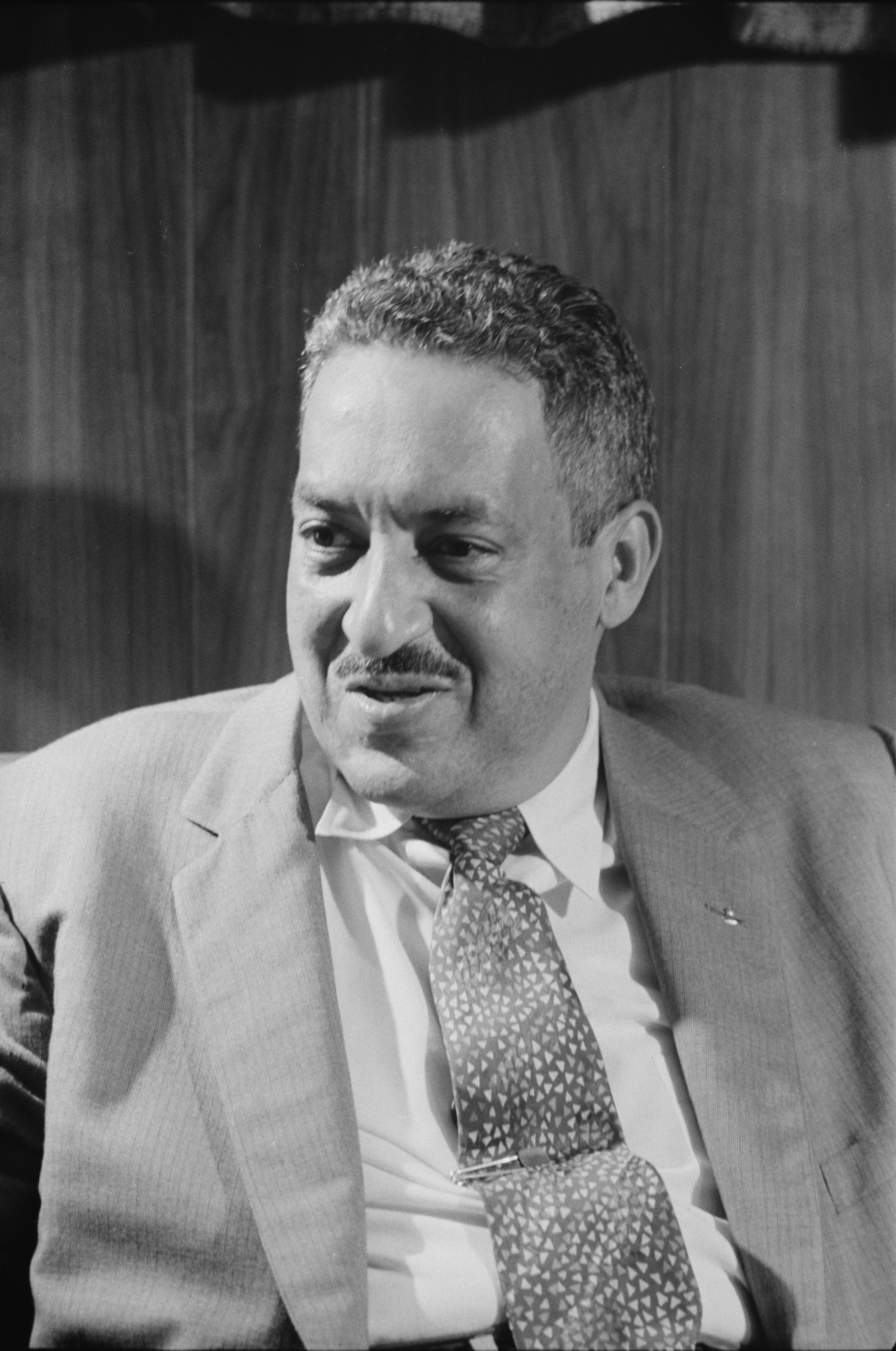
Thurgood Marshall

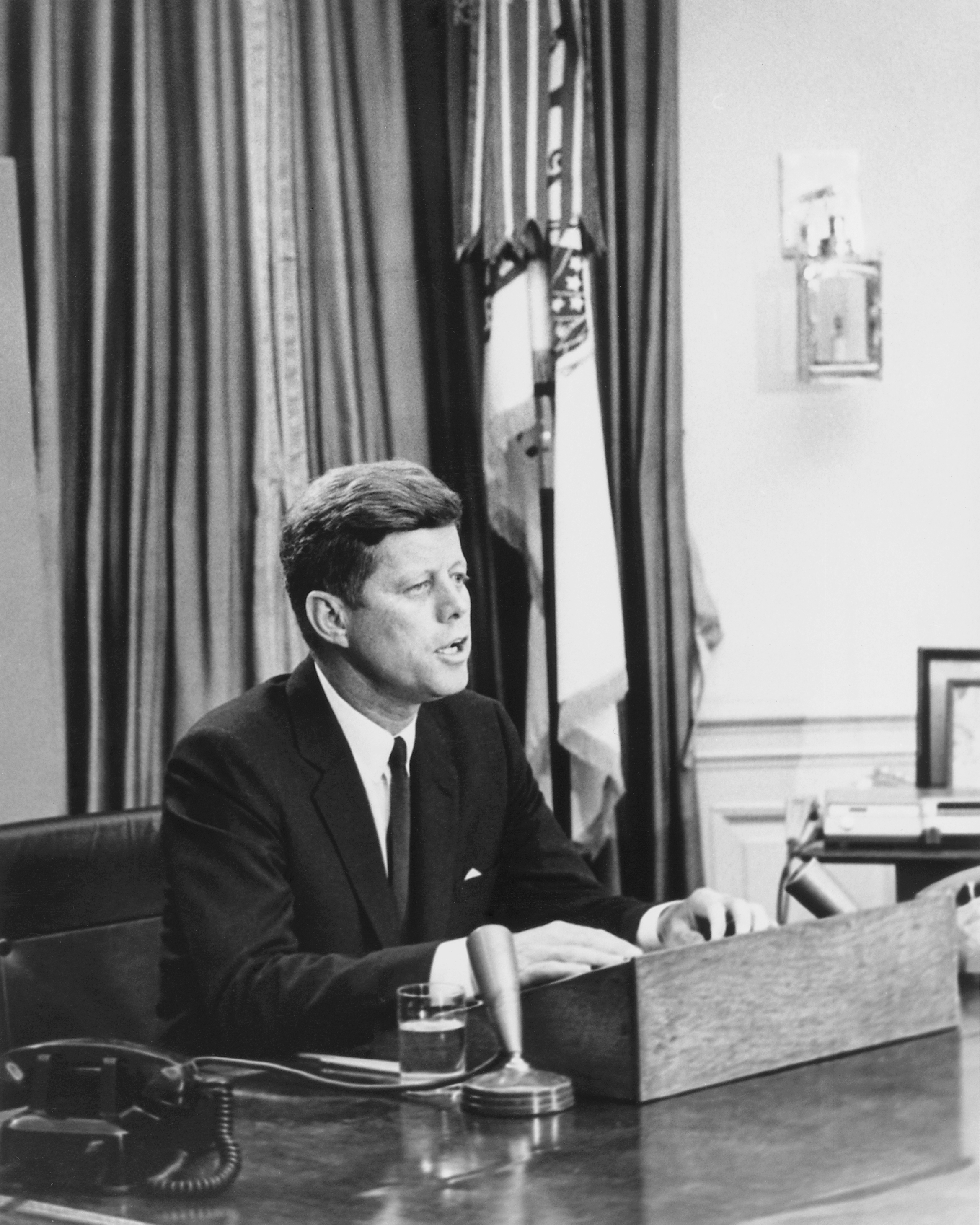
Kennedy televíziós beszédben jelenti be a polgári jogi kezdeményezését

Az elnökjelölti kampányában a leendő elnök is szót emelt a faji integráció mellett, olyannyira, hogy felhívta Coretta Scott Kinget, Martin Luther King feleségét, majd segített a férje börtönből való kiszabadulásában (akit éppen egy üzletben, a szegregációs szabályok megsértéséért tartóztattak le). King kiszabadítása további szavazatokat szerzett Kennedynek a színes bőrűek körében. Azonban amint hivatalba lépett, Kennedy le is lassította a kampányában tett, a faji megkülönböztetés elleni szabályozásra vonatkozó ígéretének beváltását tekintve, hogy a törvényalkotásban meghatározó konzervatív déli demokraták akadályozták volna ennek a folyamatát, így történészek elemzése szerint hiábavaló lett volna ilyen kezdeményezéseket tenni. Alternatívaként az elnök jónéhány színes bőrű tisztviselőt nevezett ki magas pozíciókba, mint például Thurgood Marshall polgári jogi aktivista ügyvédet a Fellebbviteli Bíróság tagjai közé.
Kennedy legközelebb az 1961-es State of the Union beszédében tett említést a polgári jogokról a következőképpen: „A némely honfitársunk alkotmányos jogainak megtagadása azok bőrszíne alapján – a szavazóhelyiségekben és másutt – zavarja a nemzeti öntudatot, és arra sarkall minket, hogy meghalljuk a világ véleményét, miszerint a demokráciánk nem működik egyenlően a szellemi örökségünk ígéretéhez méltón.” Azonban az elnök ekkor nem lépett tovább, mivel úgy hitte, hogy a polgári jogi mozgalmak alapvetően feldühítik a déli fehérek többségét és ez még jobban megnehezítené az erre irányuló törvények keresztülvitelét a Kongresszuson (köztük a szintén fontos szegénységellenes törvényekét), így egyelőre inkább távol tartotta magát a témától.
Abban, hogy Kennedy viszonylag passzív maradt ebben a nagy jelentőségű belpolitikai kérdésben, kormányának tagjai is közrejátszottak. Hogy az elnök olyan nagy jelentőségű témákra tudjon koncentrálni, mint a hidegháború, a Disznó-öböl, vagy Vietnam, testvére Robert elmondása szerint a kabinet tagjai „megpróbáltak az elnököt távol tartani ettől a polgári jogi mocsoktól”. Azonban az elnök elé vont védernyőt átütötték az egyre másra szerveződő mozgalmak, olyanok, mint például a Szabadság Utazók mozgalma (akik például egy szervezett mozgalmat indítottak délen, hogy a buszokon utazó feketék szándékosan megszegve a járművön érvényes feketékre vonatkozó hátrányos szabályokat, protestáljanak az ilyetén megkülönböztetés ellen). A mozgalmak sorozatban ütköztek fehér erőszakba, amely odáig fajult, hogy Kennedy végül szövetségi marshallokat volt kénytelen kivezényelni, hogy védjék meg a szabadság utazókat (viszont a katonaság bevetésétől továbbra is tartózkodott). Robert Kennedy közben a feketék körében próbálta hűteni a kedélyeket („Szálljanak le a buszokról, és hagyják az ügyeket békés módon rendeztetni a bíróságokkal!”), míg az elnök erősen tartott, hogy a még megbúvó, de jelenlevő „utált emlékek a rekonstrukció idejéből” és az azt megelőző polgárháborús érzelmek újra tüzet gyújtanak a déli fehérek soraiban.
Kennedy egyetlen komolyabb szabályozó lépése 1961-ben, egy elnöki rendelet volt (Nr. 10925), amelyben a kormányzati beszállítóknak feltételül szabta, hogy „tegyenek megerősítő lépéseket, hogy megbizonyosodjanak, hogy a jelentkezőket alkalmazzák, és az alkalmazottakat pedig a munka során mindenféle fajra, nemre, hitre, bőrszínre, vagy nemzetiségi hovatartozásra való tekintet nélkül kezelnek”. Ezzel a rendelettel egyben megalapította a Egyenlő alkalmazási lehetőségek elnöki bizottságát. A legfőbb polgárjogi aktivistának tekintett Martin Luther King azonban elégedetlen volt az elnök megkülönböztetés-ellenes lépései tekintetében, és társaival 1962-ben egy levelet intézett Kennedyhez, felhívva az elnököt, hogy az kövesse Abraham Lincoln nyomát, és a rendeletét használja jelzésként a polgári jogok érvényesítésére, és adjon közre egy Második egyenjogúsági proklamációt. Kennedy ezt azonban elutasította.
1962 szeptemberében újabb fordulatot vett a kérdés, amikor a Mississippi Egyetemen megtagadták, hogy James Meredith belépjen az iskolába. Válaszul Robert Kennedy főügyész 127 US Marshalt és 316 határőrt, illetve 97 büntetés-végrehajtási tisztet küldött oda. Az Ole Miss-lázadás néven elhíresült eset végül két halálos áldozatot követelt, további 300 sérültet hátra hagyva, ami arra sarkallta az elnököt, hogy 3000 rendfenntartó katonát küldjön ki a lázadások elfojtására. Mereditht később beengedték az iskolába míg Kennedy megbánta, hogy nem küldött előbb katonai erőt. Az esettel kapcsolatban azonban felmerült a gyanú, hogy azt nem a Kennedy által vélt polgárháború kori érzelmek szították, hanem a nyomozások arra mutattak, hogy a Ku-Klux-Klan a felelős a lázadásért. 1962. november 20-án aztán az elnök kiadta a 11063 számú rendeletét, amelyben megtiltotta faji megkülönböztetést bármilyen szövetségi épületben, vagy ahhoz kapcsolódó létesítményen belül.
Bonyolította a polgári jogi mozgalmakról alkotott képet, hogy az elnök és főügyész öccse gyanították, hogy King tiszteletes aktív kapcsolatot ápol kommunistákkal, és a két mozgalom összefügghet. Kingnek kapcsolata volt két ismert kommunistával, Jack O'Dellel és Stanley Levinsonnal, olyannyira, hogy King szervezetében a Southern Christian Leadership Conference (SCLC – Déli Keresztény Vezetői Konferencia) mindketten funkciót láttak el. Kennedy polgári jogi szakértőjén, Harris Wolfordon keresztül nyomást gyakorolt Kingre, hogy szakítson a két kommunistával, ám az csak O'Dell esetében hajlott az engedelmességre, Levinson esetében nem.
1963 ellentmondásosan kezdődött. Miközben Kennedy azt mondta Kinngel kapcsolatos gondolatait összefoglalva, „ha hosszú harcba bocsátkozunk a témában a Kongresszusban, az szűk keresztmetszetet teremt minden más törvény számára, és nem születik majd egy törvény sem”, öccse Robert és tanácsadója Ted Sorensen arra sarkallta az elnököt, hogy kezdeményezzen még többet a törvényhozási fronton. A nyári események aztán áttörést hoztak. George Wallace, Alabama állam kormányzója 1963. június 11-én elállta az Alabamai Egyetem bejáratát, hogy megakadályozzon két afroamerikai diákot Vivien Malone-t és James Hoodot a bejutásban, és csak akkor sikerült elmozdítani az ajtóból, amikor Nicholas Katzenbach helyettes főügyész, hátában az alabamai nemzeti gárdával félre nem állította. Kennedy aznap este tévébeszédet tartott, és felolvasta híressé lett Jelentés az amerikai népnek a polgári jogokról beszédét. A tévé és rádió által közvetített beszéddel elindította a polgári jogokról szóló törvénykezési folyamatot. Végül ez a lépés bizonyult forradalminak az ügyben. Ugyan a beszéd másnapján egy ezzel összefüggő ügyben Carl Albert képviselő egy törvényhozási kudarcról tájékoztatta az elnököt, mivel egy kétéves törvénykezési folyamat végén a déli államok konzervatív demokrata és republikánus képviselői leszavaztak egy szegénységellenes javaslatot (amelyet Kennedy úgy fogadott: „Igen, és nézzük csak meg, mi történt az előrelépésről szóló beszéd másnapján a Házban...de persze akkor is el kellett mondanom azt a beszédet, és örülök, hogy megtettem”), a közvélekedést képviselő New York Times megdicsérte az elnököt. Az elnöki kezdeményezés végül – már halála után – az 1964-es Polgárjogi törvény-ben öltött testet. Megfejelve az eseményeket, Wallace akciójának estéjén egy másik tragikus esemény is történt a polgári jogi küzdelmekkel összefüggésben: meggyilkolták Medgar Everst, az NAACP (National Association for Advancement of Coloured People – Nemzeti Szövetség a Szines Bőrű Emberek Fejlődéséért) egyik vezetőjét mississippi otthonában.
Két hónap múltán, 1963. augusztus 28-án újabb jelentős esemény történt. Egy több mint százezer fős menet gyülekezett Washingtonban. A March on Washington for Jobs and Freedom (Menet Washingtonba a munkáért és a szabadságért) néven említett megmozdulásban főként afroamerikaiak vettek részt, és itt mondta el King tiszteletes a „Van egy álmom” című beszédét. Kennedy tartva attól, hogy az eseménynek negatív hatása lesz a polgárjogi törvények kongresszusi folyamataira, elutasította a meghívást, hogy beszédet mondjon. Ugyanakkor nyilvánosságra hozott néhány részletet arról, hogy a kormánya (főként az Igazságügy Minisztériumon keresztül) hogyan támogatja többféleképpen is több százezer dollárral magát a menetet, vagy az azt szervező NAACP-t, vagy a Martin Luther King-féle SCLC-t. A demonstráció békés jellegére nagyon ügyeltek a szervezők. A beszédeket – bár mondanivalójuk gyújtó hangulatú volt – gondosan szerkesztették (amelyben az elnök is részt vett), de megegyeztek benne, hogy az időpontját szerdára időzítik, és az egész demonstráció délután 4 órára véget kell érjen. A kormányzat ezernyi rendfenntartó katonát vezényelt ki a kilengések megelőzésére. Kennedy King beszédét tévén követte végig, és lelkesedett annak mondanivalójáért. A menetet később a „kézben tartott tiltakozás diadalaként” minősítették, amelyet jól jelzett, hogy egyetlen letartóztatásra sem került sor a menettel kapcsolatban. A menetet követően a szervezők meghívást kaptak a Fehér Házba, és az elnökkel közös fotók készültek. Kennedy is úgy érezte, hogy az esemény számára is személyes győzelem volt, és támogatást adott a polgári jogi törvény vitájához a Kongresszusban.
Három héttel később, 1963. szeptember 15-én az események ismét negatív fordulatot vettek, bomba robbant a birminghami baptista templomban, amely megölt négy színes bőrű gyermeket, majd további kettő is halálos sérüléseket szenvedett az utána kitört lövöldözésben. A kiújult erőszak tükrében a törvénykezési folyamat is változásokon ment keresztül, amely veszélyeztette a polgárjogi törvények elfogadását. Kennedy a Fehér Házba hívta a kongresszusi vezetőket, és a következő napon az eredeti törvényjavaslat elegendő szavazatot kapott, hogy a házbizottságtól a Kongresszus elé kerüljön, mindenféle további indítvány nélkül. A javaslat republikánus oldalról is támogatást kapott, így elkerülhető volt az obstrukció a Házban. Végül a javaslatot Kennedy halála után Lyndon B. Johnson elnök vezényletével – és általa Kennedy emlékére hivatkozással – megszavazták, amely lehetővé tette az egyenlőséget a szavazati jogok, a közszolgáltatások, az oktatás, a munkavállalás és az igazságszolgáltatás területén egyaránt.

#### Szabadságjogok
1962 februárjában az FBI igazgatója, J. Edgar Hoover saját gyanúja alapján – miszerint Martin Luther King kommunistagyanús elemekkel (bizalmasokkal és tanácsadókkal) vette körül magát, és ilyen módon inkább tekinthető egy bajkeverőnek – jelentette az elnöknek, hogy a polgári jogi harcos veszélyt jelenthet. Az ezzel kapcsolatos aggodalmak miatt az FBI ügynököket állított Kingre, hogy megfigyeljék néhány hónapig. Robert Kennedy és az elnök is figyelmeztette Kinget, hogy hagyjon fel ezekkel a gyanús kapcsolatokkal. Miután King továbbra is fenntartotta ezen kapcsolatait, Robert Kennedy egy írásos engedélyt adott ki, hogy bepoloskázzák King és más Déli Keresztény Vezetői Konferencia-beli vezetők környezetét 1963 októberében.
Habár az ifjabb Kennedy „csak kipróbálásra és egy hónapra, vagy valami hasonló” adta ki az engedélyt a lehallgatásra, Hoover „nem tett béklyót” az embereire, hogy azok bármilyen területen bizonyítékok után kutassanak, majd a lehallgatás egészen 1966 nyaráig húzódott, és csak 1968-ban fedték fel nyilvánosan.

#### Bevándorlás
John F. Kennedy az elnökjelölti kampányában is zászlajára tűzte a bevándorlási politika megújítását, amelynek középpontjába a származás szerinti megkülönböztetés tilalmát állította (mivel a kérdés eredeti szabályozása óta drámaian megváltoztak a bevándorlás körülményei, és a korábbi európai bevándorlók helyett Latin-Amerikából és Ázsiából érkezett a legtöbb letelepedni szándékozó). Ezt a témakört a polgári jogok kibővítéséül szánta az elnök, ám a munkát már utóda fejezte be, amikor 1965-ben sikerült beiktatni egy új törvényt a bevándorlásról. Érdekesség, hogy éppen a néhai elnök öccse, Edward Kennedy vitte végig a Szenátuson a törvényjavaslatot.

#### Őslakosok ügyei
1960-ban elkezdődött a Kinzua-gát építése az Allegheny folyón, amely építés után kb. 4000 hektárnyi tározó jött létre a gát mögött az ottani területek elöntésével. A terület nagy része az irokéz indiánok egyik csoportjának a szeneka törzsnek a területén volt, amelyet egy 1794-es egyezmény biztosított számukra. A gátépítés nagyjából 600 szeneka kitelepítését vonta maga után. Kennedyt az American Civil Liberties Union szervezet szólította fel, hogy lépjen közbe az őslakos indiánok érdekeinek védelmében, és állíttassa le a projektet, ám az elnök ezt elutasította az áradásoknak a folyószabályozások általi megakadályozásának szükségességére hivatkozva (a gát építését éppen egy korábbi, Pittsburgh városát érintő komoly áradás miatt kezdték el). Ugyanakkor átérezvén az indiánok szorult helyzetét arra utasította a kormányhivatalokat, hogy segítsenek még nagyobb területekhez jutni az indiánokat, és segítsék a kitelepítéssel járó hátrányok ellentételezését.

#### Űrprogramok
Kennedy nevéhez fűződik a modern kor egyik legnagyobb technikai teljesítménye, a Holdra szállás megvalósítása (bár ennek végrehajtását már nem érhette meg). Az újdonsült elnök az Eisenhower adminisztrációtól egy vadonatúj és a hidegháború okán rendkívül felpörgetett űrtevékenységet vett át. Eisenhower elnök hivatali idején egy az elnök által bejelentett tudományos kísérletből (miszerint egy tárgyat juttatnak Föld körüli pályára) hirtelen a hidegháború egyik legfrekventáltabb frontvonala nyílt, amikor nem az amerikaiak, hanem a szovjetek juttattak először egy műholdat a világűrbe, a Szputnyik–1 képében. Ebből a teljesítményből fakadt Amerikában az ún. Szputnyik-krízis, amikor a közvélemény egyrészt félt, hogy most már orosz űrhajók járják a felettük elterülő eget, másrészt mihamarabbi visszavágást sürgetett mindenki. Eisenhower válaszul megalapította NASA-t (az erőfeszítések koncentráltabb kivitelezésére és a mihamarabbi válaszlépések reményében), és elindította a Mercury-programot. Szenátorként Kennedy ellenezte az amerikai űrprogramot és el akarta törölni.

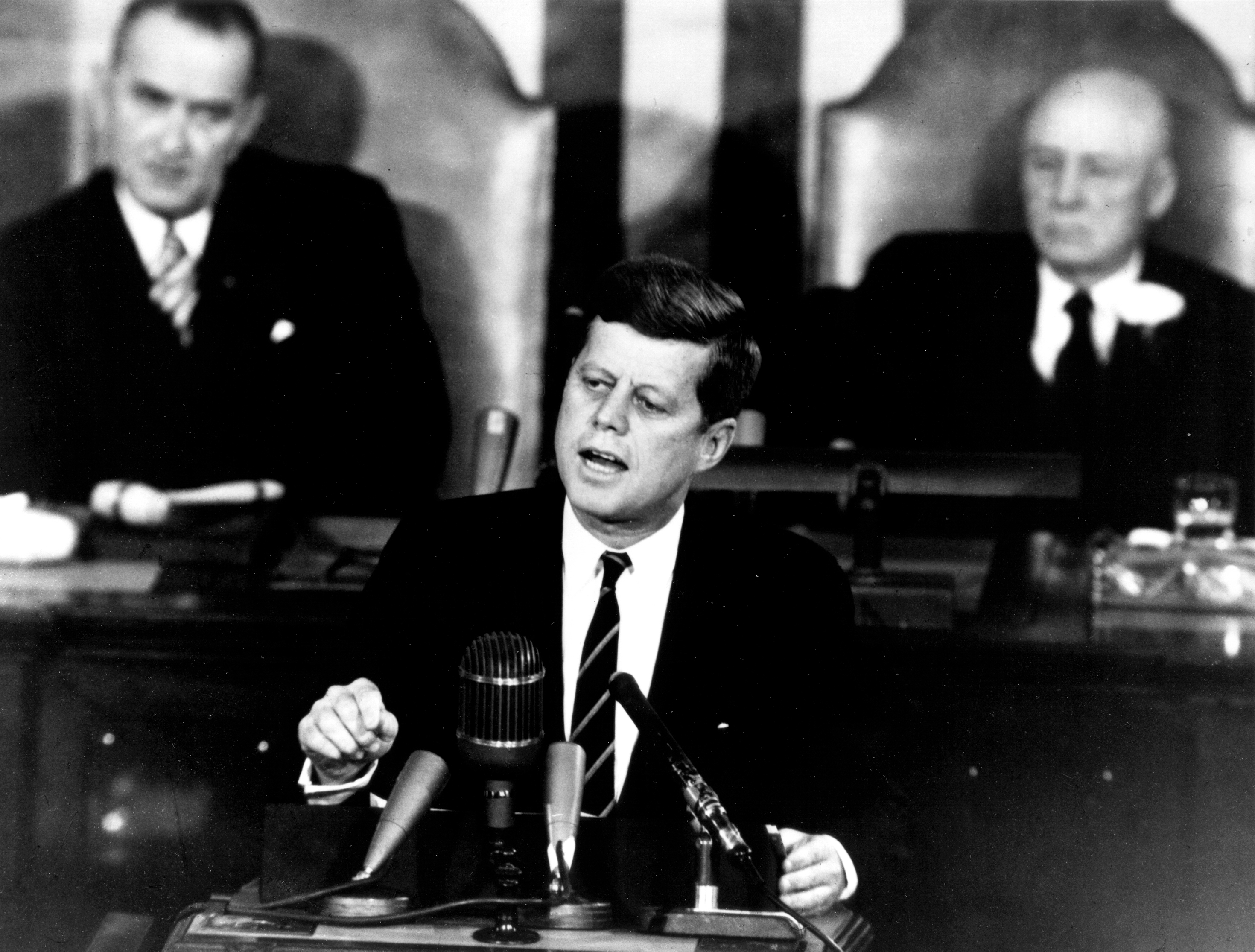
Az elnök bejelenti az Apollo-programot

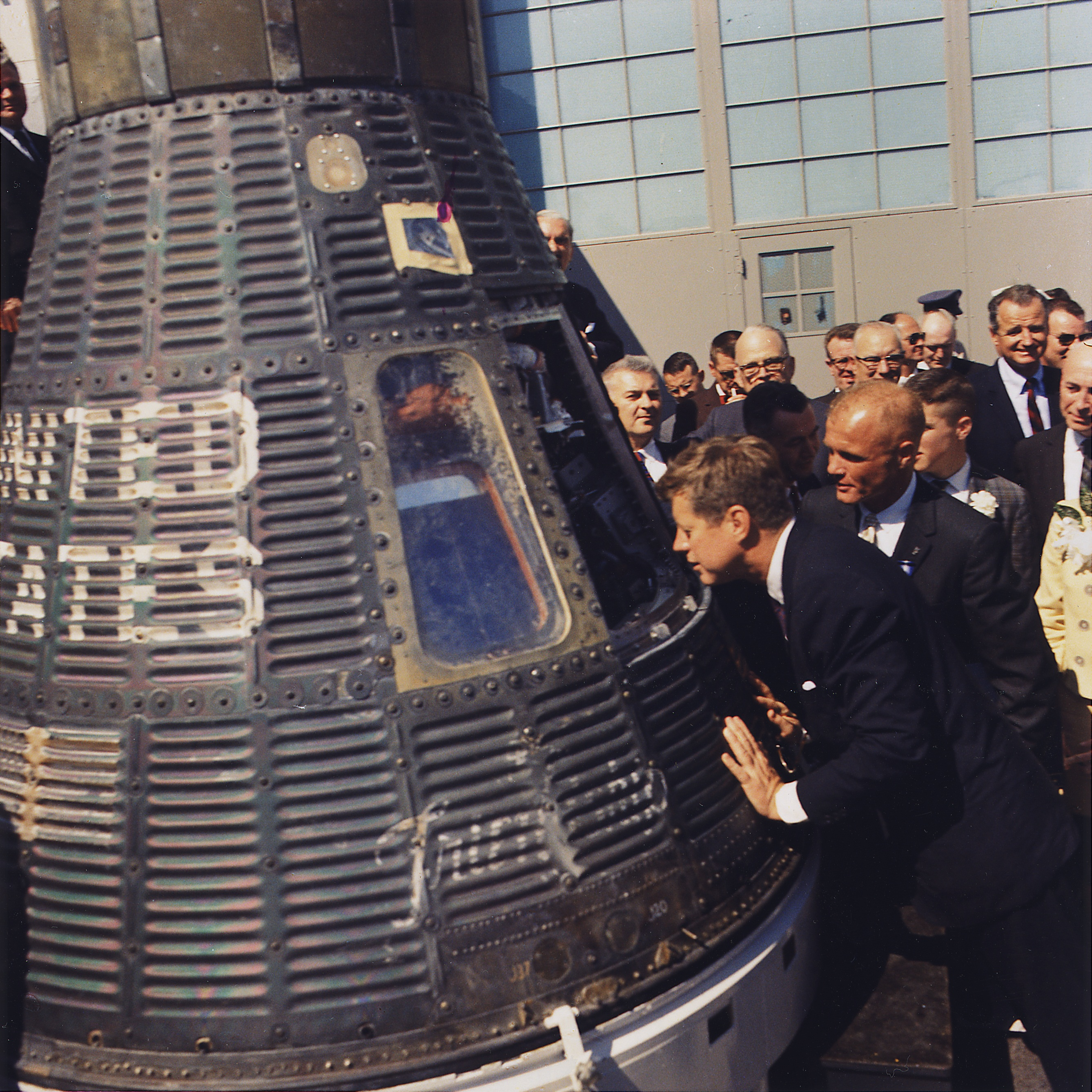
Az elnök John Glenn társaságában megtekinti a világűrt megjárt Friendship 7 űrkapszulát

Az Eisenhower adminisztráció örökségében tervek is szerepeltek a Mercury-program sikerét követő lehetséges folytatásra (mivel egyrészt az űrtevékenységgel nem akartak teljesen felhagyni, látva a rendkívüli szovjet aktivitást, másrészt kellett egy B-terv arra az esetre, ha a következő nagy célt, az ember űrbe juttatását is a szovjetek érik el előbb). Ebben egy Föld körül keringő űrállomás, illetve a hozzá közlekedő űrhajó(k) szerepelt(ek), alternatívaként pedig a Hold megkerülése, vagy éppen leszállás a felszínére. A NASA meg is kapta a feladatot, hogy részletesebben dolgozza ki a terveket, ám forrásokat – elsősorban Eisenhowernek az űrrepülésekhez való vonakodó hozzáállása miatt – nem kapott hozzá az űrhivatal.
Kennedy munkája a feladathoz rendelt szervezet felállításával kezdődött. Ehhez először maradásra bírta Eisenhower utolsó tudományos tanácsadóját, Jerome Wiesnert, és kinevezte az Elnöki Tudományos Tanácsadó Testület élére. Wiesner egyébként az emberrel végzett űrtevékenység nagy ellenlábasa volt, korábban rendkívül kritikus hangot ütött meg a Mercury-programmal kapcsolatban. Wiesner mellett politikai oldalon még egy személyt vont be az ügybe. Elérte, hogy a Kongresszus változtassa meg a Nemzeti repülési és űrhajózási törvényt, amely lehetővé tette számára, hogy a Nemzeti Repülési és Űrhajózási Tanácsban betöltött elnöki tisztségét alelnökére, Johnsonra delegálhassa. Johnson viszont – Wiesnerrel ellentétben – nagy támogatója volt az űrprogramoknak, még a szenátusi időkből, amikor Johnson tevékeny részt vállalt a NASA felállítása körüli törvényhozói munkából, így még ezirányú tudással is bírt (nem mellesleg pedig Kennedy ezzel elfoglaltságot is adott a politikailag is kotnyeles Johnsonnak). Kennedynek emellé kellett még egy, a politikában is jártas végrehajtó szereplő, a NASA élére. Tizenhét jelölt meghallgatása után Kennedy James Webbet választotta. Webb – aki később a tökéletes választásnak bizonyult – korábban Truman alatt szolgált mint költségvetési igazgató, majd államtitkár, jártas volt a washingtoni bürokráciában, a törvényhozás működésében, így egyszerre alkalmas volt, hogy elfogadtassa magát a Kongresszussal, az elnökkel és a közvéleménnyel.
Kennedy 1961 januárjában alternatívát nyújtott az űrversenyhez, amikor a State of the Union beszédében nemzetközi kooperációt ajánlott a világűrben (tompítandó a lemaradást, mivel a partnerség keretében nem lett volna kivel szemben lemaradni), ám Hruscsov ezt elutasította, mivel a szovjetek nem szerették volna felfedni a rakétafejlesztésekben elért eredményeiket. Ezidőtájt még Kennedy elképzeléseiben az űrtevékenység leépítése szerepelt, de halogatta ebbéli döntését az e tevékenységet lelkesen támogató Johson miatt, bár tanácsadói szerint az Apollo-program néven futó Eisenhowertől örökölt tervek költségei megfizethetetlenül magasnak látszottak, ami miatt a gazdasági érvek is a program leállítása mellett szóltak. Emellett ott volt még Kennedy tarsolyában a NASA menetrendje, mely szerint 1961 márciusában embert szállító űrhajó indulhat Cape Canaveralről, és ha ezzel sikerül megelőzni a szovjeteket, sikerülhet a visszavágás az űrversenyben a Szputnyikért az első ember világűrbe juttatásával (azonban Wernher von Braun, az embert szállító űrhajó rakétájának fejlesztője ragaszkodott még egy közbeeső próbához, a csimpánzzal végzett tesztrepülés elégtelen eredményei miatt, ami májusra tolta az első emberrel végzett repülést – sokan emiatt von Braunt hibáztatták, hogy Amerika elszalasztotta az elsőség lehetőségét).
Mindez azonban 1961. április 12-én egy csapásra gyökeresen megváltozott. A Szovjetunióból felbocsátották Jurij Gagarin Vosztok–1 jelű űrhajóját, amelyen az űrhajós egy Föld körüli keringést teljesített, és ő lett az első ember, aki megjárta a világűrt. Kennedy számára ez azt jelentette, hogy beigazolódtak az amerikai félelmek, miszerint az ország lemaradt a technológiai versenyben a Szovjetunió mögött. Tetézte a bajt, hogy a szovjetek egyből egy Föld körüli orbitális repülést mutattak be, amire az amerikaiak még nem voltak képesek (az első repülésen csak egy szuborbitális űrugrás szerepelt a tervekben). Így ezt a teljesítményt inkább kihívásnak tekintette, és elhatározta, hogy az USA-nak át kell vennie a vezetést a világűrt illető teljesítményekben a nemzetbiztonság, de sokkal inkább a nemzeti presztízs okán. Rövid gondolkodás és a Wernher von Braunnal történt egyeztetés után után április 20-án egy feljegyzést küldött Johsonnak, hogy szedje össze az űrprogramok státusriportját, és írja össze azokat a lehetőségeket, amelyeket a Kongresszusnak ajánlhat mint lehetséges megoldást.
1961. május 5-én a NASA sikerrel végrehajtotta Alan Shepard Mercury–Redstone–3 jelű szuborbitális repülését, amelyen egy amerikai űrhajós is átlépte az űr határvonalának számító Kármán-vonal 100 kilométer magasan meghúzott határát, és technikai értelemben is kijutott a világűrbe, amely egyfajta kárenyhítést jelentett a szovjetek teljesítményével szemben a közvélemény szemében. Eddigre Kennedy tanácsadói gőzerővel dolgoztak a megoldáson, és konszenzus született arról, hogy ebben a helyzetben a szovjetek csak úgy győzhetők le, ha valamilyen olyan célt választanak, amely messze túlhaladja az addigi teljesítményeket – mintegy anullálja azokat – és a szovjetek sem tudnak könnyen megoldást találni rá, mintegy újra az űrverseny startvonalához szólítva a feleket. Kennedy legközelebbi tanácsadója, Ted Sorensen a Holdra szállást támogatta ilyenként, és ezt javasolta az elnöknek.
Kennedy 1961. május 25-én állt a Kongresszus elé, és „Special Message to the Congress on Urgent National Needs” (Speciális üzenet a Kongresszusnak a sürgős nemzeti szükségszerűségekről) címmel mondott beszédet. Ebben a következő üzenetet nyilatkoztatta ki:
„Hiszem, hogy ennek a nemzetnek el kell kötelezni magát, hogy teljesítse a célt, mielőtt ez az évtized véget ér, hogy embert juttassunk a Holdra és biztonsággal vissza is hozzuk a Földre. Nincs olyan űrprogram ebben az időszakban, amelyik expresszívebb lenne az emberiség számára, vagy fontosabb lenne a világűr hosszútávú felfedezésében, és olyan sincs, amelyet nehezebben, vagy drágábban lehetne megvalósítani.”
A Kongresszus megadta a felhatalmazást a NASA Apollo-programjának elindítására, és forrásokat is biztosított hozzá. Nem sokkal később, mivel a szakemberek részéről felmerült egy kiegészítő űrprogram szükségessége, amellyel – korábbi tapasztalat híján – igazolják, hogy a Holdra szálláshoz szükséges űrműveletek (űrrandevú és űrhajók dokkolása, űrséták, manőverezhető űrhajóval történő precíziós navigáció) egyáltalán lehetséges, elindítottak egy párhuzamos programot, a Gemini-programot. A Kongresszus által biztosított anyagi forrásokkal pedig James Webb irányításával a NASA hozzálátott a holdrepülések földi infrastruktúráját megteremtő beruházásoknak, így létrehozva Cape Canaveralon az addig használt légierőbázis mellett egy új űrközpont – a Kennedy halála után tiszteletből éppen róla elnevezett Kennedy Űrközpont –, illetve a földi irányítás számára szolgáló houstoni Manned Spaceflight Center létrehozását. Utóbbi Űrközpontot a texasi Houstonban állították fel, egy a Rice Egyetem által adományozott földterületen. Kennedy az alapkőletételkor meg is ragadta az alkalmat, hogy az Egyetemen beszédet mondjon 1962. szeptember 12-én, a következő üzenettel:
„Egyetlen nemzet sem, amely azt várja el magától, hogy más nemzetek vezetője legyen, egyetlen nemzet sem maradhat le ebben az űrversenyben...Úgy döntöttünk, a Holdra szállunk, Ügy döntöttünk a Holdra szállunk [félbeszakítja a taps], úgy döntöttünk a Holdra szállunk ebben az évtizedben és más dolgokat is megteszünk, nem azért, mert ezek könnyűek lennének, hanem éppen azért mert nehezek, mivel ez a cél fog szolgálni legjobb energiáink és képességeink szervező erejeként, mivel ez az a kihívás, amelyet el kívánunk fogadni, az amelyet nem akarunk halogatni, és az amiben elhatároztuk, hogy győzünk...”
1962 november 21-én a kabinet és a NASA vezetői, köztük James Webb részvételével tartott ülésen Kennedy kinyilvánította, hogy a holdrepülés az ország nemzetközi presztízse miatt a legfontosabb (miközben Johnson hozzátette, hogy az űrprogramok tapasztalatai katonai célból is értékesek lehetnek), majd biztosította a főigazgatót, hogy a költségek fedezetét megteremtették. Az Apollo-program költségeit ekkor 40 milliárd dollárra becsülték (2020-as áron ez 342,2 milliárd dollár).
1963 szeptemberében Kennedy az ENSZ közgyűlése előtt beszélt, és ismét nemzetközi kooperációt sürgetett az amerikaiak és a szovjetek között, különösképpen kihangsúlyozva, hogy az Apollonak egy „közös holdexpedíciónak” kellene lennie. Hruscsov elutasította a felhívást – mivel már maguk is a saját holdprogramjukat tervezték –. A NASA-n belül egy évtizedig a „Moon, Man, Decade” (Hold, Ember, Évtized) jelmondat vezérelte az erőfeszítéseket, a köztudatban az Apollo–program másik neve pedig „Kennedy álma” volt, amelyet Johnson a saját elnöksége alatt lelkesen vitt végig, míg Nixonnak idő hiányában már nem volt értelme megszakítani. 1969. július 20-án – hat évvel Kennedy halála és kilenc évvel a program meghirdetése után az Apollo–11 űrhajóval Neil Armstrong és Buzz Aldrin sikeresen leszállt a Holdon, majd két nap múlva haza indulva visszatértek a Földre.

### A Kennedy kabinet és egyéb kinevezések

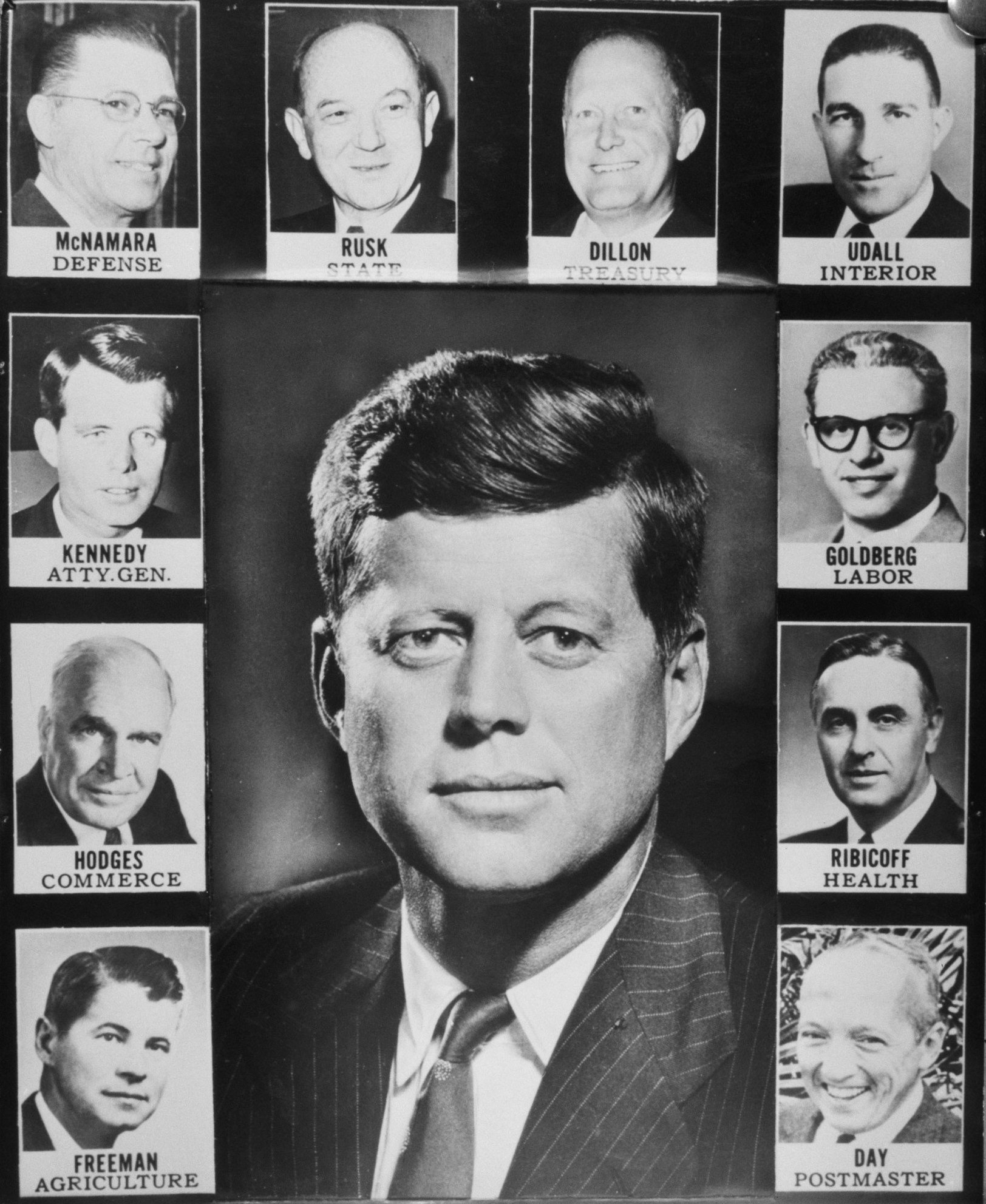
John F. Kennedy és kabinetjének tagjai

| Megnevezés                                 | Név                   | Hivatali idő |
| ------------------------------------------ | --------------------- | ------------ |
| Elnök                                      | John. F. Kennedy      | 1961–1963    |
| Alelnök                                    | Lyndon B. Johnson     | 1961–1963    |
| Külügyminiszter                            | Dean Rusk             | 1961-1963    |
| Pénzügyminiszter                           | C. Douglas Dillon     | 1961–1963    |
| Hadügyminiszter                            | Robert McNamara       | 1961–1963    |
| Főállamügyész                              | Robert Kennedy        | 1961–1963    |
| Főpostamester                              | J. Edward Day         | 1961–1963    |
| Főpostamester                              | John A. Gronouski     | 1963         |
| Belügyminiszter                            | Stewart Udall         | 1961–1963    |
| Mezőgazdasági miniszter                    | Orville Freeman       | 1961–1963    |
| Kereskedelmi miniszter                     | Luther H. Hodges      | 1961–1963    |
| Munkaügyi miniszter                        | Arthur Goldberg       | 1961–1962    |
| Munkaügyi miniszter                        | W. Willard Wirtz      | 1962–1963    |
| Egészségügyi, oktatási és jóléti miniszter | Abraham A. Ribicoff   | 1961–1962    |
| Egészségügyi, oktatási és jóléti miniszter | Anthony J. Celebrezze | 1962–1963    |

#### Legfelsőbb Bírósági kinevezések
Az elnök a Legfelsőbb Bíróság tagjai közé két bírát, Byron White-ot és Arthur Goldberget nevezte ki 1962-ben.

#### Egyéb bírósági kinevezések
A két főbírói pozíció mellett Kennedy 21 bírát nevezett ki a Fellebbviteli Bíróság soraiba, továbbá a kerületi bíróságok tagjai közé még másik 102 főt ültetett.

## Meggyilkolása

### A dallasi merénylet

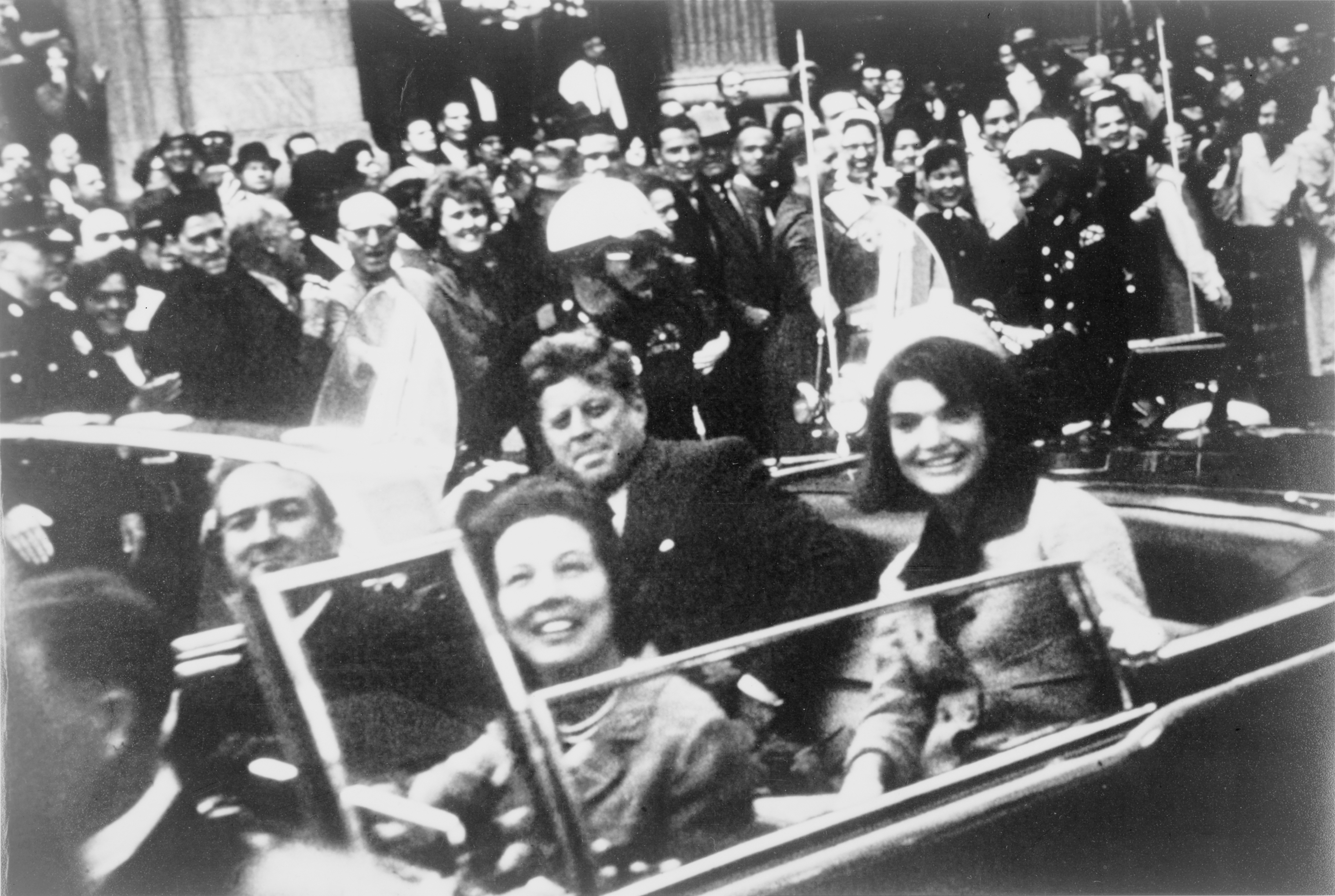
Kennedy autókonvoja halad a végkifejlet felé

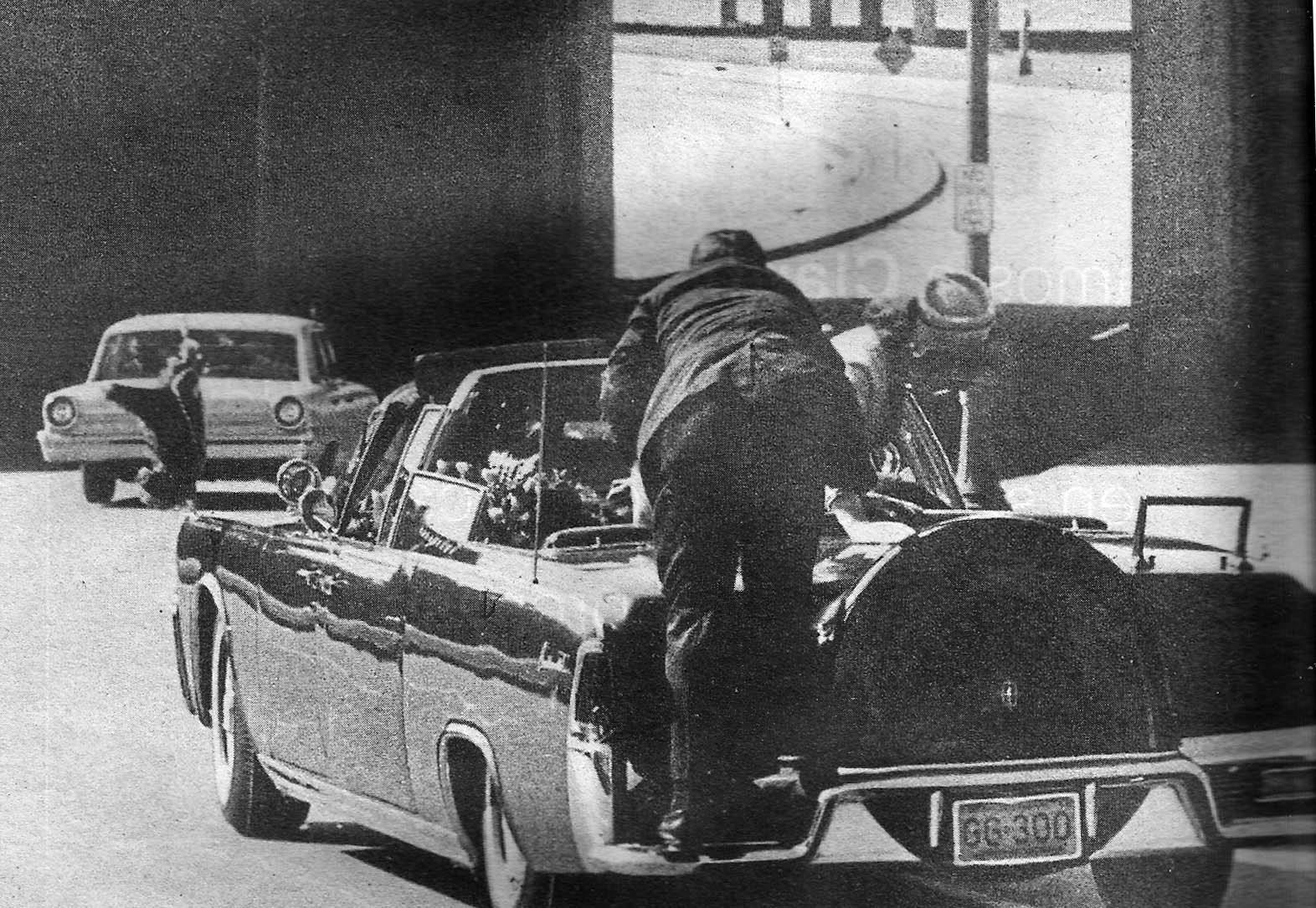
A lövés utáni kavarodás pillanatai

John F. Kennedyt végül utolsónak bizonyult utazása Texasba vitte, ahol előbb San Antonióban, majd Houstonban, utána Fort Worthben találkozott a helyi üzleti és politikai élet prominenseivel, végül pedig Dallasba látogatott. Látogatásának kettős célja volt: megkezdvén az 1964-es újraválasztási kampányát, támogatókat kívánt gyűjteni a déli államban, illetve el szerette volna simítani az állam demokrata vezetői (Ralph Yarborough, Don Yarborough és John Connally kormányzó) közötti feszültségeket a hatékonyabb politikai munka érdekében. Az elnöki vizitet 1963 júniusában vetette fel ötletként Lyndon B. Johnson alelnök, majd magát a látogatást 1963 szeptemberében jelentették be. A Kennedyt Dallasban szállító autókonvoj útvonalát november 18-án véglegesítették, és hamarosan közzé is tették, hogy minél több ember üdvözölhesse a városba látogató vezetőt.
Az elnök az Air Force One fedélzetén érkezett Fort Worthből a Dallas-Love repülőtérre egy nyúlfarknyi repülés után, ahonnan az előzetesen kiadott program szerint egy autókonvojjal hajtottak Dallas belvárosába a Dallas Trade Mart épületébe, ahol a meghívottak várták az elnököt. Az autókonvoj második tagja volt az elnök Lincoln Continental kabriója (amelyet éppen azért választottak, hogy minél közvetlenebbül tudja üdvözölni az odasereglett érdeklődőket az elnök, illetve azok minél könnyebben megpillanthassák és integethessenek neki), ebben foglalt helyet az elnöki pár, illetve a Connally házaspár, a vendéglátó állam kormányzója. Két kocsival hátrébb, szintén nyitott gépkocsiban érkezett Johnson alelnök a feleségével. Az útvonal szerint a repülőtérről átvágtak volna a város külvárosi régióján, beérve a belvárosba pedig a Main Streeten, majd a Houston Streeten át, befordulva az Elm Streetre, majd onnan a Dealey Plazára, hogy elérjék a Stemmons Freewayn a Dallas Trade Martot.
Amikor a menet elérte a Dealey Plazat, Nelly Connally lelkesülten kérdezte az elnök a nagyjából 150-200 ezresre becsült tömeg láttán az elnököt, „Elnök úr, nem mondhatja, hogy Dallas nem szereti Önt”, amire Kennedy annyit válaszolt, „Nem, tényleg nem mondhatom” – ezek voltak az utolsó szavai. Az autók helyi idő szerint 12:30-kor éppen elhagyták az út mentén álló, hatemeletes Tankönyvraktár épületét, amikor lövések dördültek – a hivatalos verzió szerint – szám szerint három lövés. (A nézőseregből kikérdezettek 80%-a három lövést hallott, bár először nem is hitték, hogy azok lövések, inkább az ünnepet emelendő tűzijáték petárda durranásnak vélték. Az egyik lövés előbb a hátán találta el Kennedyt, amelynek golyója végül a torkán lépett ki, majd egy másik lövés kisvártatva fejen találta az elnököt, vérrel, csontszilánkokkal és agyának darabjaival terítve be az autó utasterét. A káoszban megsérült Connally kormányzó is, majd miután Kennedy egyik testőre felugrott az autóra, az nagy sebességgel elhajtott a helyszínről, és a Parkland Memorial Kórházba vitte a halálosan megsérült elnököt. A sérülések olyan komolyak voltak, hogy a kórház orvosai 13:00-kor – bár eleinte nem merték bejelenteni a hírt – halottnak nyilvánították az Egyesült Államok 35. elnökét.
A Fehér Ház szóvivőjén keresztül 13:33-kor jelentette be hivatalosan az elnök halálhírét. 14:00-kor – némi, a boncolást illető vitát követően – Kennedy holttestét elvitték a Parkland kórházból, és az Air Force One-ra vitték, ahol néhány sor ülés kiszerelésével az utastérben helyezték el. 14:38-kor Lyndon B. Johnson alelnök felesküdött és a jelen levő szövetségi bíró beiktatta őt az Egyesült Államok 36. elnökeként (emblematikus momentumként Jackie Kennedy állt mellette az eskütétel alatt, még mindig a férje vérétől foltos kiskosztümjében)).)

### Nyomozás és annak ellentmondásai

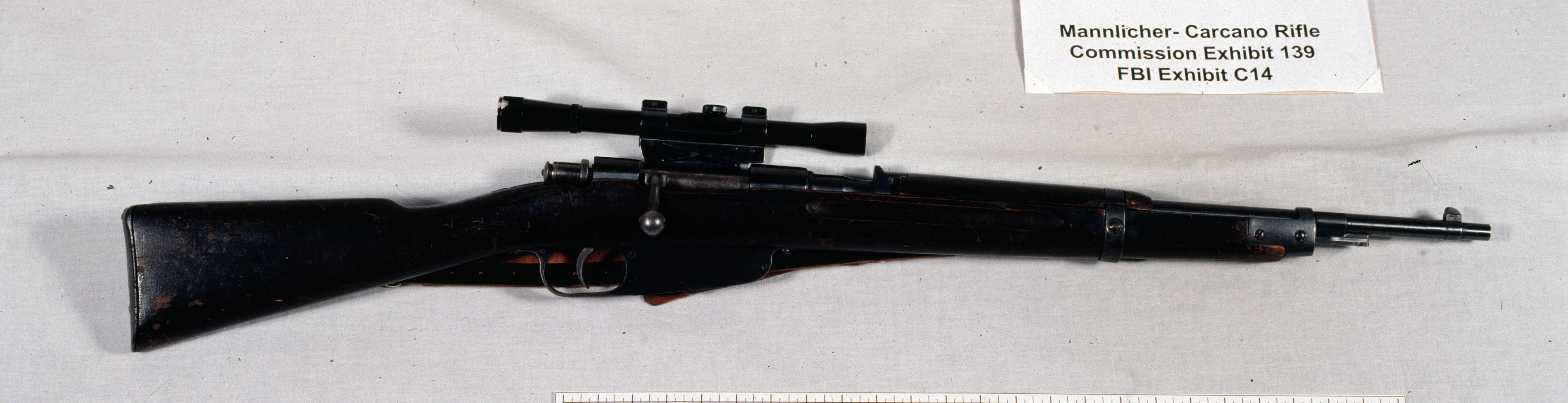
Carcano M91/38 puska, a bizonyítékként lefoglalt gyilkos fegyver

A gyilkosságot követő felfordulásban azonnal megkezdődött a nyomok és a tettesek felderítése a jelenlevő rendőrtisztek, testőrök és titkos ügynökök részéről. Elsőként az út mellett elterülő nagy füves domb és az azon álló kőkerítés került az érdeklődés középpontjába – különösen úgy, hogy az egyik néző füstpamacsokat látott felszállni a kerítés mögül közvetlenül a lövéseket követően –, ám ott semmilyen lövészt, vagy fegyvert, esetleg töltényhüvelyt nem találtak. Az első használható nyomot Howard Brennan vízvezeték-szerelő szállította, aki a Tankönyvraktár közelében ült az utcán az elnököt várva, és azt állította, hogy ő a felette levő emeletekről hallotta a lövéseket. A rendőrök azonnal bementek az épületbe, ahol két ott dolgozó is azt mondta, hogy ők is a fejük feletti emeletekről hallották a lövéseket. A rendőrség lezárta az épületet, és az ötödik emeleten találtak egy Carcano M91/38 jelű puskát. Közben jelentette az intézmény vezetője, hogy egyik alkalmazottjuk, Lee Harvey Oswald eltűnt. A rendőrök rádión azonnal közreadták Oswald személyleírását mint lehetséges gyanúsítottét.
A kiadott körözés eredményeként J. D. Tippit rendőrtiszt megpillantotta Oswaldot a tetthelytől messzebb egy járdán valahová sietni és megállította. Szóváltás alakult ki közöttük, majd Oswald a nála levő pisztollyal négy lövéssel lelőtte a rendőrtisztet, majd elfutott. A gyilkosságot követően Oswald megpróbált elvegyülni, erre a legjobbnak azt látta, ha a Texas Theatre moziba fizetés nélkül beszivárog, ám éppen ezzel vonta magára a figyelmet. A jegyszedők észrevették, és kihívták a rendőrséget. A kiérkező rendőrök letartóztatták Oswaldot, egyelőre „csak” Tippit rendőrtiszt megölésének vádjával. Időközben a Tankönyvraktárnál is gyűltek a lehetséges bizonyítékok Oswald ellen (a megtalált puskát olyanként azonosították, mint amilyen tölténnyel lelőtték Kennedyt, majd Oswaldot is összefüggésbe tudták hozni a puskával), így végül az elfogott rendőrgyilkost megvádolták Kennedy megölésével is, bár ő ezt is és a rendőrgyilkosságot is hevesen tagadta.
Letartóztatása után a dallasi rendőrségen tartották fogva Oswaldot, és megkezdődött kihallgatása (valamint a bűntény helyszínén a nyomok rögzítése és a tárgyi bizonyítékok begyűjtése), amelyet a helyi rendőrség egyik tisztje vezetett, de időlegesen az FBI, vagy a titkos rendőrség egy-egy ügynöke is jelen volt. Később az ezeken a kihallgatásokon készült jegyzetekből állt össze a rendőrség és az FBI jelentése, amely kiegészülve a begyűjtött bizonyítékokkal, Oswaldot nevezte meg a Kennedy-gyilkosság tetteseként.
1963. november 24-én 11:21-kor Oswaldot megpróbálták átszállítani a rendőrségi fogdából a megyei börtönbe, ám ekkor egy helyi bártulajdonos, Jack Ruby fegyverrel rontott rá Oswaldra és élő egyenes tévéadásban lelőtte a gyanúsítottat, aki a Parkland Kórházba szállítását követően belehalt sérülésébe.

#### Film, audio- és fényképfelvételek a gyilkosságról
A Kennedy-menetet egyetlen tévé-, vagy rádiótársaság sem közvetítette egyenesben, és hivatalos felvételek sem készültek, mivel az újságírók zömében a Trade Martnál várták az elnök érkezését, illetve aki a menettel tartott, az lemaradva követte az elnököt.
Az elnökre várakozó tömegből összesen 32 amatőr fotóst és filmest azonosítottak, akiknek a felvételeit felhasználták a nyomozás során. ezek közül kiemelkedik Abraham Zapruder, aki 8 mm-es filmfelvevővel készített egy összesen 26,6 másodperces felvételt, amely később a Zapruder-film néven vált közismertté, és Kennedy menetének éppen azokat a pillanatait mutatja, amelynek során a lövések eldördültek, és az elnököt halálos lövések érték. A nyomozó szervek ezt a filmet használták kockáról kockára kielemezve az eseménysor rekonstrukciójához. Később a Life magazin is közzétett a film kimerevített kockáiból néhányat a merénylet illusztrálásához. (1999-ben egy bíróság 16 millió dolláros díjat ítélt meg Zapruder örököseinek azért, hogy a felvétel a Nemzeti Archivum tulajdonába került). Zapruder felvételén kívül még Orville Nix filmfelvétele és Charles Bronson fotós képei örökítették meg a lövések pillanatait, bár mindketten távolabb álltak, mint Zapruder. Rajtuk kívül Robert Hughes, F. Mark Bell, Elsie Dorman, John Martin Jr., Patsy Paschall, Tina Towner, James Underwood, Dave Wiegman, Mal Couch és Thomas Atkins készített filmfelvétel a Dealey Plaza környékén, illetve többen fotókat készítettek ugyanitt. Az egyetlen profi fotós Ike Altgens volt, az AP fényképésze, aki nem a sajtó járműveiben követte a konvojt, hanem kívülről tudott fényképeket készíteni.
Hangfelvételek kizárólag a rendőrségi csatornákon történő forgalmazás rögzítésével készültek, amelyek közül az egyik sáv volt az, amelyen a menetből elhangzó rádióbeszélgetéseket forgalmazták és rögzítették, ám ezeken lényegében csak az első kocsiban helyet foglaló rendőrfőnöknek a közlései hallatszanak, ahogy a menet haladásáról, az egyes tájékozódási pontok bemondásával számol be.

#### Warren-bizottság

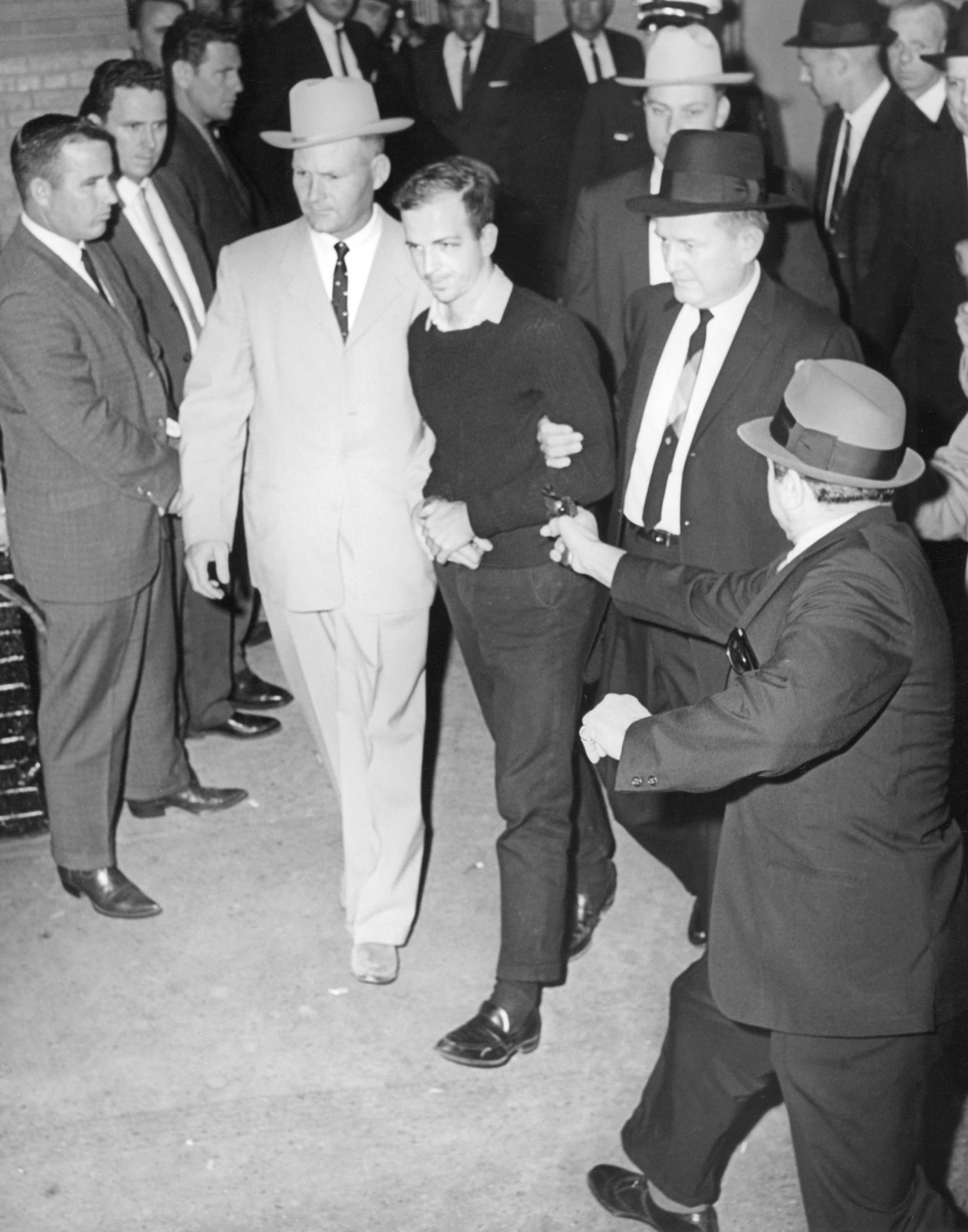
Lee Harvey Oswald, az elnök elleni merénylet „egyedüli elkövetője”

1963. november 29-én Johnson elnök elrendelte a President's Comission on the Assassinaion of President Kennedy bizottságot (Kennedy Elnök Meggyilkolása Tárgyában Felállított Elnöki Bizottság), vagy a köznyelvben annak vezetője után elterjedt néven Warren-bizottság szervezetet, melynek feladata az elnök elleni merénylet kivizsgálása és hivatalos eredmény publikálása volt. A bizottság vezetője Earl Warren, a Legfelsőbb Bíróság főbírája volt (róla kapta népszerű nevét a bizottság) és képviselők, egy későbbi elnök (Gerald Ford), a CIA feje (Allen Dulles), vagy a Világbank korábbi igazgatója (John J. McCloy) voltak a további tagjai. Az elnök később közzétett telefonbeszélgetéseinek leiratai szerint sok vezető tisztségviselő ellenezte, hogy ilyen bizottság alakuljon, míg a bizottságba jelölt tagok közül többen is vonakodva vettek részt a munkában.
A bizottság 1964. szeptember 24-én adta át 888 oldalas jelentését Johnsonnak, aki három nap múltán tette közzé azt. A jelentés 13 pontban foglalta össze a megállapításait, amelyek közül a legfőbbek a következők voltak:
- összesen három lövés dördült, amelyek közül egy a hátán találta el Kennedyt, majd a torkán lépett ki, és még megsebesítette a kocsiban az elnök előtt ülő Connally kormányzót is, egy másik fejen találta az elnököt, halálos sebet okozva, míg a harmadik lövedék célt tévesztett (és a lövedék elveszett). Ez a megállapítás érdekes kontrasztban áll az FBI jelentésével, amelyik szerint mindhárom lövés talált, kettő Kennedyt, a harmadik pedig Connallyt.
- mindegyik lövés a Tankönyvraktárból érkezett, és nincs bizonyíték rá, hogy máshonnan is (pl. a füves dombról) is tüzelt volna valaki
- a lövéseket Lee Harvey Oswald adta le, majd Jack Ruby lelőtte Oswaldot
- nincs rá bizonyíték, hogy a merénylet mögött bármilyen összeesküvés állt volna, mind Oswald, mind Ruby magányos elkövető volt.[299]

Sajnos a bizottság jelentése nem zárta le megnyugtatóan az ügyet. Maguk a vonakodó tagok is azzal a fenntartással éltek, hogy a jelentés inkább szül újabb vitákat, mintsem segítené a konszenzust, amely félelem később megalapozottnak bizonyult. Tanúvallomások és bizonyítékok nem, vagy nem kellő súllyal történő figyelembe vétele miatt többen vitatták a bizottság megállapításait. A Warren-bizottság összes feljegyzését és dokumentumát később, még 1964-ben a Nemzeti Arhivumban helyezték el, és 75 évre titkosították (hivatalosan azért, hogy „szolgáljon védelmül [ez az idő] azon ártatlan személyek számára, akik egyébként valamilyen hátrányt szenvednének el a résztvevőkkel való kapcsolatuk miatt”). Később két törvény is feloldotta ezt a titkosítást.

#### Viták, összeesküvés-elméletek
Több elmélet is létezik a történésekkel kapcsolatban. Van, aki elfogadja a Warren-jelentés eredményeit, mások elutasítják őket a felületes vizsgálatra és a nyilvánvaló tények figyelmen kívül hagyására hivatkozva. A közvélemény szerint Oswald nem lehetett magányos merénylő, hanem egyes vélekedések szerint többen is tüzeltek Dallasban, más vélemények szerint Oswald mögött szervezett összeesküvés állt, amely kioltotta az elnök életét. Amerika lakosságának nagy része ma is hisz egy lehetséges összeesküvésben, amelyet közvélemény-kutatások támasztanak alá a népesség 60-80%-ra teszik azon véleményeket, amelyek szerint Kennedy összeesküvés áldozata lett. A gyanú Castrót, a kubai emigránsokat, a maffiát, a KGB-t, a CIA-t, valamint Lyndon B. Johnsont, vagy ezek valamilyen kombinációját nevezi meg, mint lehetséges felbújtót és az összeesküvésért felelőst.
A téma olyannyira élő volt az amerikai közbeszédben, hogy jóval Kennedy halála után is voltak vizsgálatok ez ügyben. 1979-ben felállították az U.S. House Select Committee in Assassination (Az USA különleges házbizottsága a merénylet ügyében) kongresszusi különbizottságot, amely megállapította, hogy „Kennedy valószínűleg egy konspiráció eredményeként lett merénylet áldozata”, mindamellett, hogy a bizottság nem tudott másik merénylőt megnevezni, vagy az összeesküvés kiterjedtségét meghatározni. A Gallup még 2013-ban is végzett egy felmérést az amerikaiak körében, hogy azok hogyan vélekednek a merényletről, és az emberek 61%-a mondta azt, hogy Kennedy konspiráció áldozata lett, és 74%-a mondta, hogy az igazságot elkendőzték. Carl M. Brauer történész azzal árnyalta a képet, hogy a konspirációs hit erős jelenléte inkább pszichológiai jelenség, miszerint „a merénylettel kapcsolatos képzelgések Kennedy halálának pszichológiai tagadását indikálják, egy tömegkívánságot … hogy csináljuk vissza”.

## Temetése

### A gyászszertartás

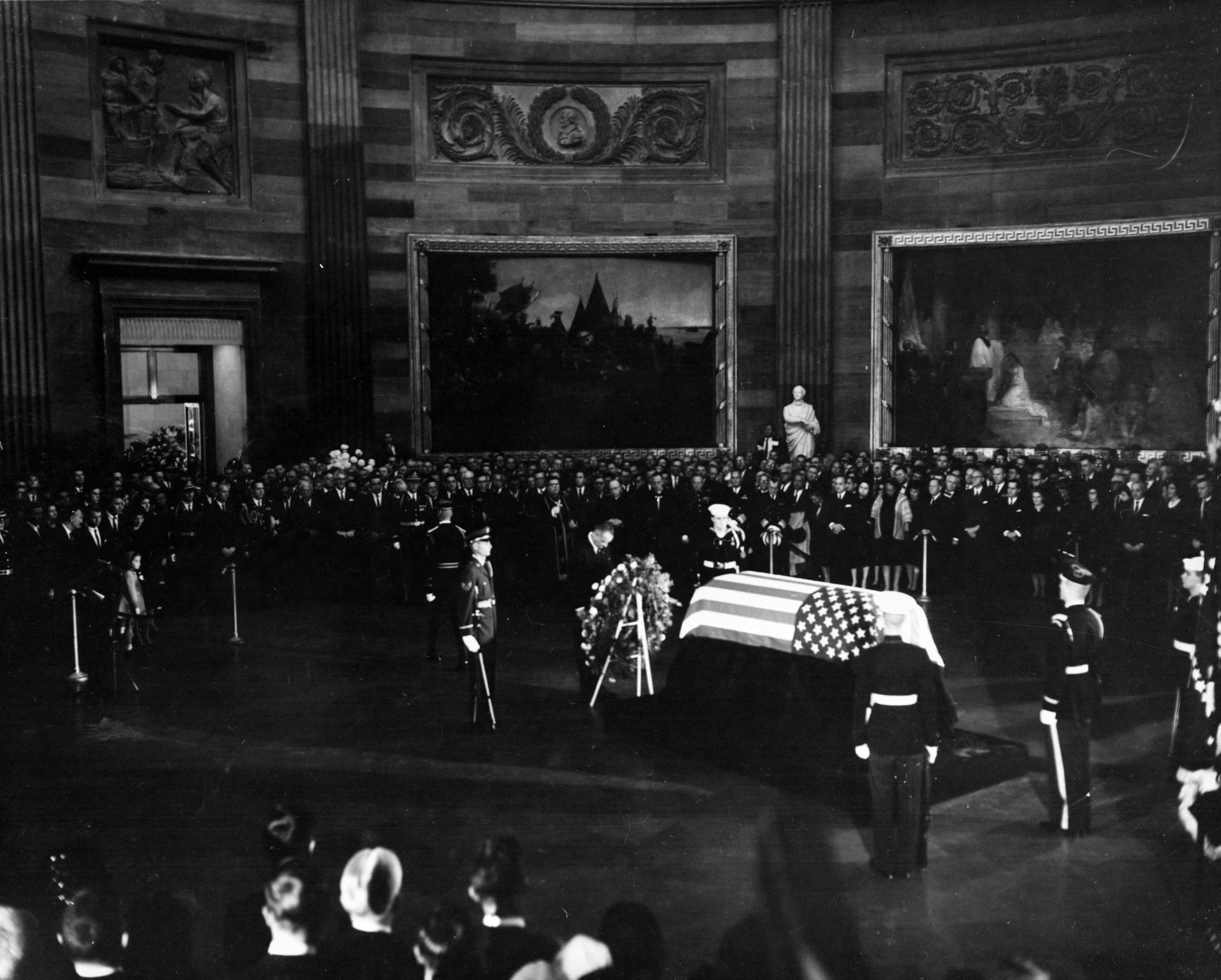
Kennedy koporsója 1963. november 24.

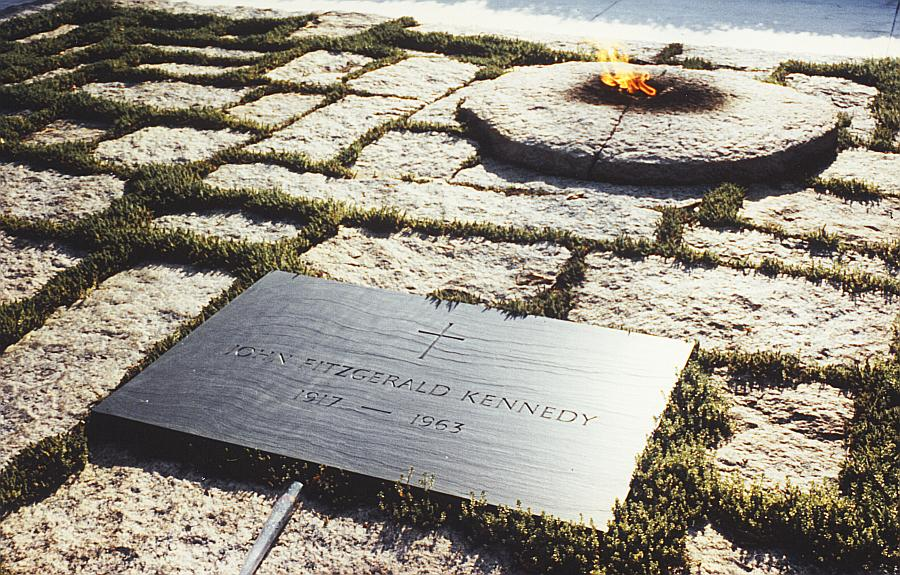
Kennedy sírja

John F. Kennedy temetésére nem volt semmilyen előzetes terv, ezért azt Philip C. Wehle vezérőrnagyra, a Washingtoni Katonai Körzet parancsnokára testálták, aki azt Kennedy sógorával Sargent Schriverrel a Békehadtest igazgatójával és az elnök egy tanácsadójával karöltve tervezte meg. Közben a Bethesdai Haditengerészeti Kórházban elvégezték a holttest halottkémi vizsgálatát, majd holttestet a Fehér Házba szállították. A szállítás közben az elnök egy mahagóni koporsóban feküdt, amelyet egy bronz koporsóba zártak. Szállítás közben a külső bronz koporsó megsérült, ezért azt később a haditengerészet ismeretlen helyen a tengerbe dobta, hogy „az ne kerüljön a szenzációhajhászok kezébe”.
Az elnök koporsója 1963. november 23-án, szombat délután 16:30-kor (11:30 UTC) érkezett a Fehér Házba, ahol az USA Tengerészgyalogságának díszőrsége fogadta és kísérte a gyászoló menettel együtt az Északi csarnokba, ahol a Keleti szobában helyezték el, amelyben száz évvel korábban Abraham Lincoln holttestét is felravatalozták. Itt az elnök felesége meghagyta, hogy a ravatalozás zárt koporsóban történjen (amelyet vallási vezetők is támogattak, nehogy Kennedy látható fejsebe morbid utalásokra adjon okot). A ravatalnál Hadsereg Speciális Erőinek 3. gyalogos ezredének (népszerűbb nevükön a Zöldsapkások) díszőrsége állt (akiket Robert Kennedy kérésére sürgősséggel hoztak át észak-karolinai állomáshelyükről, mivel a néhai elnök megkülönböztetett figyelemmel volt korábban az alakulat iránt). Itt, még az állami temetés előtt a család számára egy bensőséges gyászmisét celebráltak az egyház helyi vezetői. A misét követően a még élő amerikai elnökök közül Harry Truman és Dwight D. Eisenhower rótta le tiszteletét, illetve Herbert Hoovert – aki már túl öreg és beteg volt, hogy megtegye az utat a ravatalhoz), fiai Herbert Hoover Jr. és Allan Hoover képviselték. Mindeközben a Fehér Ház előtt, az eső ellenére tömegek gyülekeztek és virrasztottak, imádkoztak az elhunyt elnökért.
Az állami gyászszertartás 24 óra elteltével kezdődött. Ekkor Kennedy, az USA zászlajával letakart koporsóját egy ágyútalpra helyezték (amely egykor Franklin D. Roosevelt, majd a második világháború után az Ismeretlen Katona holttestét is szállította), amely az USA 50 tagállamának zászlait tartó katonák sorfala között a Capitolium épületéhez vitte Kennedy földi maradványait. A menetet egy Black Jack nevű ló, a jelképes Lovas Nélküli Ló is elkísérte. A gyászmenetet Jacqueline Kennedy és lánya Caroline Kennedy vezette (a három éves John Kennedyt pedig vigyázó kezek vették gondozásba, hogy ne zavarja meg a gyászt). A rövid gyászbeszédeket és imákat követően mintegy 250 000 ember rótta le kegyeletét a ravatal előtt. Bár a tervek szerint este 9:00-kor bezárták volna az épületet, ez lehetetlen volt a kígyózó sorok miatt, így az egész éjszakára nyitva maradt. Később megérkeztek a külföldi előkelőségek is, így a Szovjetunió képviseletében Anasztasz Mikoján SZKP-főtitkárhelyettes, Franciaországéban Charles de Gaulle és Nagy-Britanniáéban Fülöp edinburgh-i herceg.
A temetésre 1963. november 25-én, hétfőn került sor. 9:05-kor lezárták a ravatalt, 10:00-kor pedig a Szenátus tartott néma megemlékezést, miközben Margaret Chase Smith, Maine állam szenátora egy szál rózsát helyezett el Kennedy egykori szenátori asztalára. A koporsót újra az ágyútalpra helyezték, és a menet elindult a Capitoliumból a Fehér Házba, majd onnan folytatta tovább az útját a St. Matthew's Cathedral épületéig. A kb. másfél kilométeres út mentén több mint egymillió ember sorakozott fel, hogy búcsút vegyen Kennedytől. A menetben volt egyvalaki, akinek a részvétel nagyon nehéz döntés volt. Az újonnan hivatalba lépett Lyndon B. Johnson elnök a tanácsok ellenére kísérte el – felesége és két lánya oldalán – az elődjét utolsó útjára. Egy későbbi memoárjában a következőket írta erről: „Emlékszem, ahogy lépdeltünk az ágyútalp mögött a St. Matthew's Cathedralba. A dobok elfojtott pergésének szívszaggató visszhangja közepette... Lépdelni a menetben az egyik legnehezebb döntés volt, amit valaha hoztam. Az FBI és a Titkos Szolgálat úgy érezte, hogy meggondolatlan és ostoba dolog lenne egy amerikai elnöknek kitennie magát annak, hogy egy utcán sétál, amelyet mindkét oldalról épületek öveznek...de arra jutottam...hogy ez az a valami, amit meg akarok tenni, meg kell tennem, és megtehetem, és meg is tettem.”

### A temetés
A katedrális lépcsőin elhelyezett koporsótól még e helyütt búcsúzott el Kennedy két gyermeke, akiket túl fiatalnak ítéltek, hogy részt vegyenek a temetői szertartáson. Ekkor készült el Stan Stearns fotográfus ikonikus fotója, amelyen a hároméves ifjabb John Kennedy szalutál apja koporsója előtt, amely később az 1960-as évek egyik legmegrázóbb, az évtizedet is jellemző fotográfiája lett.
Az ágyútalpról ekkor a koporsó átkerült a fekete limuzinra, amely aztán a Lincoln-emlékmű és a Potomac folyó érintésével a Virginia állambeli Arlingtoni Nemzeti Temetőbe vitte az elnök földi maradványait. A katonai díszkíséret legtöbbje a Potomac folyóig kísérte az egykori elnököt, a temetőbe már csak az ír Védelmi Erő 30 kadétja volt a koporsó mellett (Jackie Kennedy kérésére ez a külföldi egység, amely egyébként az egyetlen külföldi katonai egység volt, amely az Egyesült Államokban valaha részt vett elnöki díszőrségében (utalva Kennedy ír származására) kísérte utolsó útjára az elnököt –.
Kennedyt itt eresztették a sírba, majd felesége meggyújtotta a sírnál felállított örökmécsest, amely a mai napig ég John Fitzgerald Kennedy lelki üdvéért.

## Magánélete
A Kennedy család az egyik legrégebbi és az Egyesült Államok politikai életébe leginkább beágyazódott család, amely egy elnököt, három képviselőt, három nagykövetet és egy sor más funkcionáriust adott az országnak. Édesapjuk e szerint nevelte gyermekeit, a legidősebb fiúnak egyenesen az ország elnöki posztjának elérését tűzve ki célul, amelyet John – bátyja, Joe halála után – be is teljesített. Gyermekként – főként az apai szándékok mentén, amely különböző távoli iskolákba szólította a gyermekeit – kevés interakció volt a Kennedy testvérek között. Ezen változtatott egy fiatal képviselőként megtett ázsiai túra, amely érintette Izraelt, Indiát, Pakisztánt, Vietnámot és Japánt és amelyen hét héten át és 40 000 kilométert megtéve együtt vettek részt Robert öccsével és Patricia húgával és ahol a két fiútestvér életre szóló, elválaszthatatlan jóbarát lett. Ezen az alapon aztán Bobby végül komoly szerepet játszott bátyja karrierjében, előbb szenátor, majd elnöki választási kampányának kampányfőnöke lett, majd a Kennedy adminisztrációban főügyészi, illetve elnöki tanácsadói posztot is betöltött. (Bobby később maga is harcba indult az elnöki posztért, ám ezt az ellene elkövetett 1968-as merénylet megakadályozta, míg JFK másik öccse, Edward Kennedy is próbálkozott az elnöki megmérettetéssel, 1980-ban, sikertelenül).
Egy a Gallup által – az amerikaiak között – évente elvégzett felmérés összesítésében Kennedy Martin Luther King és Teréz anya mögött a 20. század harmadik „legcsodáltabb” embere lett. Emellett a néhai elnök élethosszig tartó tagja volt az Amerikai Fegyver Szövetségnek.

### Házassága és gyermekei

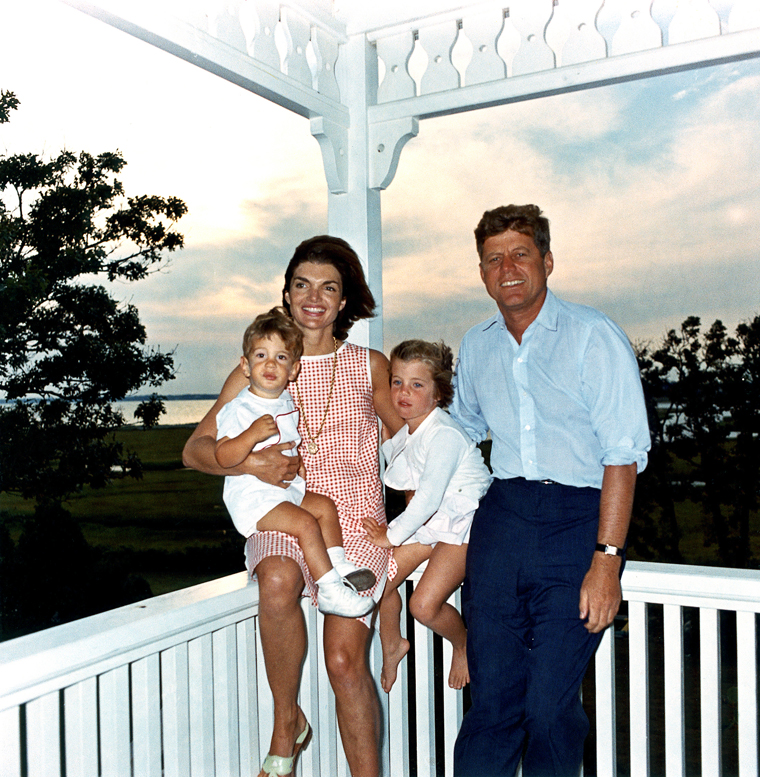
A Kennedy család: Jack és Jackie Kennedy, Caroline és John Jr.

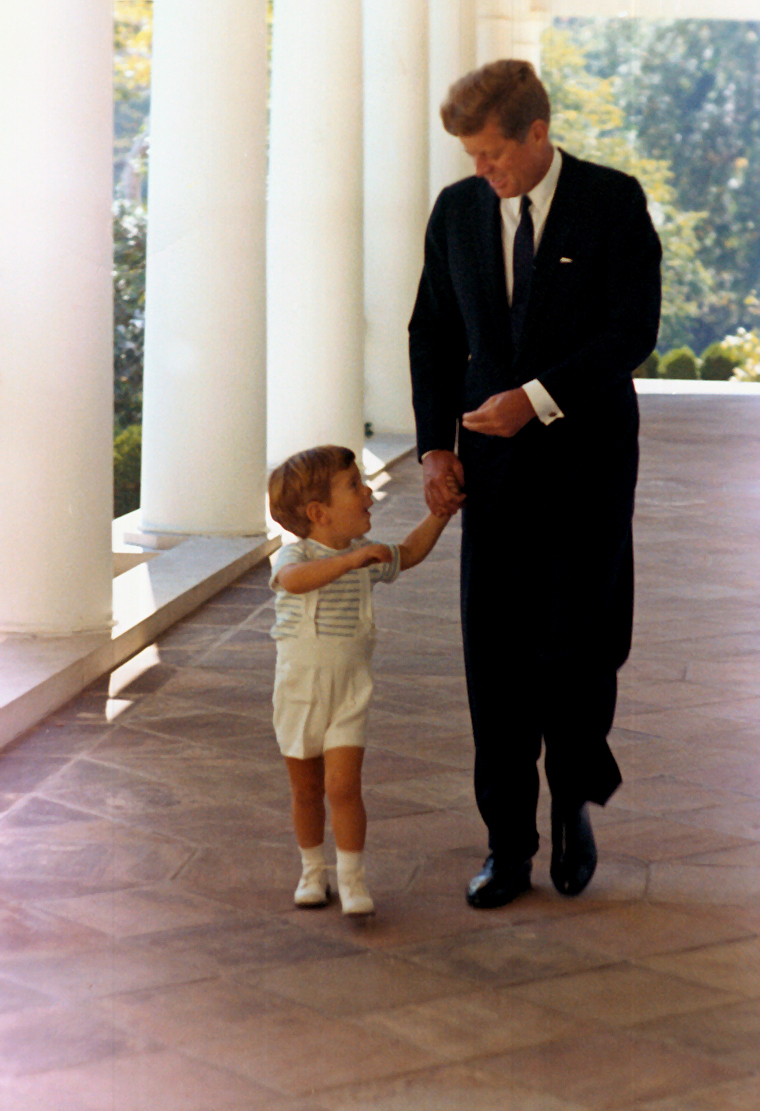
John F. Kennedy elnök és fia John Kennedy Jr. a Fehér Ház teraszán – 1963. október 10.

Kennedy és későbbi felesége Jacqueline Lee "Jackie" Bouvier 1951-ben ismerkedett meg JFK kongresszusi képviselővé választása után nem sokkal, amikor is Charles L. Bartlett, egy befolyásos újságíró bemutatta őket egymásnak egy vacsorapartin. Az ismeretséget egy évvel Kennedy szenátorrá választását követően, 1953. szeptember 12-én házasság követte. A házasságot több tragédia is sújtotta. Egy 1955-ös vetélést követően első gyermekük (egy Arabella nevű kislány) halva született. Első gyermekük, Caroline 1957-ben született meg (és ő a család egyetlen ma is élő egyenes ági leszármazottja), majd fiuk, John Fitzgerald Kennedy Jr. (aki később a John-John becenevet kapta a sajtótól) 1960 novemberében látta meg a napvilágot, 17 nappal azután, hogy apját elnöknek választották meg. (John Jr. miután a Brown Egyetemen szerzett diplomát, 1999-ben halt meg, amikor saját magángépét vezetve lezuhant útban Martha’s Vineyard felé). 1963-ban, egy hónappal az elnök elleni merénylet előtt pedig megszületett Patrick fiuk, ám ő két nappal a születés után meghalt a szüléssel kapcsolatos komplikációkban.

### Imázsa
Kennedy és felesége az összes elődjükhöz képest fiatalabbként kerültek a Fehér Házba, és média hamar felkapta őket, népszerűvé téve az elnöki házaspárt, hasonlóan a popsztárokhoz és a filmcsillagokhoz. Ezáltal mindketten befolyással bírtak olyan területekre (pl. a divat), amelyre elődjeik nem, és hamarosan fényképeikkel voltak tele a magazinok. Emellett, bár már Eisenhower idejében elkezdődött, hogy az elnök engedélyt adott a sajtókonferenciái televíziós, filmes rögzítésére, Kennedy tudatosan arra kérte a tévétársaságokat, hogy élőben közvetítsék azokat, illetve más módon is tudatosan kezdte használni a médiát. 1961-ben A Radio-Televison News Directors Association (Rádió-Televízió Hírigazgatók Szövetsége) szervezet a legrangosabb díjjal, a Paul White-díjjal tüntette ki Kennedyt, a médiával ápolt nyílt viszonya okán.
Jackie Kennedy emellett a Fehér Ház megújításában is jeleskedett: új képzőművészeti alkotásokat és bútorzatot hozatott a házba, és felügyelte annak felújítását is. Ezen túlmenően számos művészt, írót és más entellektüelt is meghívtak a Fehér Házban rendezett vacsorákra, emelve ezzel a művészetek jelentőségét Amerikában. A Fehér Ház udvarán Kennedy úszómedencét építtetett, illetve egy faházat is állíttatott, illetve Caroline (és másik 10 gyermek) számára óvodát hoztak létre a házban.
Kennedy más módon is kapcsolódott a popkultúrához. Ábrázolták például olyan dalokban, mint a Twisting in the White House-ban, vagy megjelent egy humoros album Vaughn Meaders First Family című munkája, amely az elnököt, a First Ladyt, az adminisztrációt parodizálta, és milliós példányszámban lelt gazdára. Máig emlékezetes pillanat maradt, amikor 1962. május 19-én Marilyn Monroe előadta a Madison Square Gardenben a Happy Birthday Mr. President című dalt, Kennedy 45. születésnapján.

### Egészségi problémái

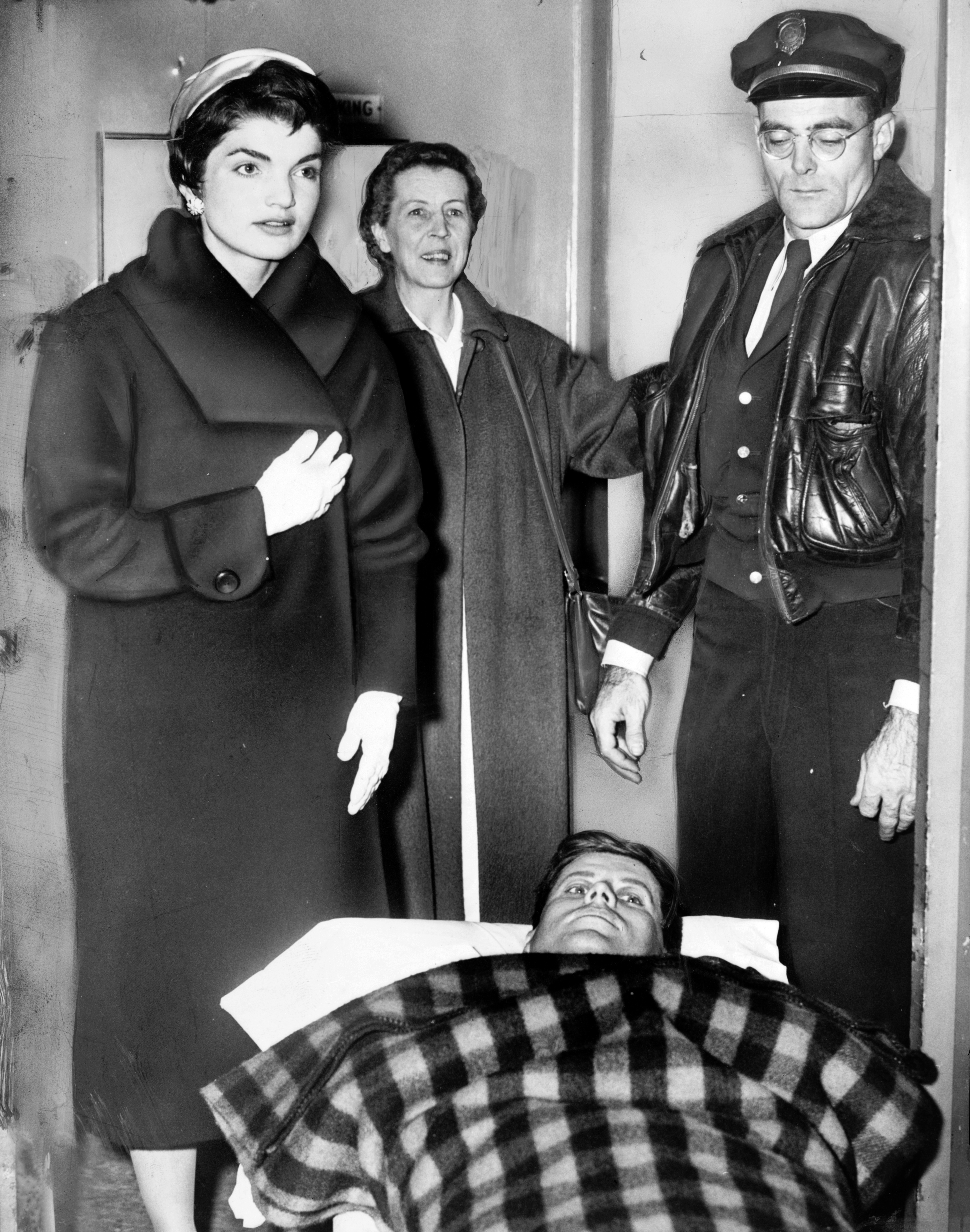
Kennedy gerincműtétét követően

Bár gondosan vigyázott arra, hogy imázsán ez ne ejtsen foltot (befolyásolva választási esélyeit), Kennedy egészsége nem volt sohasem tökéletes. Bár családi körülményei kimondottan jók voltak gyermek- és ifjúkorában, már korán számos betegség sújtotta: szamárköhögés, bárányhimlő, kanyaró és fülfertőzések. Ezek okán Kennedy számottevő időt töltött ágyban fekve, betegen. Hároméves korában skarlát döntötte le a lábáról, ami olyan mértékű volt, hogy be kellett utalni a Boston Városi Kórházba.
Csak évekkel halála után került napvilágra, hogy 1947-ben a London Klinikán – miközben éppen első választási ciklusát töltötte a Kongresszusban, Sir Daniel Davis Addison-kórral diagnosztizálta, egy ritka betegséggel, amellyel Davis jóslata szerint Kennedynek alig egy éve volt hátra (maga Kennedy inkább úgy vélte, hogy még 10 évig is élhet). 1966-ban a Fehér Ház orvosa, dr. Janet Travell felfedte, hogy Kennedynél pajzsmirigy-alulműködést is megállapítottak. Abból, hogy két ilyen belső elválasztási zavart is megállapították, megalapozott a gyanú, hogy az elnöknek 2-es típusú poliendokrin autoimmun szindrómája volt.
Kennedy egyik legnagyobb problémája volt, hogy krónikus és komoly hátfájdalmak gyötörték, amelyek miatt műtéten is átesett. Ennek még diplomáciai visszhangjai is voltak, amikor Nyikita Hruscsovnak feltűnt, hogy Kennedy egy csomó gyógyszert szedett az 1961-es bécsi csúcstalálkozójuk alkalmával komoly hátfájdalmaira. a gyógyszerek hormonokat, állati szervek sejtjeit, szteroidokat, vitaminokat, enzimeket, amfetamintartalmú szereket tartalmaztak, amelyek mellékhatásai között szerepelt a hiperaktivitás, magas vérnyomás, romlott ítélőképesség, idegesség és a hangulatváltozások. Kennedy egyszerre legalább három orvoshoz járt problémáival, akik egyike volt Max Jacobson, akinek kilétét a másik orvosok számára nem fedték fel és akinek a gyógymódja viták kereszttüzében állt, de ő vívta a legádázabb harcot a hátfájdalmak ellen.
1961 végére ellenvélemények alakultak ki Kennedy orvosai között a gyógyszeres kezelések és az erősítő edzések közötti egyensúly felett. Az elnök inkább a gyógyszereket preferálta, mivel kevés szabadideje volt, és lehetőség szerint azonnali megkönnyebbülésre vágyott inkább. Ezidőtájt orvosa, George Burkley néhány edzőtermi eszközt állított fel a Fehér Ház alagsorában, ahol Kennedy egy héten háromszor végezhetett nyújtógyakorlatokat. Ezen és más kezelések részletei nem voltak nyilvánosak Kennedy élete során. Az elnök első számú orvosa, George Burkley rájött, hogy a Jacobson és Travell által alkalmazott gyógymódok (köztük különösen a szteroidok és az amfetamin széles körű alkalmazása) orvosilag nem voltak megfelelőek, és megpróbált hathatós intézkedéseket tenni, hogy az elnököt kivonja kollégái kezelései alól. Később, Dr. Nassir Ghaemi, a Kennedy betegkartonjait átvizsgáló orvos megállapította, hogy – véleménye szerint – az elnök vezetési képességei (például az 1962-es kubai rakétaválság, vagy az 1963-as év eseményei alatt) jelentősen javultak, miután félbeszakították a Jacobson által végzett gyógymódokat, és dr. Burkley vette át az orvosi felügyeletét, saját sokkal hatásosabb orvosi módszerekkel.
2002-ben Robert Dallek írt egy részletes művet Kennedy egészségéről, amelynek alapjául rengeteg Kennedyvel kapcsolatos orvosi dokumentum szolgált, amelyhez az író hozzájutott az 1955-1963 időszakból, köztük számos röntgenfelvétellel és a receptfelírási naplóból, amelyet Travell doktornő vezetett. Ezen orvosi feljegyzések szerint az elnök gyakran szenvedett magas láztól, gyomor, vastagbél és prosztata problémáktól, tályogoktól, magas koleszterinszinttől és veseproblémáktól. Travell egy Medicine Administration Record (Gyógyszernyilvántartási feljegyzés) nevű feljegyzést vezetett, egy katalógust Kennedy gyógyszereiről, „a befecskendezett és szájon át bevett kortikoszteroidokról a mellékvese elégtelenségére, novokain injekcióiról és ultrahang kezeléseiről, valamint forró vizes tömlőiről a hátfájdalmaira, Lomotil, Metamucil, kámforos fájdalomcsillapítóiról, fenobarbitáljairól, tesztoszteron injekcióiról és nyugtatóiról, amellyel a hasmenéseit, hasi panaszait, súlycsökkenését kezelték, vagy a penicillinről és más antibiotikumokról, amit húgyúti fertőzéseire kapott, vagy a Tuinalról, amely az elalvást segítette számára”.

### Családi balesetek
A köznyelvben Kennedy-átokként terjedt el a családot sújtó halálesetek és egyéb balesetek sorozata, amelynek része volt maga John F. Kennedy halála, ám a család tagjaként egy sor más tragédiával is meg kellett birkóznia. Ezek sorában az első eset 1941-ben történt, amikor húgát, Rosemary Kennedyt édesapjuk döntése alapján egy lebenymetszéses agyműtétnek vetették alá (mivel a fiatal lánya mai sztenderdek szerint értelmi fogyatékos volt, és a szélsőséges hangulatváltozásait és dühkitöréseit szerették volna a műtét által megváltoztatni). A műtét nem sikerült, és Rosemary fizikailag és értelmileg is cselekvésképtelenné vált, így élte le hátralevő életét 2005-ös haláláig. A következő tragédia Joseph Kennedy Jr. elvesztése volt a második világháborúban, 1944 augusztusában, amikor a báty egy veszélyes küldetésre jelentkezett önként, ám az általa vezetett – egyébként robbanásra szánt – repülőgép idő előtt felrobbant, és ő hősi halált halt, Johnra hagyva az atyai szándékot, hogy a család legidősebb fiúgyermekének indulnia kell az amerikai elnöki posztért. Végül 1948-ban még egy testvér, Kathleen Agnes „Kick” Kennedy hunyt el tragikus hirtelenséggel, amikor útban Franciaország felé, repülőgépe odaveszett.
A tragédiák nem kímélték a szűk Kennedy családot sem. Előbb 1955-ben Jackie Kannedyvel vállalt első gyermekükkel az asszony elvetélt, majd a második terhesség Arabella lányuk halva születésével végződött, végül 1963-ban is született egy fiuk, Patrick, aki két nappal születése után halt meg.
Bár Kennedy halála után történt, a Kennedy-átok nem szűnt meg: öccse, Robert Kennedy is merénylet áldozata lett 1968-ban, majd fia, John Fitzgerald Kennedy Jr. 1999-ben repülőkatasztrófa áldozata lett.

### Házasságon kívüli kapcsolatai, szerelmi viszonyai és barátságai
Bár Jacqueline Bouvierrel kötött házassága után a tökéletes pár képét sugározták a nyilvánosság felé, Kennedyt utólag inkább nőfalóként lehetne jellemezni, számos halála után napvilágra került házasságon kívüli kapcsolata okán. Már ifjúkorában is több nővel volt viszonya, feljegyzések említik Inga Arvad dán újságírót az 1940-es évekből, vagy Gene Tierney színésznőt. Szenátorként Gunilla von Posttal volt szerelmi viszonya (a nő később azt állította egy írásában, hogy már Jackie Kennedyvel való házassága idején kerültek kapcsolatba, és az elnök azt ígérte neki, hogy otthagyja feleségét, mielőtt gyermekük születik, hogy von Posttal lehessen). Később egy sor más nővel is szerelmi viszonyba bonyolódott, így: Marilyn Monroe-val, Judith Campbell-lel, Mary Pinchot Meyerrel, Marlene Dietrichhel, Mimi Alforddal és felesége sajtótitkárával, Pamela Turnure-ral.

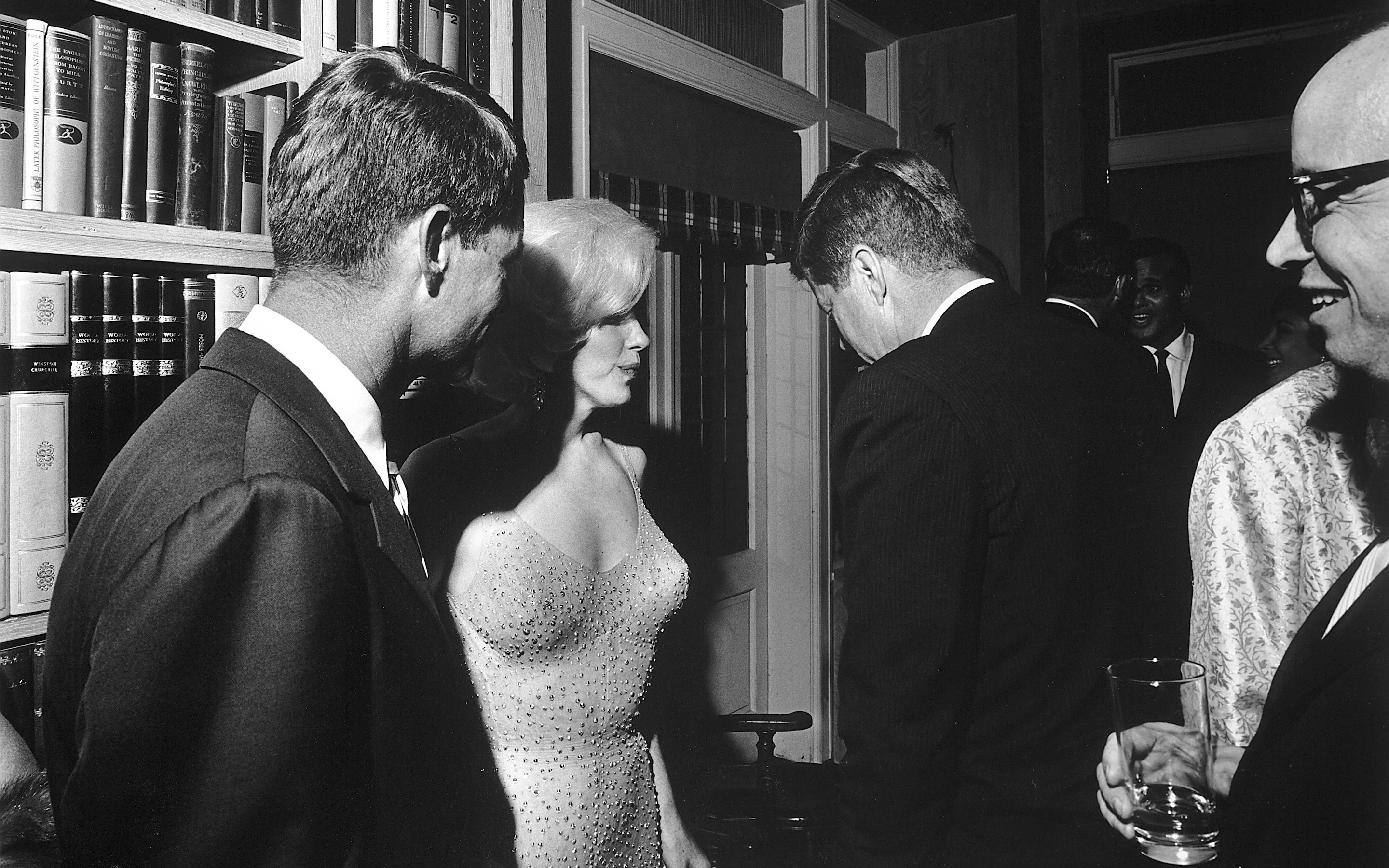
John és Robert Kennedy Marilyn Monroe társaságában

Az elnök imázsára leginkább hatással, vagy potenciális hatással levő kapcsolata Marilyn Mondroe-hoz fűzte, olyannyira, hogy J. Edgar Hoover, az FBI igazgatója megfigyeltette a színésznőt emiatt. A Monroe-hoz fűződő viszonya nem ismert teljes mértékben, bár mindenesetre az említett FBI aktákban jelentették, hogy a pár együtt töltött egy hétvégét 1962 márciusában Bing Crosby házában. A jelentések arról is szóltak, hogy a Fehér Ház telefonközpontjának kezelői szerint 1962 folyamán Monroe több ízben is kereste az elnököt telefonon. Az elnök szerelmi viszonyai megkívánták az őt körbevevő és kiszolgáló személyzettől is a diszkréciót, amellyel ezeknek a szerelmi együttléteknek a logisztikáját kellett megszervezni. Emellett Kennedy a sajtóval ápolt szívélyes viszonyra is támaszkodott, amelytől azt remélte, hogy megóvja őt a szerelmi életének kiszivárgásától és annak következményeitől.
2021-ben tűnt fel a sajtóban egy interjú, amelyben Diana de Veigh azt állította a The New York Post lapnak, hogy évekig volt titkos viszonya Jack Kennedyvel, amely románcot de Veigh a Harvey Weinstein által kiváltott Me Too-mozgalomban szereplő eseményekhez hasonlította.
A feljegyzések emellett megemlítik Lem Billingset, mint akivel az elnök élethosszig ápolt testi-lelki barátságot. Billingsnek saját szobája volt a Kennedy rezidenciákon, és az elnök gyakran osztotta meg szobáját Billingsszel.

## Történelmi jelentősége és politikai öröksége

### A merénylet visszhangja
A merénylet óriási visszhangot váltott ki mind belföldön, mind külföldön. Belföldön a szomorúság és letargia volt a leginkább jellemző, vagy ahogy Roger Mudd – a CBS washingtoni tudósítója – megfogalmazta: „Ez egy olyan haláleset volt, ami mindenkit megérintett, azonnali és közvetlen módon, alig volt olyan ember, aki ne sírta volna el magát ezen a hosszú hétvégén. Otthon nálunk, ahogy a feleségem (E.J.) nézte a televíziót, az arcán lecsorduló könnyei az ötéves fiunkból, Danielből azt váltotta ki, hogy csendben odamenjen és kikapcsolja a tévét, amiről azt gondolta, hogy az okozza édesanyja pityergését”. Mindemellett azonban, főként a déli államokban, mint Mississippi, Louisiana és Alabama, vagy akár Dallas külső kerületeiben sokan örültek a halálhírnek, mivel ezeken a területeken Kennedy a polgári jogi kezdeményezései miatt nem igen örvendett túlzottan nagy népszerűségnek. Külföldről is azonnal áradni kezdtek a részvétnyilvánítások, amelyek hangneméből kiderült, hogy nem a szokásos rutinüzenetek érkeznek, hanem a világ más részein is megérintette a politikusokat és az átlagembereket Kennedy halálhíre. A merénylet utáni percekben az amerikaiak még azt sem tartották kizártnak, hogy a hidegháborús légkörben Amerikát támadás érte, amelynek nyitánya volt az elnök lelövetése, ám ezt a híresztelést hamar megcáfolta a Szovjetunió, ill. Nyikita Hruscsov gyásztávirata, amelyben a szovjetek is legmélyebb döbbenetüknek, tiszteletüknek adtak hangot, mintegy kizárva, hogy a kommunista tábornak köze lehetett az elnök megöléséhez.
Az esemény az amerikai televíziózás történetébe is nyomot hagyott, mint az ott meghonosodott „Breaking News” (kb.: megszakítjuk adásunkat) első példája. A merénylet hírére mindhárom nagy amerikai tévétársaság megszakította normál rend szerinti kereskedelmi adását, és minden idők egyik leghosszabb időtartamában (csak a 2001. szeptember 11-i események közvetítési ideje haladta meg a Kennedy merénylet közvetítését közel 40 évvel később) kizárólag a merénylettel összefüggő híreket, fejleményeket közvetítettek. Az emberek éheztek a hírekre, amelyek kb. az elnök halála után egy órával, a halálhír bejelentésével kezdtek csordogálni. Ekkor az amerikaiak többsége a tévékészülékek előtt ült, illetve a műszaki üzletekben, a bekapcsolt készülékek előtt csoportosult. Az utcák elnéptelenedtek, sok helyütt a forgalom is leállt (és az autókban ülők egymással cserélték ki értesüléseiket). Az iskolák aznap hamarabb hazaküldték a diákjaikat.
Később az elkeseredés sok helyütt dühbe fordult, és a texasiakat hibáztatták a történtekért. Feljegyezték, hogy a hétvégi focimeccsen, amelyet a Cleveland Browns játszott a Dallas Cowboys ellen, a hazai, clevelandi szurkolók táblákat mutattak fel, hogy „Ti öltétek meg Kennedyt”.

### Politikai hagyatéka
John Fitzgerald Kennedy, bár derékba tört politikai karrierje csak kevés időt hagyott neki elnöki ténykedéséhez, számos területen alkotott maradandót, bár legtöbb kezdeményezését életében nem tudta végigvinni és munkáját végül mások fejezték be. Ennek ellenére életművében sok fajsúlyos döntés szerepel. Kennedy politikai örökségét a családjából hozta magával, amely család mélyen ágyazódott be az amerikai politikai életbe, és a liberalizmus platformján állt. Kennedyt ma a liberalizmus egyik úttörőjének tartjuk számon.
Külpolitikáját mindenekelőtt a Szovjetunióval szembeni viszony és a kommunizmus elleni harc dominálta. Ehhez kapcsolódik az egyik legnagyobb sikere, a kubai rakétaválság megoldása (amelyben a tengeri blokáddal kikényszerítette, hogy a szovjetek kivonják a rakétáikat a Floridától alig 200 kilométerre fekvő szigetországból, illetve tárgyalásokkal megegyezés született az amerikai rakéták törökországi kivonásáról – bár ez később nem teljesült). Ám ebben a témában kudarcok is érték. Ilyen kudarc volt a kubai Disznó-öbölbeli partraszállás fiaskója, vagy a berlini fal felhúzása (amelyet azután határoztak el, hogy Hruscsovval találkozott Bécsben, és a szovjet főtitkár gyengének látta őt). Kennedyt szokás megnevezni, mint aki elindította a vietnámi háborút, bár az ő döntései csak az amerikai szerepvállalás időleges növelésére vonatkoztak, olyan tervekkel, hogy gyorsan csökkentik is az amerikai katonai kontingenst. Erre az alapra építve végül utóda Johnson elnök eszkalálta az amerikai katonai tevékenységet a délkelet-ázsiai országban, ahol ez a konfliktus később óriásira terebélyesedett, és nem járt sikerrel sem.
Belpolitikai kérdésekben is említésre méltó eredmények övezték Kennedy elnöki tevékenységét. Első helyen említendő a kor egyik fő amerikai problémája, a polgári jogi mozgalmak és ennek kapcsán a faji megkülönböztetés elleni harc. Kennedy hirdette meg azon iniciatíváit, amelyek végül a faji megkülönböztetést megszüntető 1964-es Polgárjogi törvényhez vezettek. A később szintén fegyveres merénylet áldozatává vált testvére, Robert F. Kennedy igazságügy-miniszter segítségével a maffiával is megpróbált leszámolni. Emellett az idősekre is kiterjesztette az egészségügyi ellátást, kormánya pedig növelte az oktatásra szánt állami támogatás összegét. Egyik legnagyobb eredménye, hogy az Eisenhower-adminisztrációtól örökölt gazdasági recessziót adóreformokkal visszájára fordította, és az Egyesült Államokat hosszú távú gazdasági növekedési pályára állította.
Végül nevéhez fűződik a világ máig legnagyszerűbb tudományos, technikai teljesítményének végrehajtása is. 1961. május 25-én meghirdette az Apollo-programot, amelynek keretében végül „az évtized végére”, 1969. július 20-án egy embert szállító űrhajó szállt le a Holdon, fedélzetén Neil Armstronggal és Buzz Aldrinnal, akik aztán a másnapi holdfelszínre lépésük után – az elnöki szándékok mentén – „biztonsággal haza is tértek” a Földre.

### Camelot-éra
Az Egyesült Államokban szokás korszakokra bontani a – politikai – történelmet, amelyet legtöbbször az adott korszak jelentősebb elnökéről neveznek el. Ez alól kisebb kivételt jelent a Kennedy-korszak, amelyet a sajtó Camelot-éraként említ sok helyütt (egyes források kizárólag Kennedy elnökségére használják a kifejezést, mások akár egészen 1989-ig a közös azonban minden ilyen említésbe, hogy a Camelot korszak kezdete a Kennedy-adminisztráció felállása). Camelot egyébként az Artúr király mondakörből származó megnevezés, amely a mondabeli király várának neve, azonban a mondák szinonimaként említik a tökéletes királyságra is.
Magát a kifejezést először a Jackie Kennedyvel, a Life magazin számára készült interjú során használta az özvegy, és onnan terjedt el. Ebben az interjúban a feleség az azidőtájt a Broadway-n futó, azonos című kortárs musicalhez fűződő vonzalmáról is beszélt, amelynek a címadó dalának záró sorai különösen megérintették őt:
Ne hagyjuk, hogy elfelejtődjön, hogy egyszer volt egy pont, egy rövidke, ragyogó pillanatra, amit mindenki úgy ismert, Camelot
Újra lesznek nagyszerű elnökök...de már soha nem lesz újabb Camelot

## Művei

### Könyvek
John F. Kennedy három műnek volt a szerzője élete során:
- John F. Kennedy: Why England Slept, Wilfrie Funk (1940)
- John F. Kennedy: Profiles in Courage, Harper (1956) ISBN 978-0-0623-3909-6
- John F. Kennedy: A Nation of Immigrants (1958) ISBN 978-0-06-144754-9

A Profiles in Courage c művéért 1957-ben elnyerte a Pulitzer-díjat.

### Beszédek
Kennedy hitt a szó hatalmában – legyen az írott, vagy kimondott – és beszédeit sokan remekműnek tartják, amelyre jól rímel az a közvélekedés is, hogy Kennedy retorikai képességei a legjobbak között volt. Számos beszéde közül a legemlékezetesebbek a következők voltak:
- Beiktatási beszéde (Washington, 1961. január 20.)[378]
- Beszéd a Kongresszus összevont ülésén – az Apollo-program bejelentése (Washington, 1961. május 25.)[378]
- Rice Egyetem-beli beszéde a nemzet űrbeli erőfeszítéseiről (1962. szeptember 12., Houston, Texas)[378]
- Beszéd az Amerikai Egyetemen – „Békestratégia” (1963. június 10., (Washi)[378]
- Televíziós beszéd a polgári jogokról – „Jelentés az amerikai népnek a polgári jogokról” (Washington, 1963. június 11.)[378]
- Berlini beszéd – „Ich bin ein Berliner” (Nyugat-Berlin, 1963. június 26.)[378]

## Emlékezete
John Kennedynek megszámlálhatatlan épület, utca, vagy más objektum elnevezésével állítottak emléket az Egyesült Államokban és külföldön, amelyek teljes körű felsorolása lehetetlen, így az alábbiakban csak a legjelentősebbek megemlítésével állítunk egy mintát:

### Emlékművek és róla elnevezett létesítmények

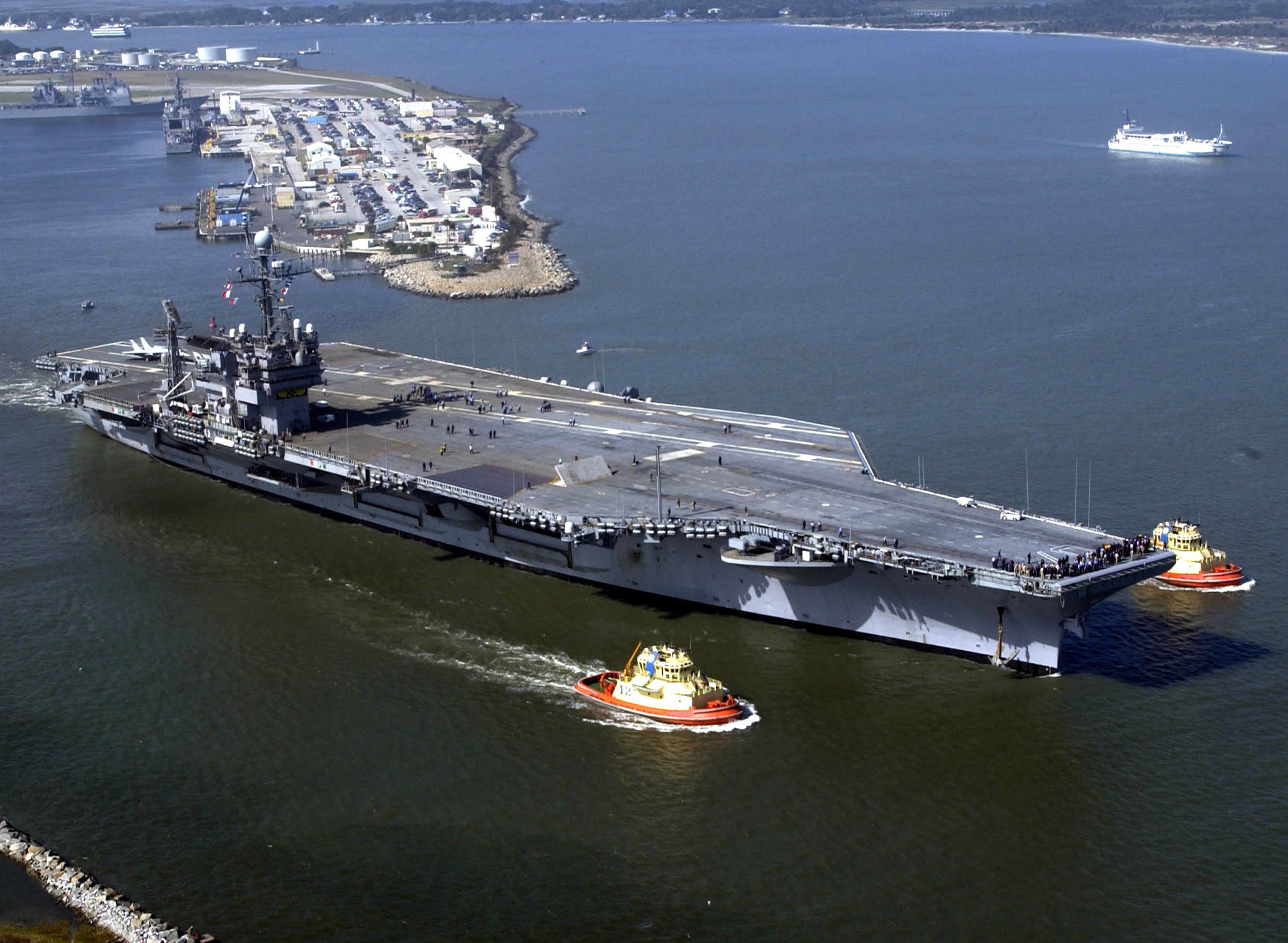
A róla elnevezett USS John. F. Kennedy (CV-67) repülőgép-hordozó

- a New York város Queens városrészében elterülő Idlewild repülőtér kapta 1963. december 24-én a John Fitzgerald Kennedy nemzetközi repülőtér nevet (amely aztán mára a világ egyik legjelentősebb légikikötője lett).
- a NASA újonnan, a Cape Canaveral Air Force Station tőszomszédságában, az Apollo-programhoz létrehozott Launch Operation Center a Merritt Islanden 1963. november 29-én kapta a John F. Kennedy Űrközpont nevet
- 1979-ben nyitotta meg kapuit Bostonban a John F. Kennedy Elnöki Könyvtár és Múzeum
- A Harvard Egyetem 1966-ban keresztelte át egyik szárnyát John F. Kennedy Államigazgatási Iskola névre.
- Ugyancsak 1966-ban és ugyancsak Bostonban kapott új nevet a John F. Kennedy Szövetségi Épület, a város kormányzati negyedében
- 1970-ben adták át Dallasban A John Fitzgerald Kennedy emlékművet, Phillip Johnson alkotását
- 1964-ben kezdődött az építése, és 1971-ben adták át Washingtonban a Nemzeti Kulturális Központ épületét, amely a John F. Kennedy Center for Performing Arts nevet kapta
- 1990. május 29-én avatták fel Bostonban a Massachussetts State House-ban a John F. Kennedy emlékművet, Isabel McIlvan alkotását
- 1964-ben rendelte meg a kormányzat azt a vadonatúj repülőgép-hordozót, amely a CV–67 USS John F. Kennedy nevet kapta (és a rajta szolgáló tengerészek által a Big John ragadványnéven él) és amelyet 1967-ben bocsátottak vízre, majd 2007 augusztusában vontak ki a szolgálatból
- 2011-ben kezdődött meg az építése egy újabb repülőgép-hordozó hajóegységnek, a CVN–79 jelű hajónak, amely ismét az USS John F. Kennedy nevet veszi fel
- 1964-ben bocsátották ki a Kennedy arcképével díszített Kennedy-féldollárost.

### Dalok
- Az első dal, amely a néhai elnökről szól, az 1963-as Millicent Martin által előadott In the Summers of His Years volt, amely David Lee és Herb Kretzmer szereztek
- Igor Sztravinszkij 1964-ben írta meg az Elégia JFK-ről című művét
- Bob Dylan pedig 2020-ban adta ki Murder Most Foul című szerzeményét

### Filmek
- A Kennedyről szóló filmek közül kiemelkedik Oliver Stone 1991-es JFK – A nyitott dosszié (eredeti angol címén JFK) című alkotása, amely az elnök elleni merényletet járja körül, széles teret engedve a merényletet övező titkoknak és összeesküvés elméleteknek
- 1994-ben került a mozikba Robert Zemeckis hat Oscar-díjat elnyert alkotása, a Forrest Gump, amelyben egy jelenet erejéig (digitális filmtrükk alkalmazásával) feltűnik a néhai elnök
- A The Rat Pack egy 1998-as alkotás, amely egy 50-es, 60-as évekbeli legendás művészcsoportot ábrázol tréfás eszközökkel és amelyben Kennedy alakja is feltűnik mint Frank Sinatra barátja William L. Petersen megformálásában.

## Galéria

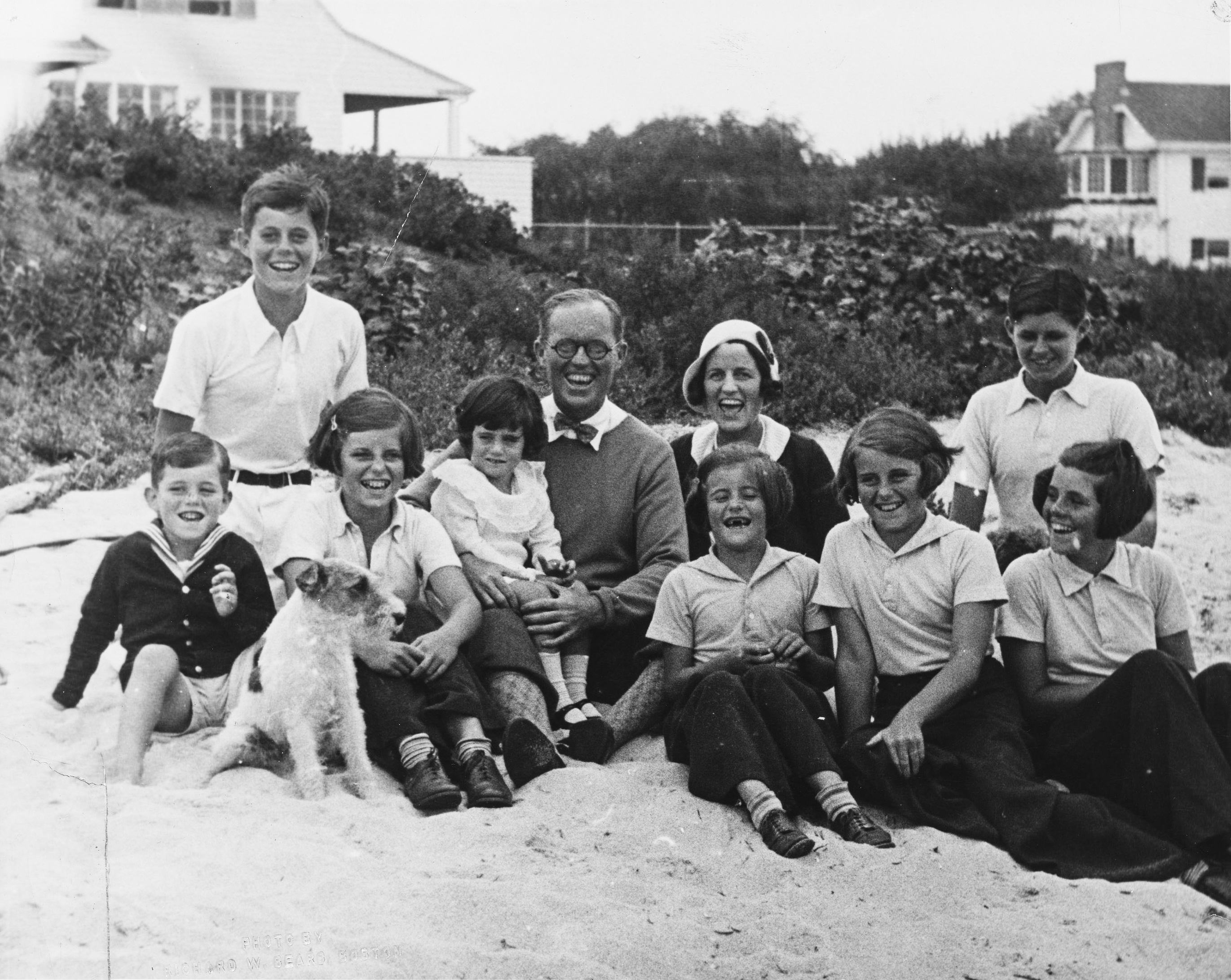
A Kennedy család Hyannis Portban 1931-ben (John balról a második (térdel)
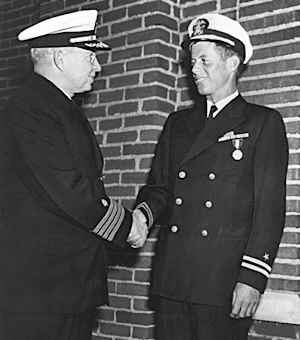
John Fitzgerald Kennedy hadnagy átveszi a hősiességéért kapott kitüntetését
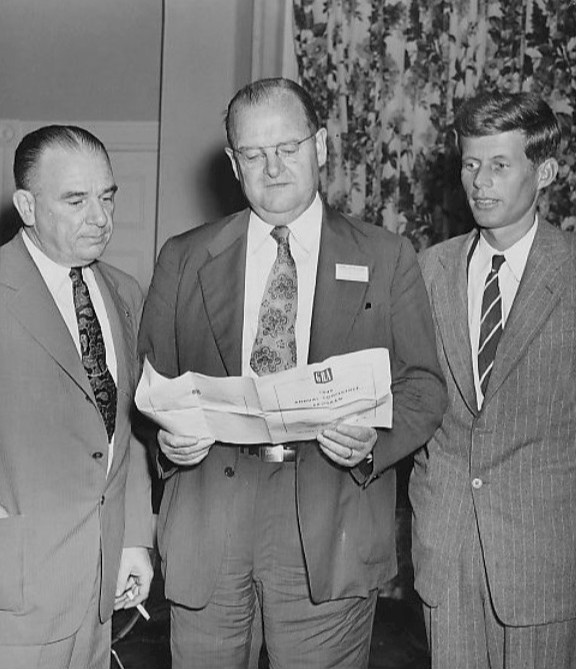
Bejelentik John F. Kennedy képviselői jelölését Massachusetts színeiben
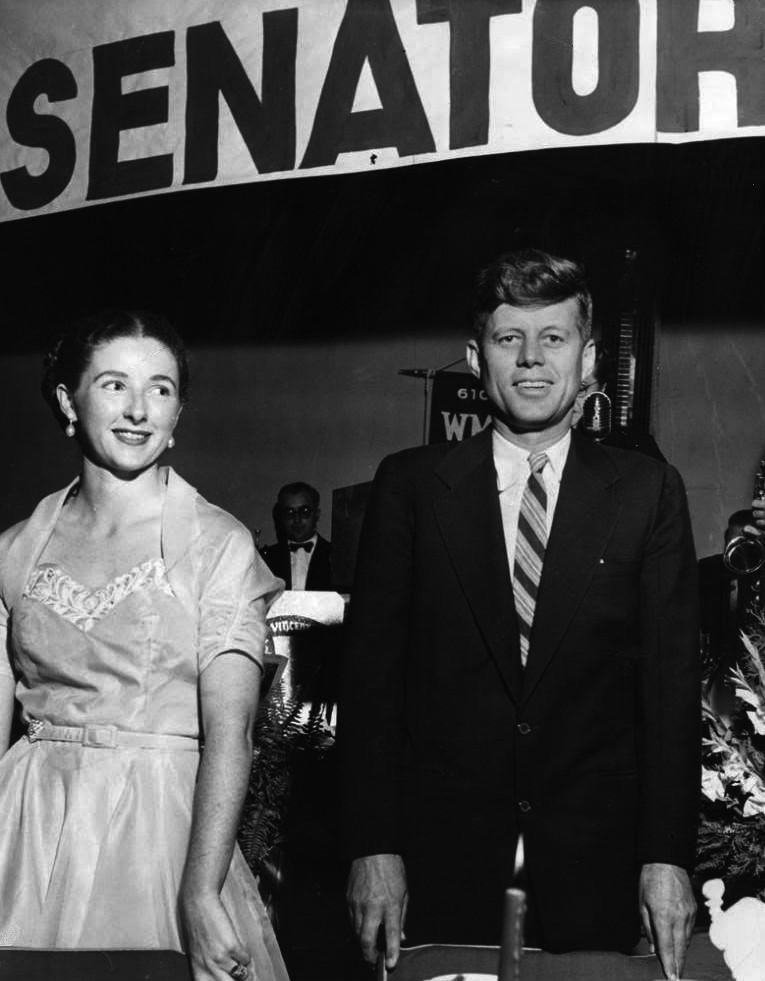
A szenátorrá választott John. F Kennedy
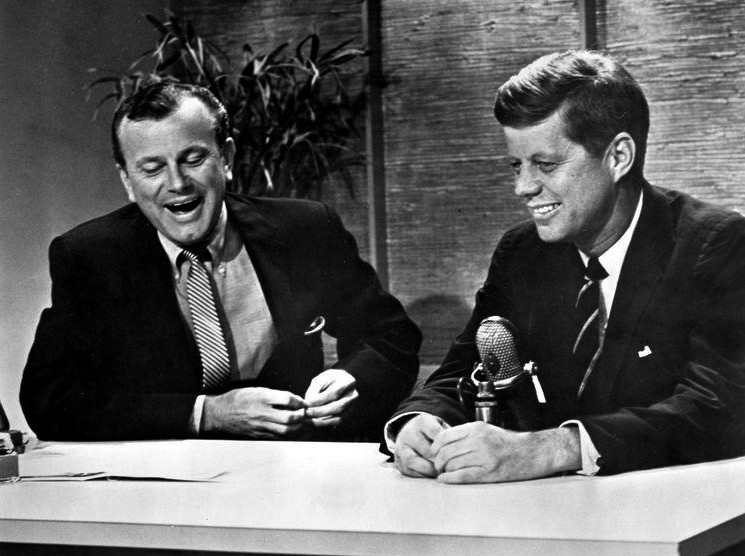
Kennedy egyik első televíziós fellépése (később újítóként használta fel ezt a médiumot
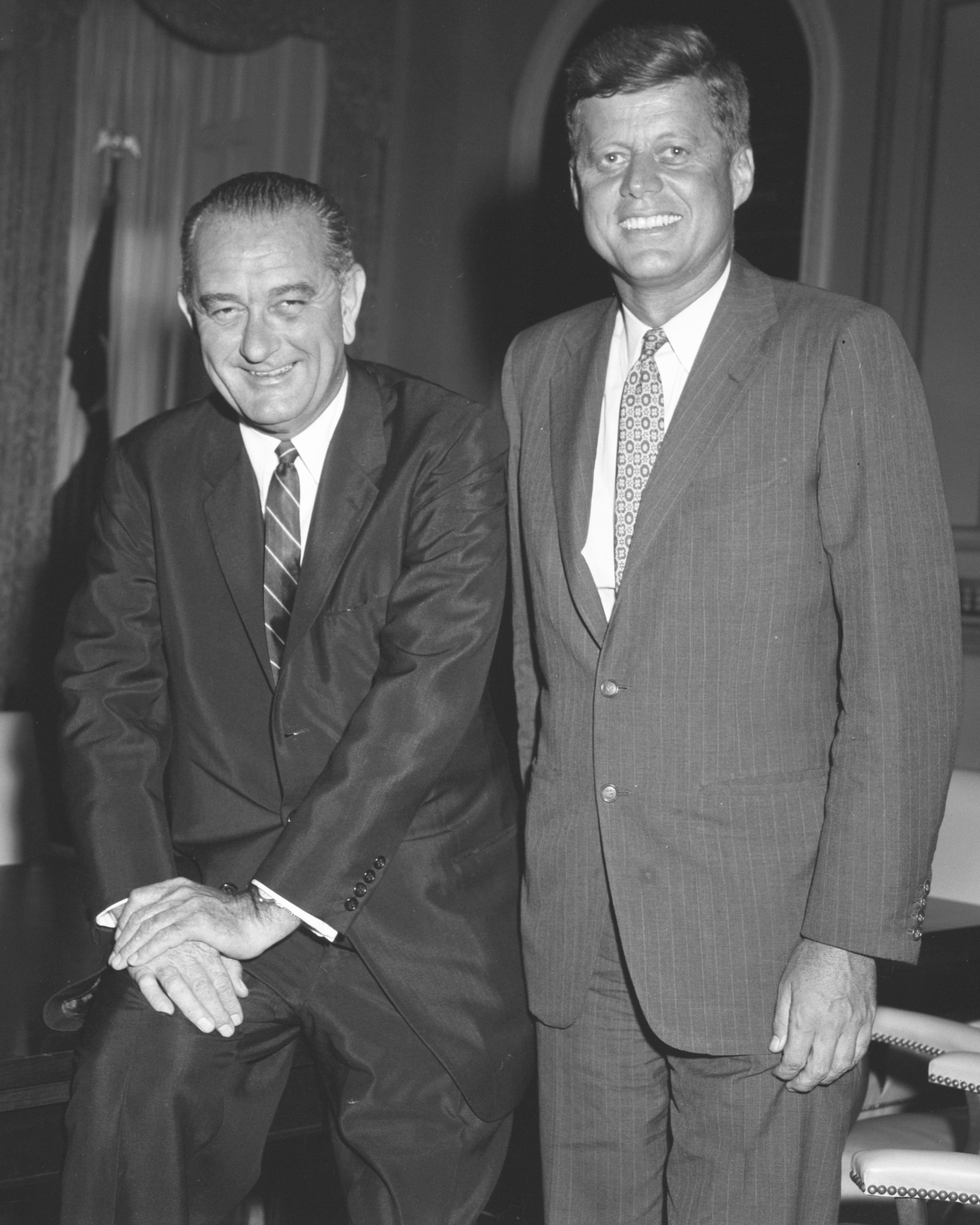
A Kennedy-Johnson páros, a Demokrata párt jelöltjei az elnöki és az alelnöki posztra
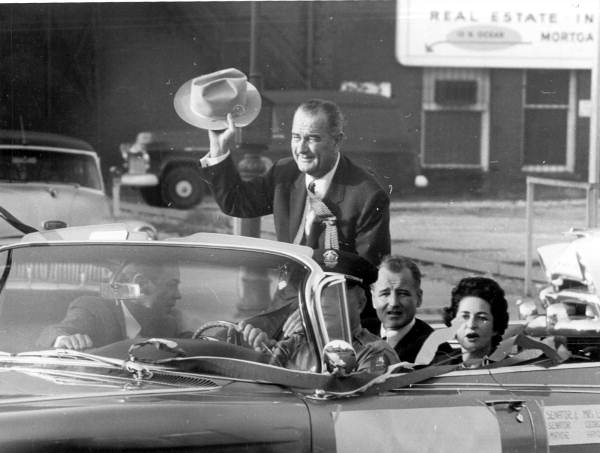
Johnson Kennedy mellett kampányol Jacksonville-ben 1960-ban
Robert és Johm F. Kennedy egy 1960-as kampányrendezvény előtt
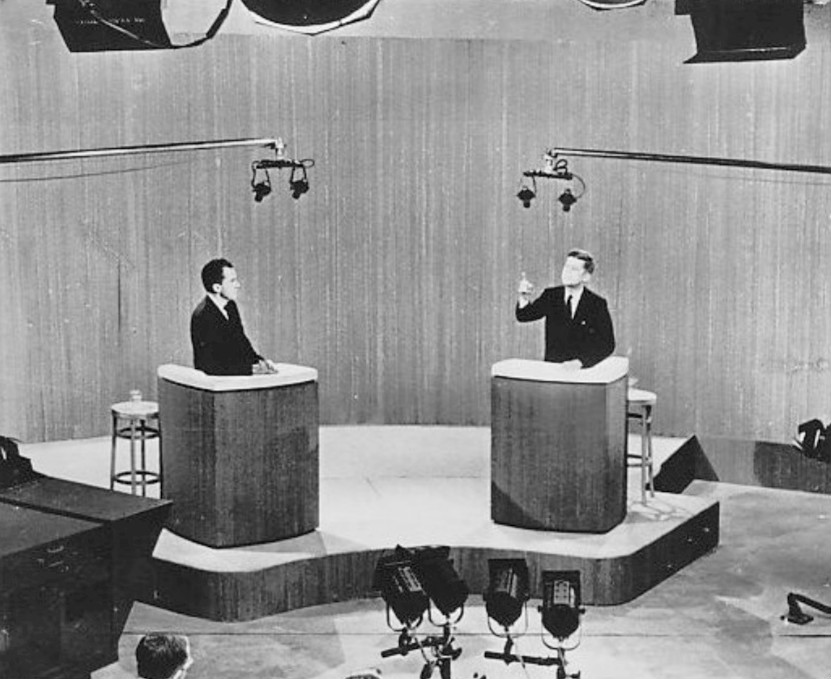
Kennedy nagy újítása: tévévita az 1960-as elnökjelölti verseny során
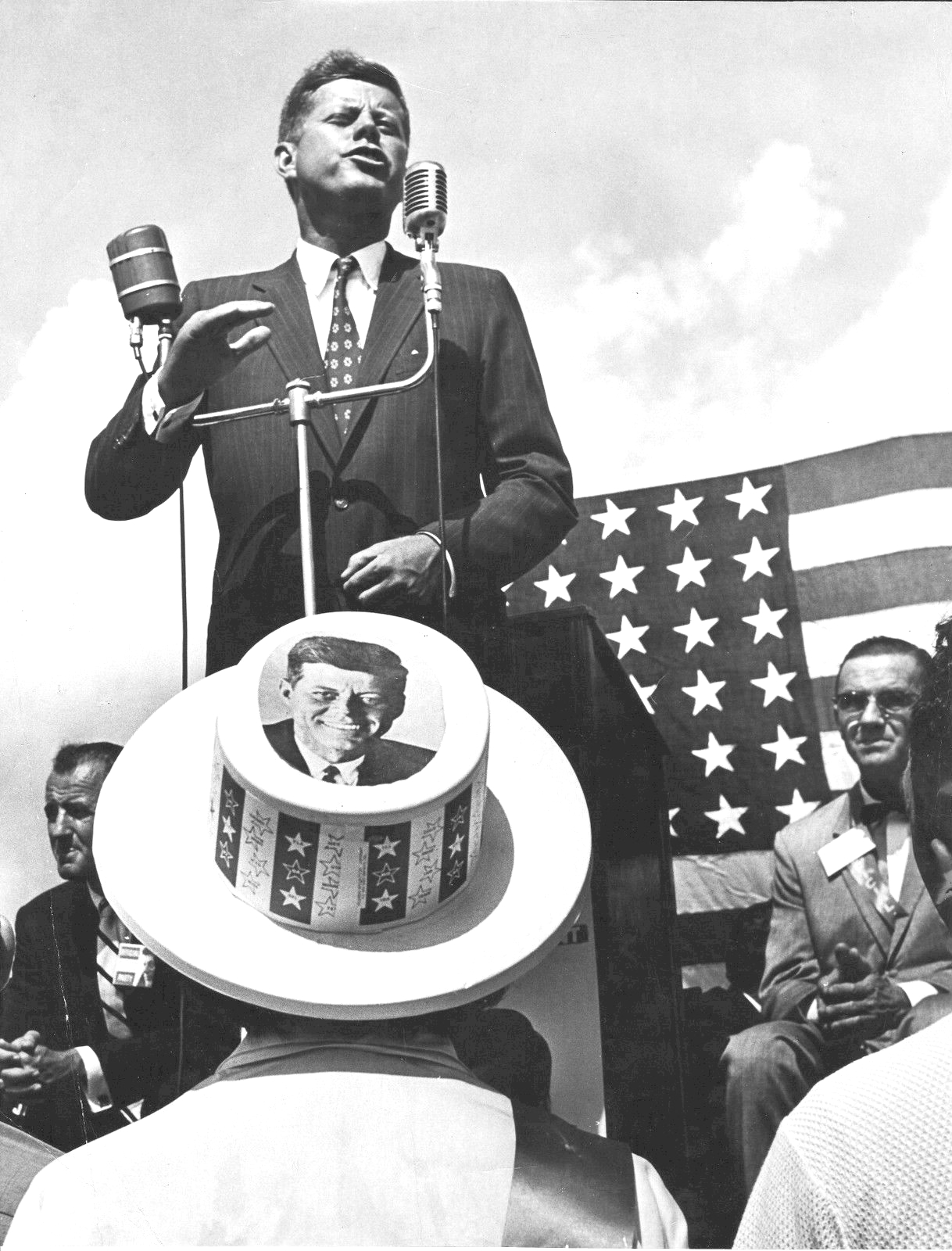
Kennedy Floridában kampányol elnökjelöltként
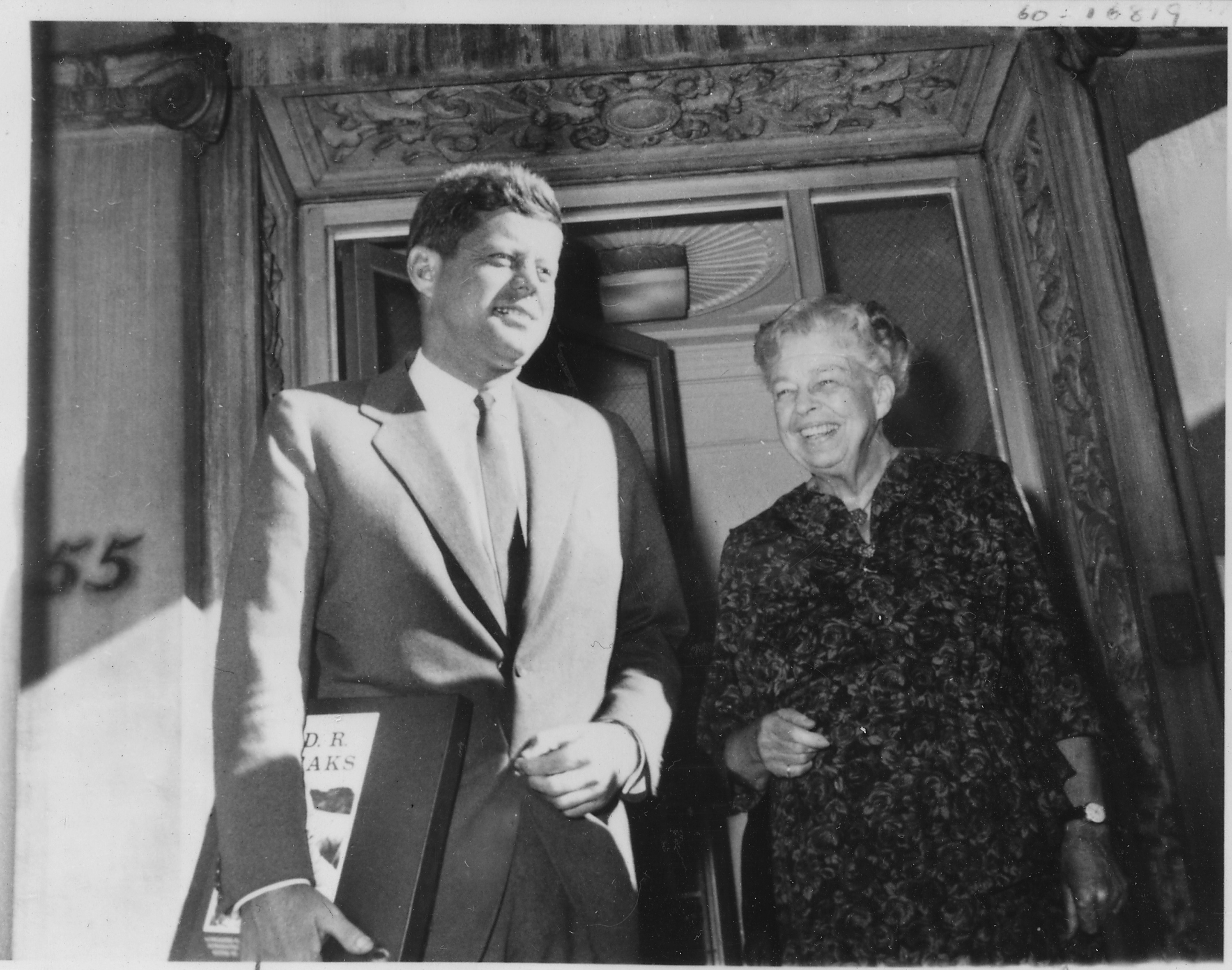
Eleanor Roosevelt és Kennedy a kampány során
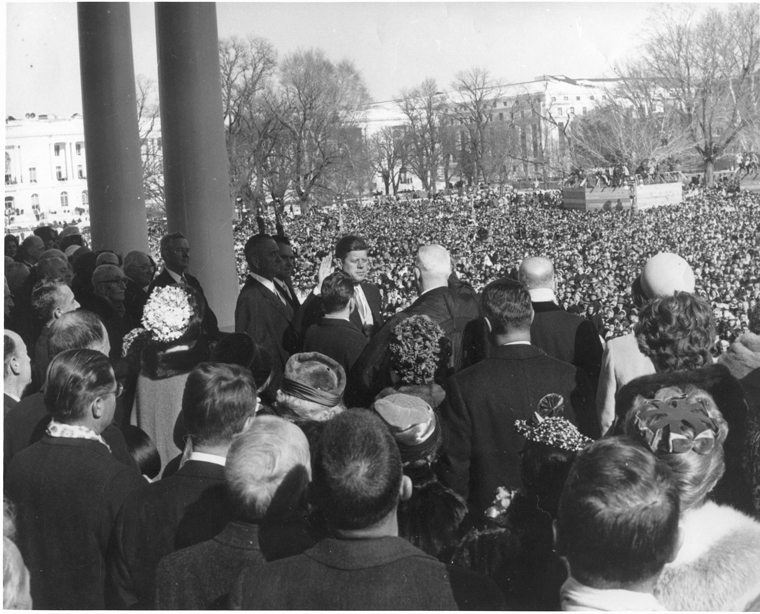
JFK felesketése elnökként 1961. január 20-án
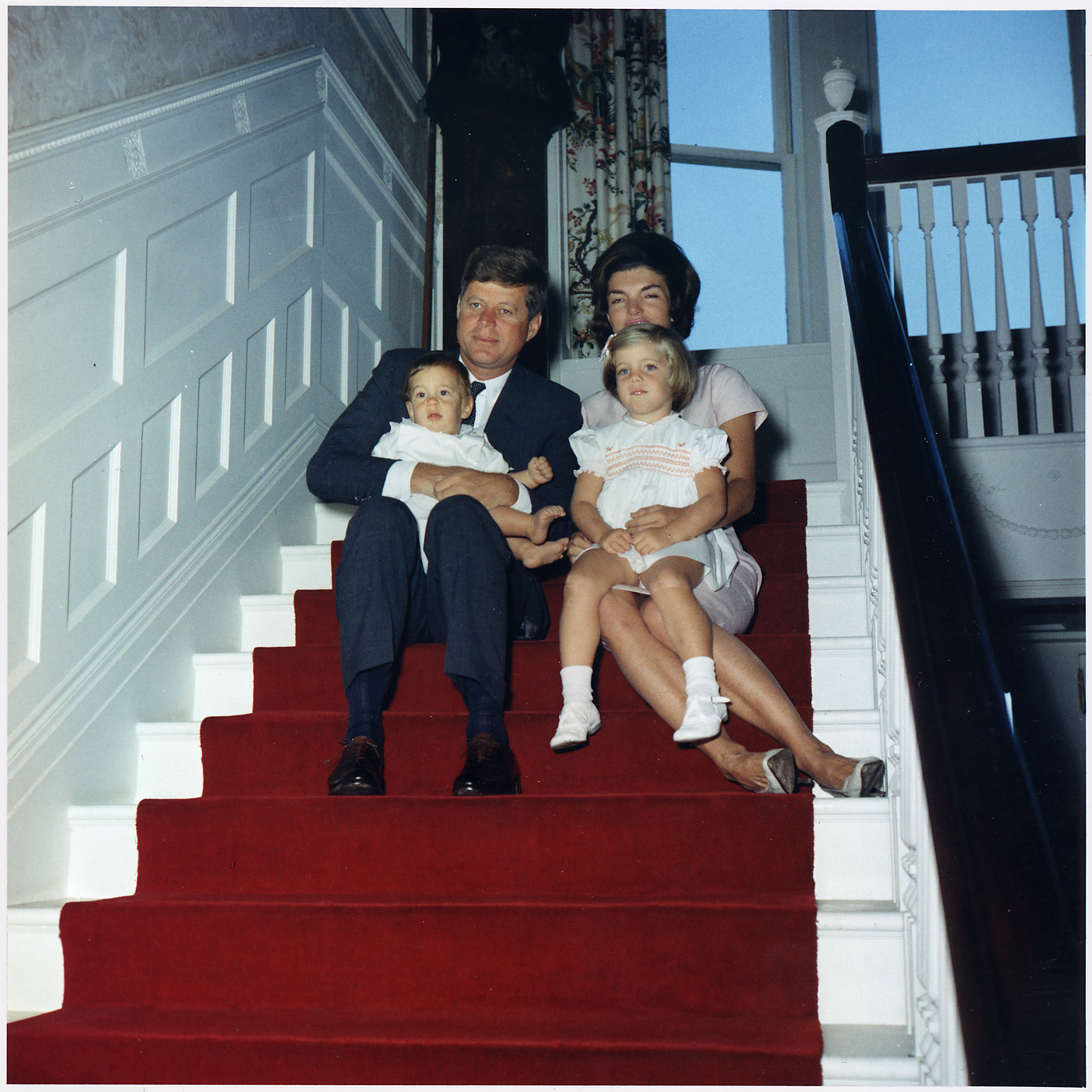
A Kennedy család beköltözik a Fehér Házba
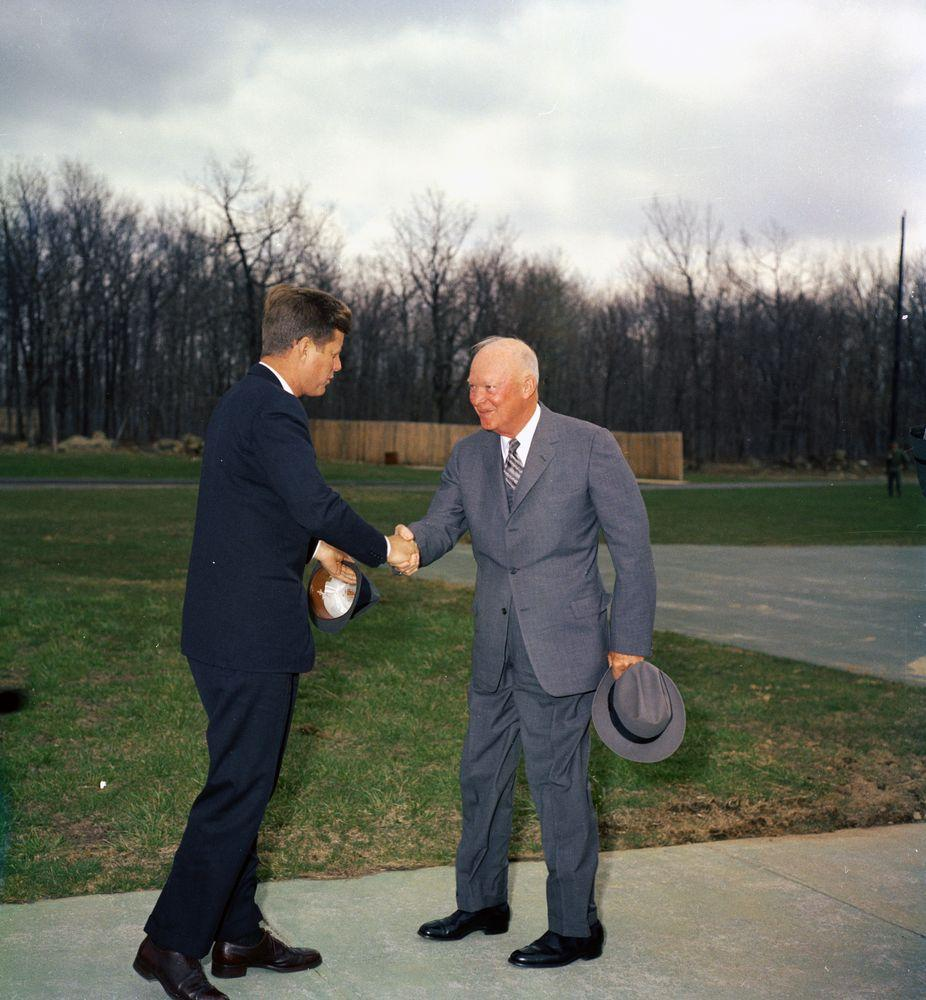
Kennedy átveszi az elnöki hivatalt Dwight D. Eisenhowertől
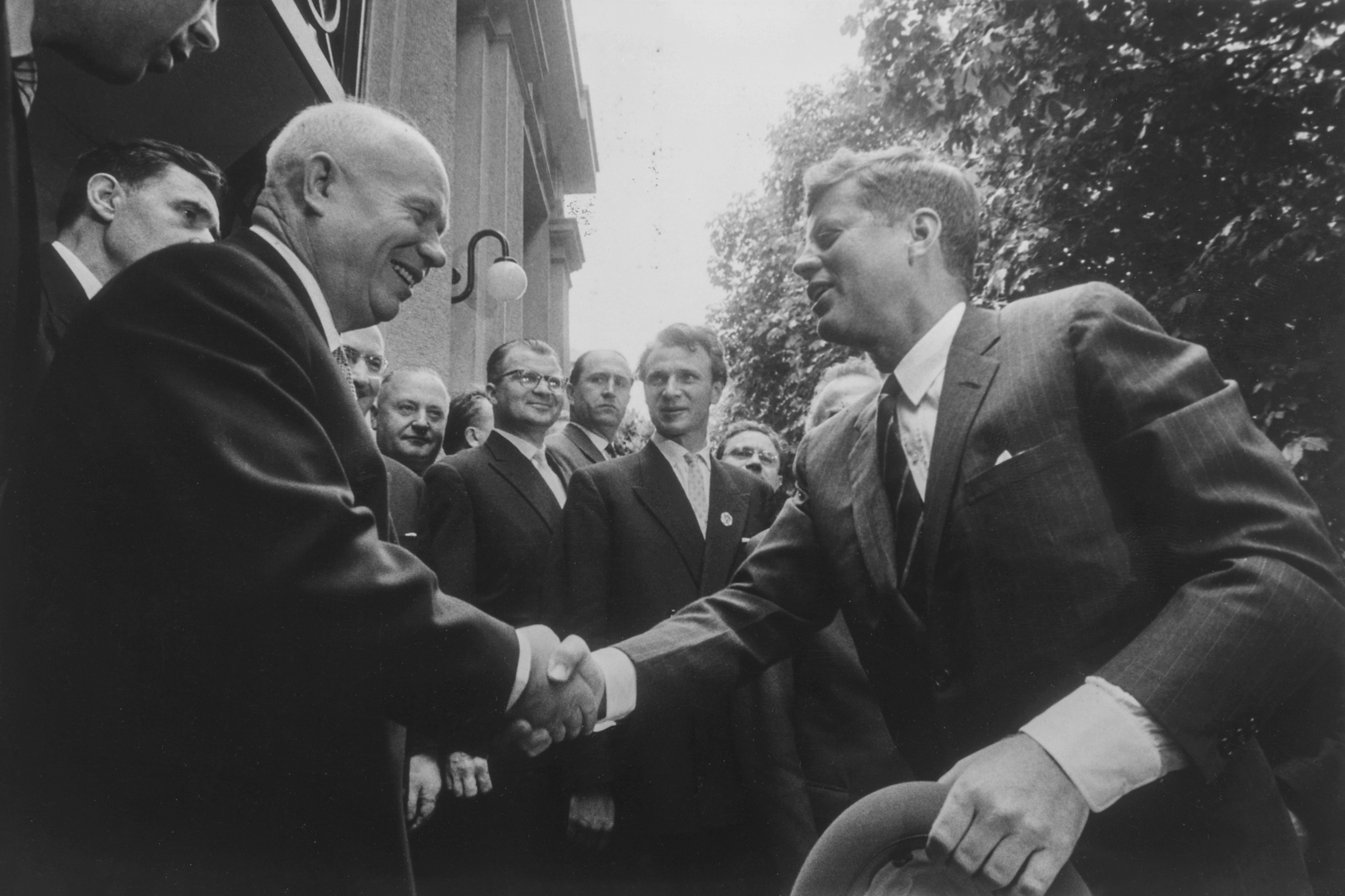
Kennedy és Nyikita Hruscsov bécsi csúcstalálkozója (1961)
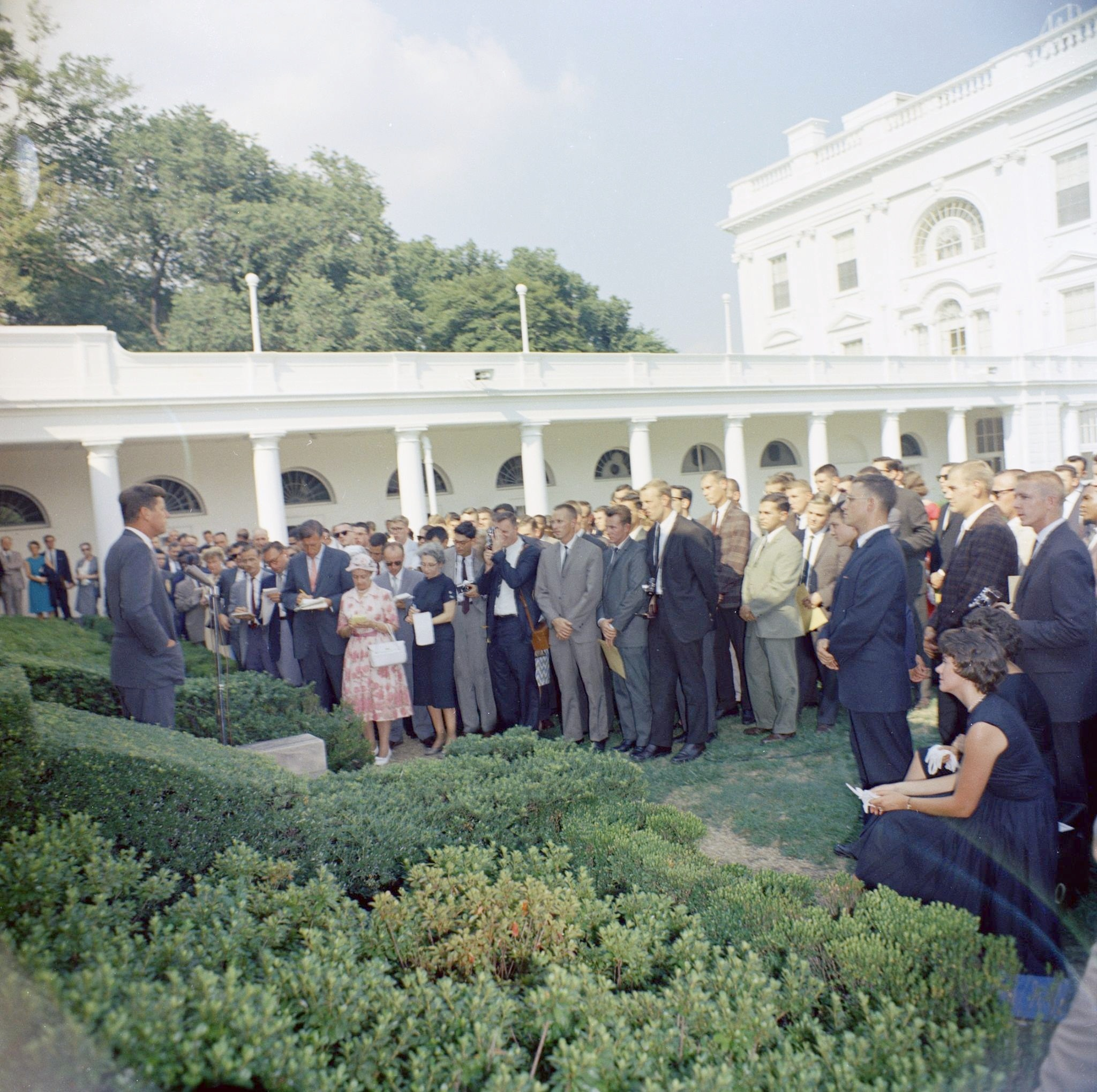
Az elnök az általa életre hívott Békehadtest első csoportjával
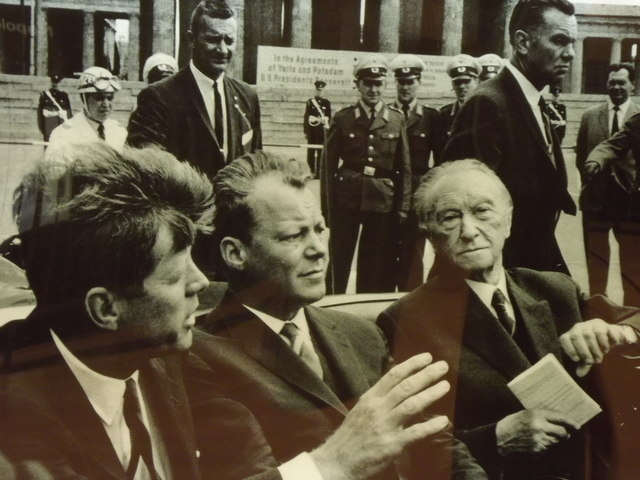
Kennedy, Willy Brandt és Konrad Adenauer Berlinben
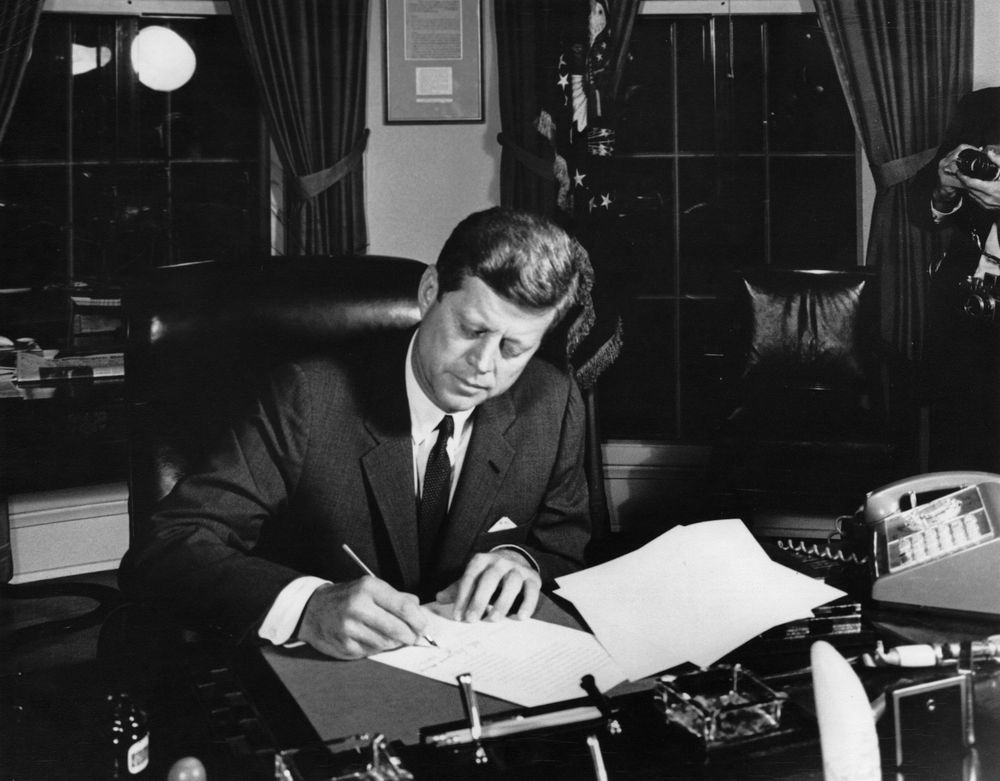
Az elnök aláírja a 35504. számú parancsát, amellyel felállítja Kuba körül a tengeri blokádot
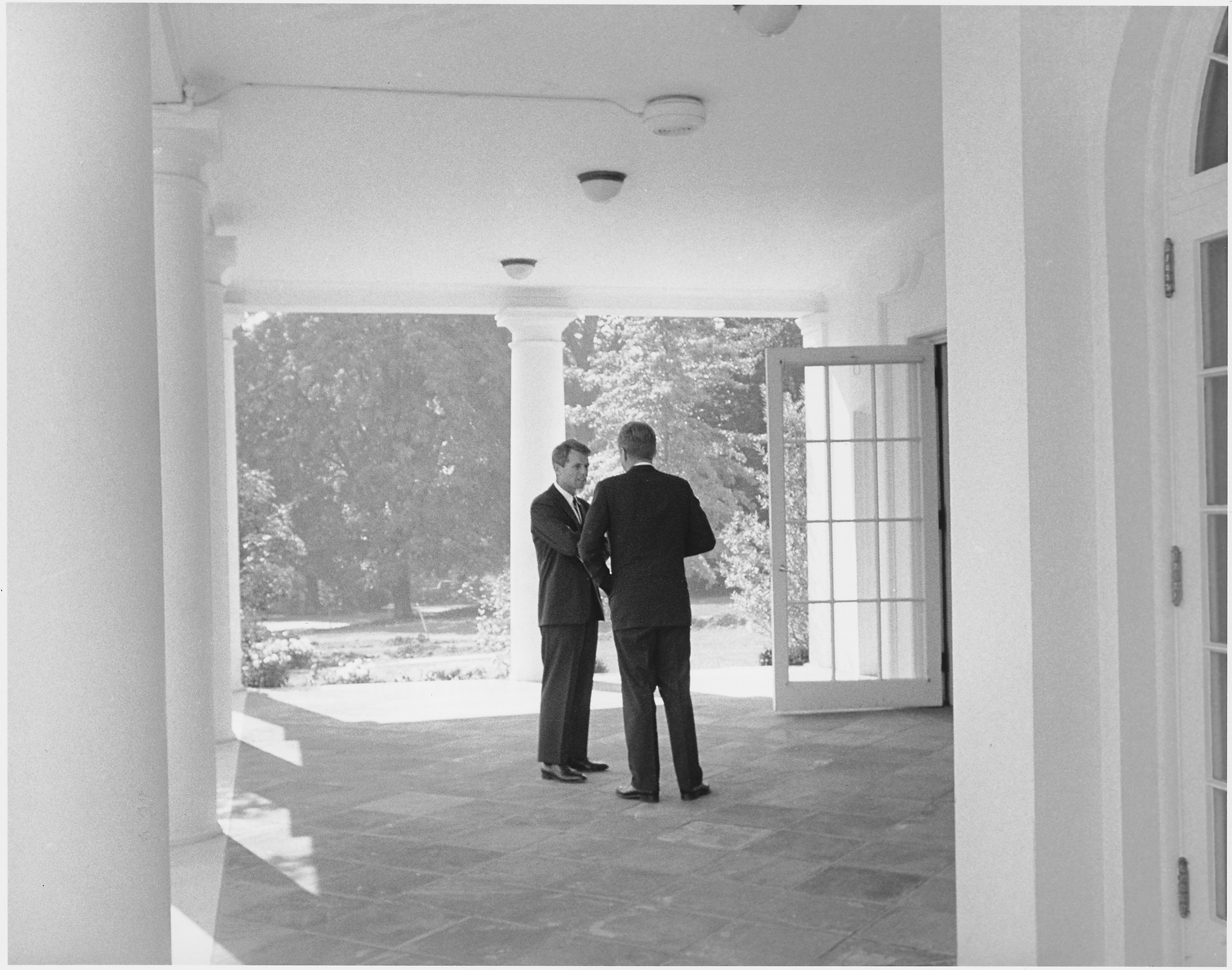
Az elnök öccsével, Robert Kennedyvel tanácskozik a kubai rakétaválságról a Fehér Ház teraszán
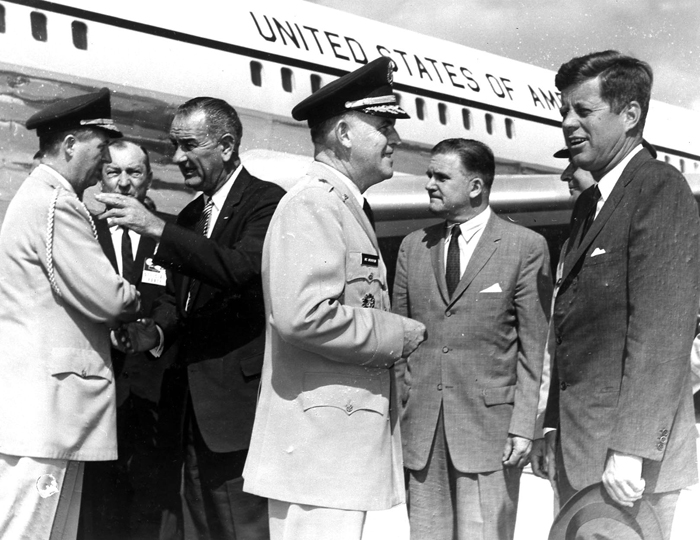
Kennedy, Johnson és James Webb találkozik a NASA floridai bázisán
Az elnök John Glenn űrhajóssal parádézik
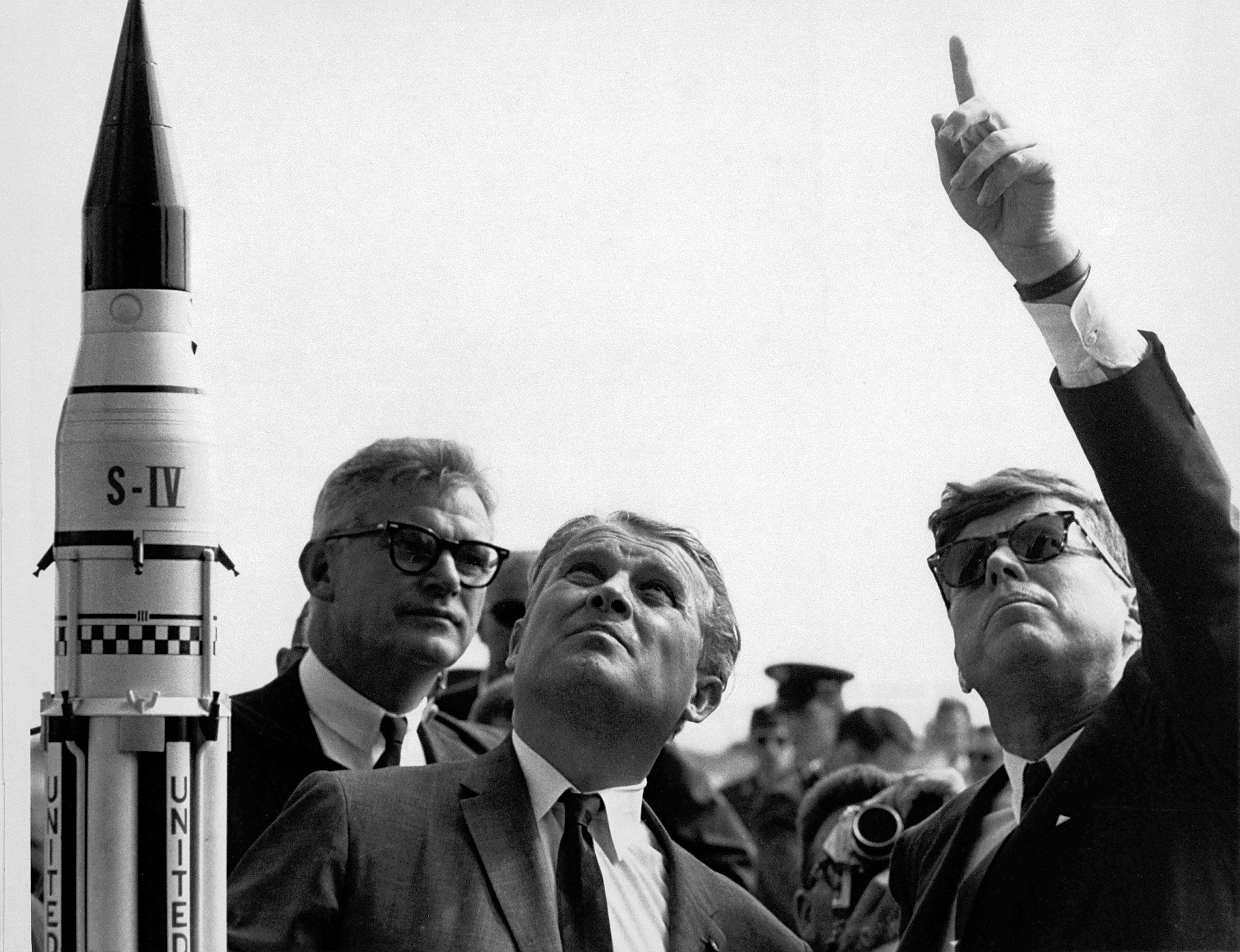
Kennedy Wernher von Braunnal Cape Canaveralen az Apollo-program kezdeti erőfeszítéseinek idején
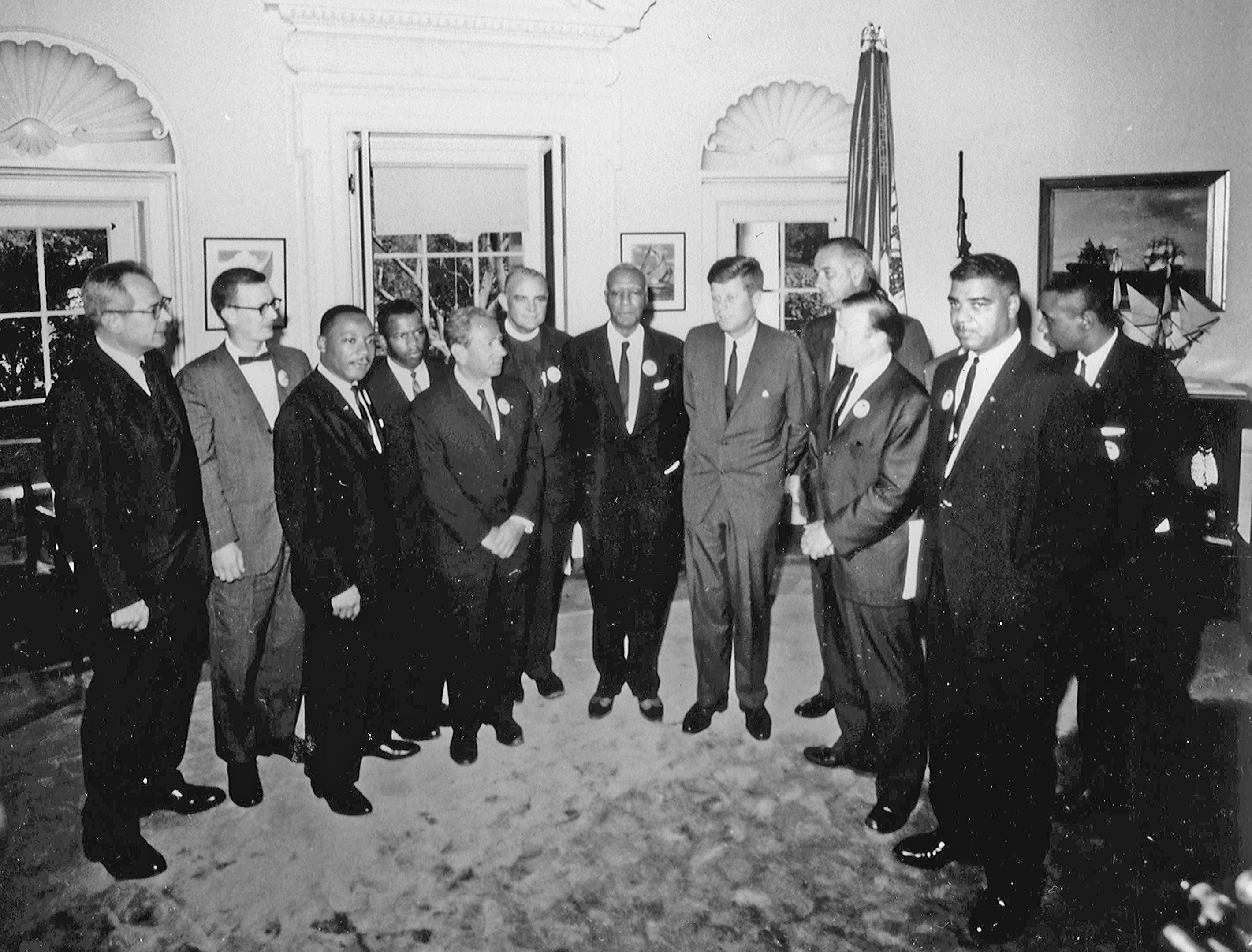
JFK találkozik Martin Luther Kinggel és a washingtoni menet más vezetőivel a Fehér Házban
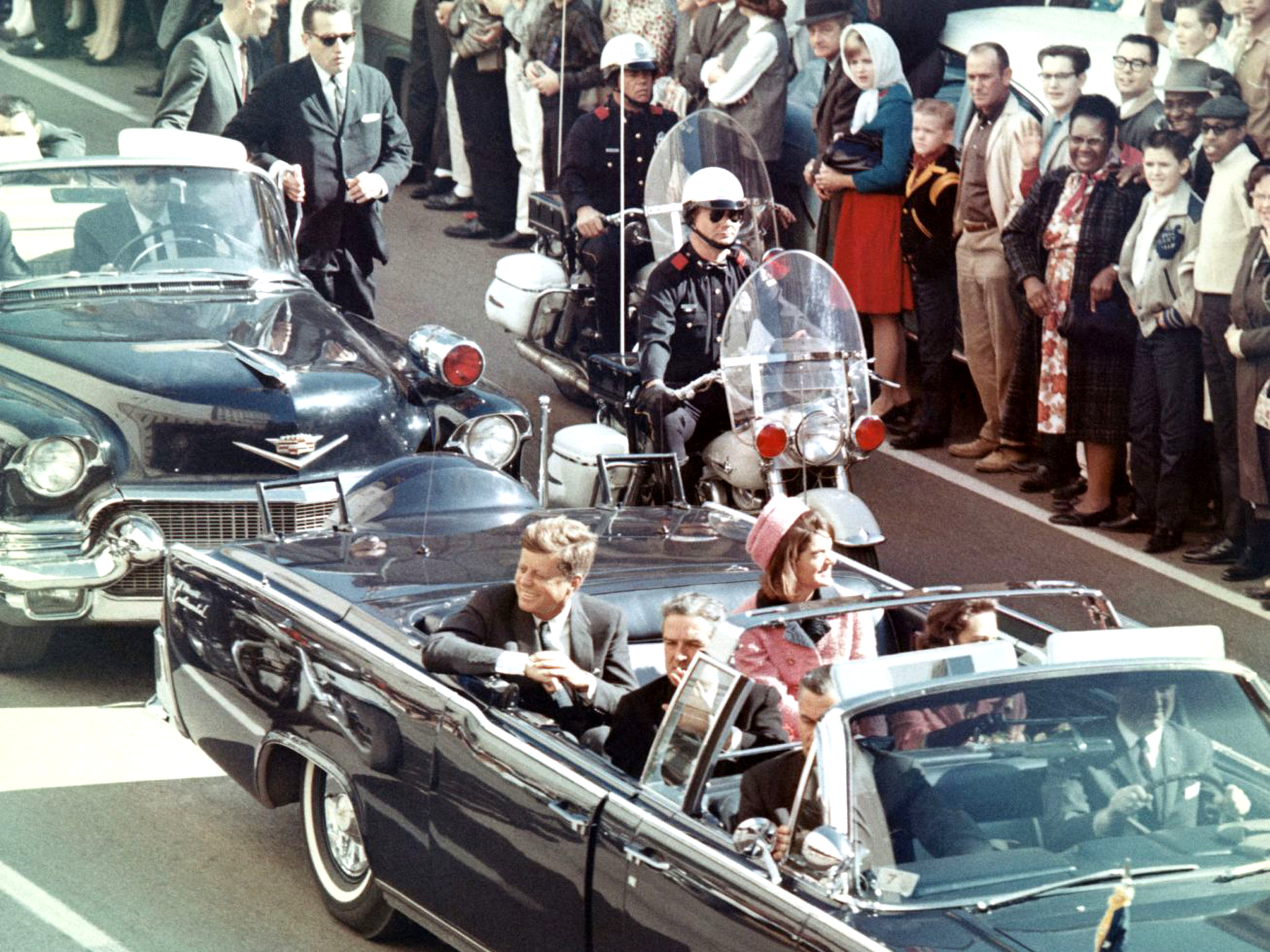
JFK Dallasban, a merénylet előtt
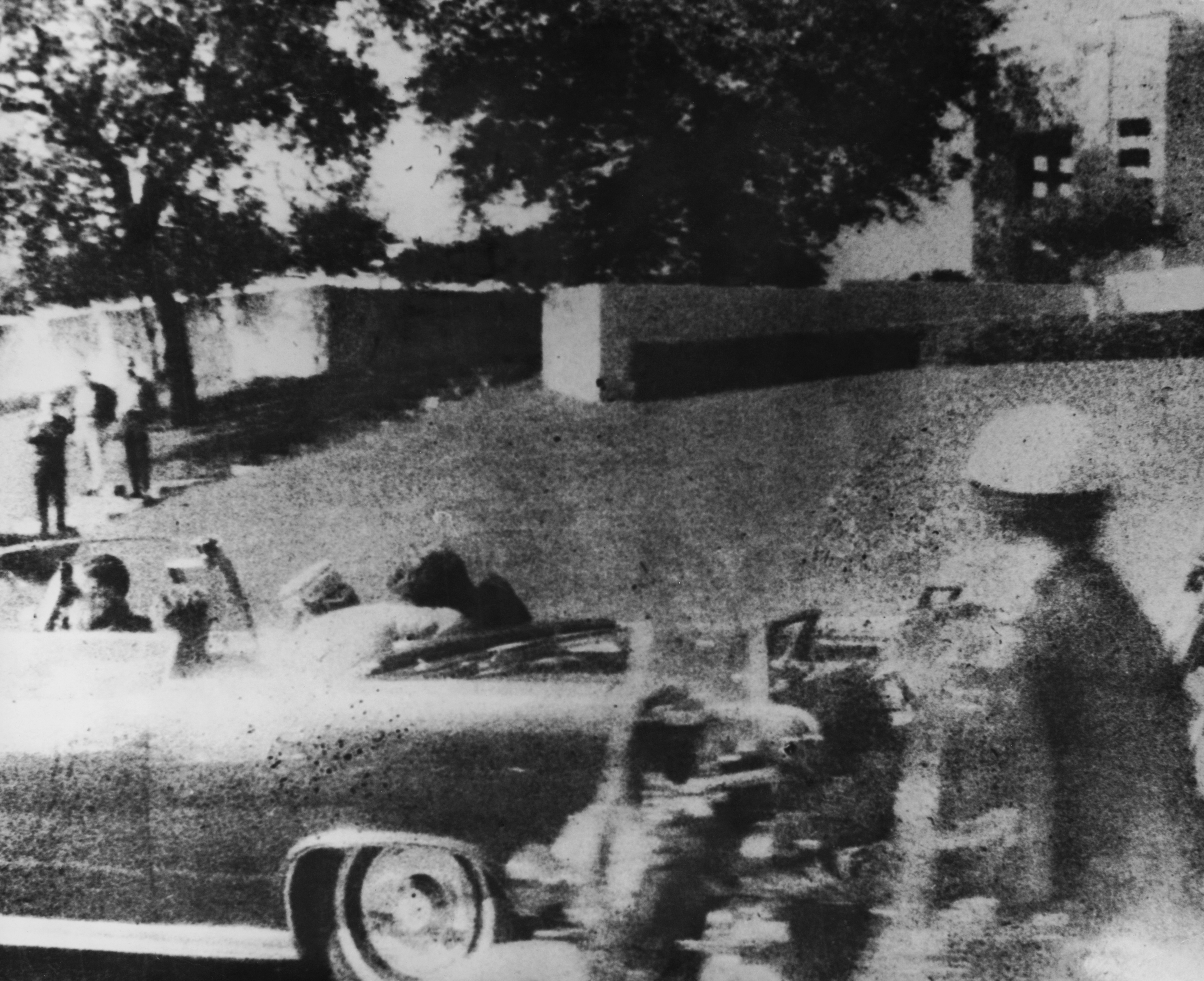
A halálos fejlövés pillanata
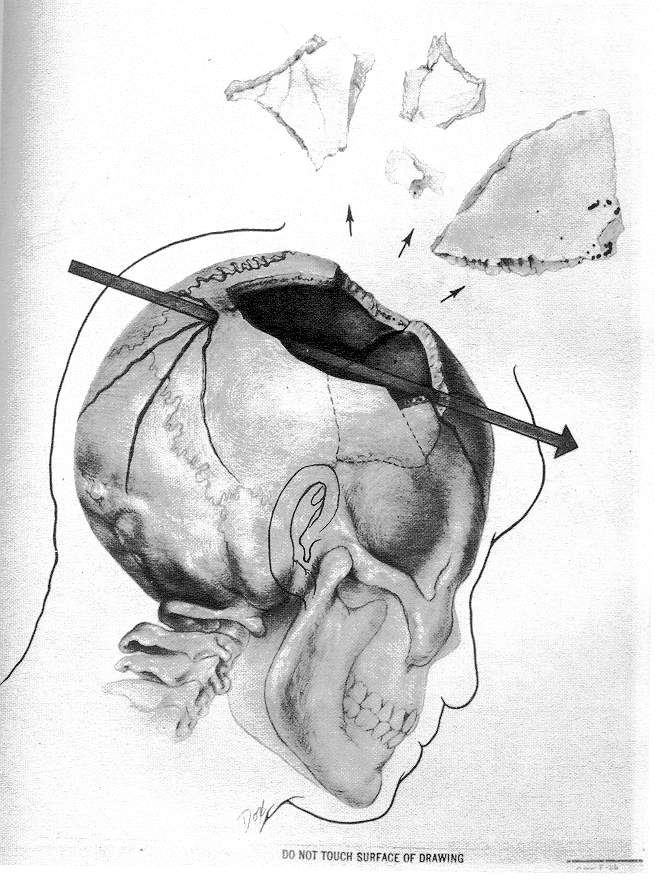
A feljövés
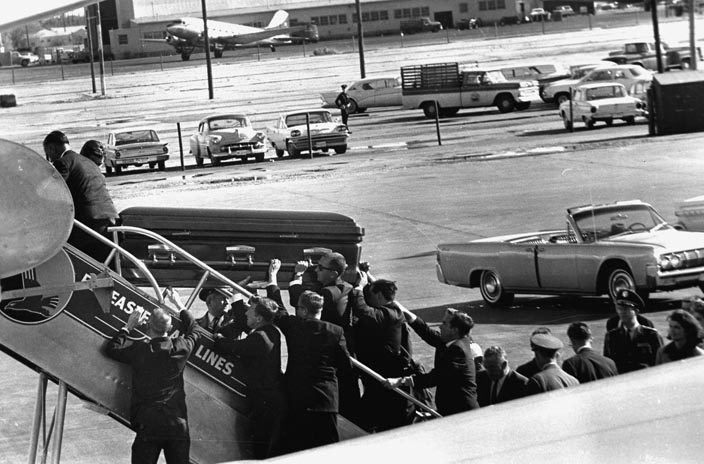
Az elnök koporsóját felviszik az Air Force One-ra
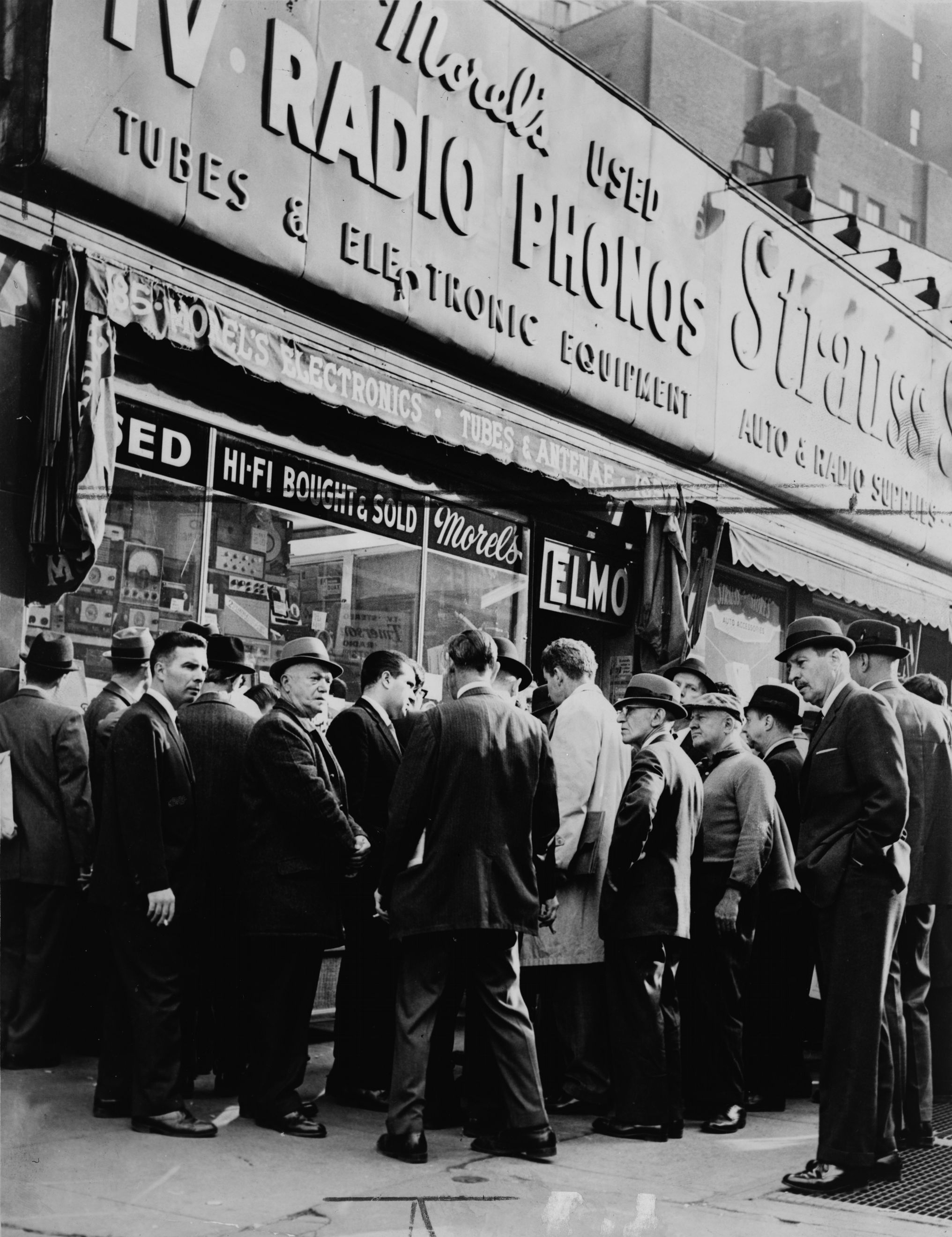
Hírekre éhes tömeg várakozik egy műszaki bolt előtt New Yorkban
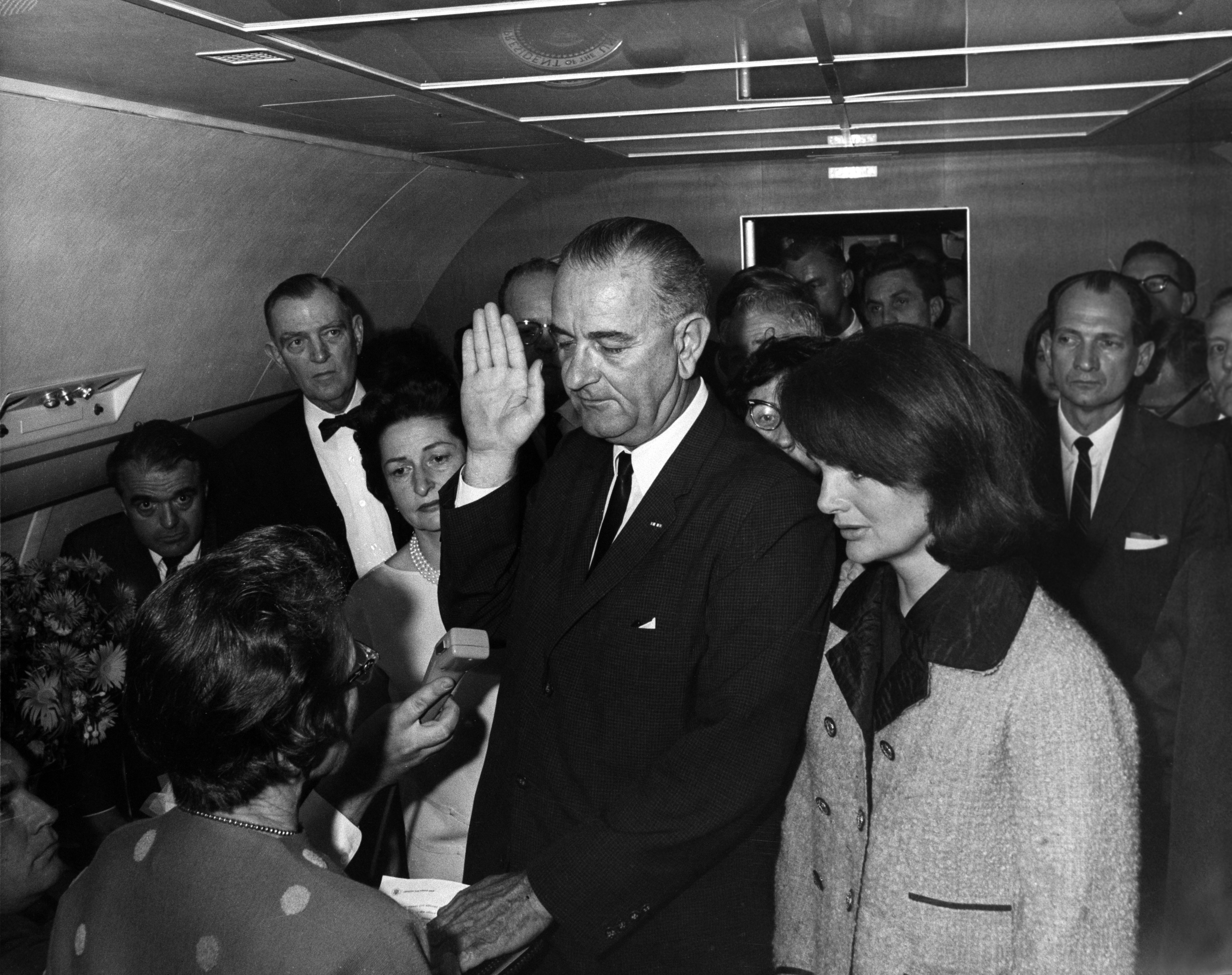
Lyndon B. Johnson felesküszik az elnöki hivatalra két órával elődjének lelövését követően
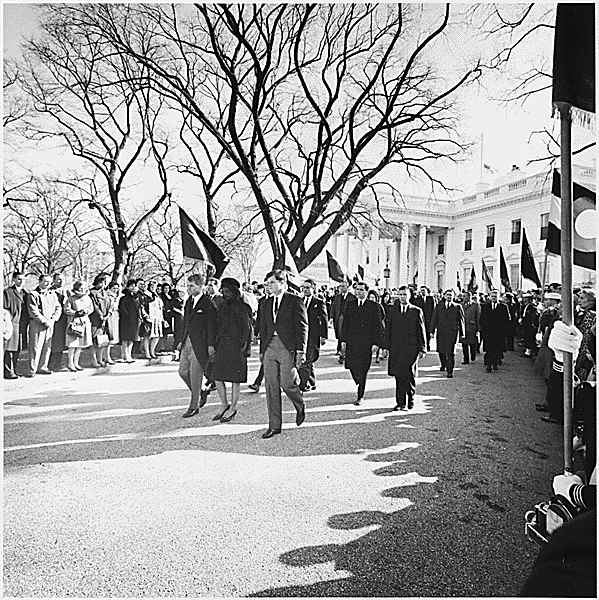
Kennedy elnök temetési menete
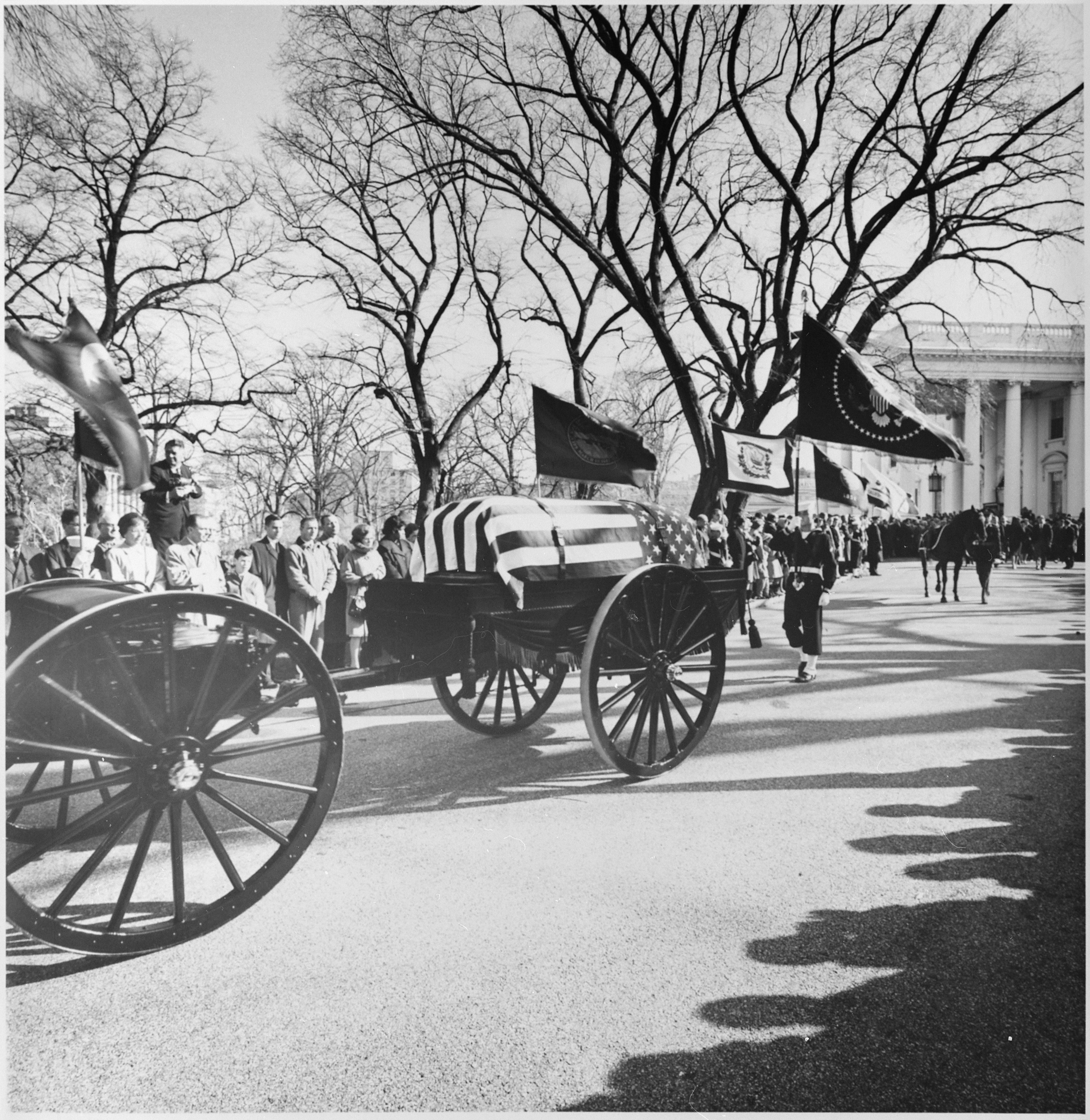
Kennedy zászlóval letakart koporsója az azt szállító ágyútalpon

## Fordítás
- Ez a szócikk részben vagy egészben  a   John F. Kennedy című angol Wikipédia-szócikk ezen változatának fordításán alapul.  Az eredeti cikk szerkesztőit annak laptörténete sorolja fel. Ez a jelzés csupán a megfogalmazás eredetét és a szerzői jogokat jelzi, nem szolgál a cikkben szereplő információk forrásmegjelöléseként.

### Magyarul
- https://web.archive.org/web/20060420110921/http://magyarok.sulinet.hu/nagymagyarok/kulfoldi/kennedy.html A Sulinet.hu Kennedyről
- http://www.doksi.hu/faces.php?order=DisplayFace&id=326
- Hans Habe: Halál Texasban. Amerikai tragédia; ford., utószó Vajna János; Magvető, Budapest, 1964
- Herczeg István: A Warren-jelentés és ami mögötte van; Gondolat, Budapest, 1965
- Sylvan Fox: A Kennedy gyilkosság rejtelmei; ford. Déry György; Kossuth, Budapest, 1966
- Mark Lane: Elsietett ítélet. A Warren-jelentés bírálata; bev. Hugh Trevor-Roper, ford. Gömöri Endre, Hernádi Miklós; Európa, Budapest, 1967
- Gárdos Miklós–Pálfy József: A Kennedy-dosszié; s.n., Budapest, 1968 (Kozmosz könyvek)
- Hans Habe: Halál Texasban. Amerikai tragédia; ford. Vajna János, Majtényi Erik; Irodalmi, Bukarest, 1969
- Anatolij Gromiko: Kennedy elnök 1036 napja; ford. Siklósi Mihály; Gondolat, Budapest, 1970
- Nagy László: John F. Kennedy llúziók és valóság; Kossuth, Budapest, 1977
- Jim Garrison: JFK. Gyilkosok nyomában; ford. Süle Gábor, Vadász Gyula; JLX, Budapest–Los Angeles, 1992
- Michael Korda: Halhatatlanok; ford. M. Szabó Csilla; Door, Budapest, 1995
  - Szerelmi háromszög címen is megjelent
- Tony Sciacca: Ki ölte meg Marilynt? És tudtak-e róla a Kennedyek?; ford. Balabán Péter; Pesti Szalon, Budapest, 1996
- Hugh Brogan: Kennedy; ford., jegyz. Pásztor Péter; Akadémiai, Budapest, 1997 (Y könyvek)
- John F. Kennedy és Nyikita Sz. Hruscsov levelezése a kubai rakétaválság alatt; ford., sajtó alá rend. Simon Ágnes és Simon Eszter; JATEPress, Szeged, 2002 (Documenta historica)
- Drábik János: Miért kellett meghalnia a három Kennedynek?; Intermix Budapest, Budapest, 2003 (9 eurós különleges könyvek)
- Nemere István: A Kennedy-gyilkosság rejtélye. Tettek, tények, találgatások; Pallas, Gyöngyös, 2003
- Robert Dallek: Befejezetlen élet. John F. Kennedy, 1917–1963; ford. Barna Judit, Magyarics Tamás; Gabo, Budapest, 2004
- Robert von Rimscha: A Kennedy család. Az amerikai álom csillogása és tragikuma; ford. Erdélyi Z. János; Gabo, Budapest, 2004 (Híres családok)
- Sally Bedell Smith: Hatalom és tisztesség. Jackie és JFK titkos magánélete a Fehér Házban; ford. Rákócza Richárd; Jokerex, Budapest, 2006
- David Talbot: A két Kennedy. Jack és Robert élete és felderítetlen halála; ford. Magyarics Tamás; Gabo, Budapest, 2008
- Bertrand Meyer-Stabley: John John Kennedy. A sorsüldözött dinasztia; ford. Baranyai Judit; Jószöveg Műhely, Budapest, 2008
- Michael Korda: Szerelmi háromszög; ford. M. Szabó Csilla; JLX, Budapest, 2008
  - Halhatatlanok címen is megjelent
- Peter Kreeft: Menny és pokol között. Párbeszéd valahol a túlvilágon: John F. Kennedy, C. S. Lewis és Aldous Huxley eszmecseréje az élet legfontosabb kérdéséről; ford., jegyz. Szerdahelyi Miklós; Szt. István Társulat, Budapest, 2010
- Bill O'Reilly–Martin Dugard: Kennedy. A gyilkosság, amely véget vetett az amerikai Camelotnak; ford. Garai Attila; HVG Könyvek, Budapest, 2013
- Hahner Péter: A nem létező rejtély. Tizenöt kérdés és válasz a Kennedy-gyilkosságról; Panem Könyvek, Budapest, 2013
- Lamar Waldron: A Kennedy-gyilkosság elhallgatott története. A 20. század bűnténye az új adatok fényében; ford. Kőrös László; Akadémiai, Budapest, 2014
- Kate Andersen Brower: A rezidencia. Magánélet a Fehér Házban. Kennedytől Obamáig; ford. Forgách Ildikó; Gabo, Budapest, 2016
- Frederik Logevall: JFK. A fiú, aki Amerika nagy évszázadával nőtt fel, 1917–1956. A fiatalkori évek; ford. Bakonyi Berta; Alexandra, Pécs, 2022
- Fekete Rajmund: Az amerikai álom (vége). John F. Kennedy; Közép- és Kelet-európai Történelem és Társadalom Kutatásáért Alapítvány–Kommunizmuskutató Intézet, Budapest, 2023

### Angolul
- John F. Kennedy Presidental Library and Museum
- http://www.jfklibrary.org/Research/Research-Aids/JFK-Speeches/American-Newspaper-Publishers-Association_19610427.aspx John F. Kennedy Speeches The President and the Press: Address before the American Newspaper Publishers Association, April 27, 1961
- https://web.archive.org/web/20060206191021/http://www.whitehousetapes.org/pages/tapes_jfk.htm Kennedy titkos felvételei
- https://web.archive.org/web/20060515010245/http://www.heraldrysociety.us/presidents/index.php?page=Kennedy Armigerous American Presidents Series
- https://web.archive.org/web/20060107101406/http://vvl.lib.msu.edu/showfindingaid.cfm?findaidid=KennedyJF Hangfelvételek Kennedy beszédeiből
- https://web.archive.org/web/20100130090521/http://mcadams.posc.mu.edu/home.htm McAdams weboldala Kennedyről
- http://www.rootdig.com/john_f_kennedy.html Archiválva 2021. február 18-i dátummal a Wayback Machine-ben John F. Kennedy in United States Census Records
- https://web.archive.org/web/20060425135513/http://mcadams.posc.mu.edu/stjohn.htm St. John the Liberal?
- http://bioguide.congress.gov/scripts/biodisplay.pl?index=K000107 Biographical Directory of the U.S. Congress
- https://web.archive.org/web/20160402070951/http://port.hu/kennedy_gyilkossag:_24_oraval_kesobb_the_kennedy_assassination:_24_hours_after/pls/fi/films.film_page?i_perf_id=50705506&i_topic_id=1 24 órával később